# Thasos (Antike)

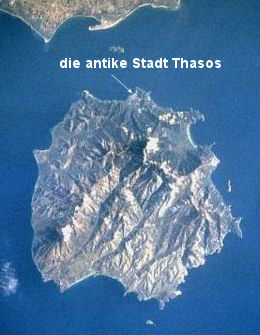
Lage der antiken Stadt Thasos auf der gleichnamigen Insel

Der antike Stadtstaat (Polis) Thasos (griechisch Θάσος) mit seiner Hauptstadt Thasos auf der gleichnamigen Insel entwickelte sich ab etwa 680 v. Chr. im Zuge der griechischen Kolonisation in der nördlichen Ägäis. Wie alle antiken griechischen Poleis bestand er aus einem städtischen Zentrum (asty), das sich beim heutigen Inselhauptort Limenas an der Nordküste befand, und aus einem umliegenden ländlichen Territorium (chora), das im Fall von Thasos den Rest der Insel sowie einige Areale des nahegelegenen Festlandes umfasste.
Bereits ab dem 6. Jahrhundert v. Chr. kamen Stadt und Insel zu großer Bedeutung in der griechischen Welt und zu höchster Blüte, was mit Abstrichen und Unterbrechungen Jahrhunderte anhielt. Bei einer Gesamtbevölkerung auf der Insel im 5. Jahrhundert v. Chr. von 60.000 bis 80.000 erreichte die antike Stadt Thasos eine Einwohnerzahl von etwa 20.000. Noch unter römischer Herrschaft konnte sich die Stadt eine gewisse Autonomie bewahren, wurde dann aber kurz nach Mitte des 3. Jahrhunderts n. Chr. vermutlich durch einen feindlichen Angriff zerstört. Der Wiederaufbau erreichte nicht mehr das volle Ausmaß der früheren Stadt. Bei einem erneuten Angriff im frühen 7. Jahrhundert n. Chr. wurde die Stadt zerstört und verödete.

## Geschichte des Stadtstaates

### Gründung und frühe Blüte (7. und 6. Jahrhundert v. Chr.)
Die Insel Thasos war bereits seit der Steinzeit besiedelt und auch für die beginnende Eisenzeit (frühes 1. Jahrtausend v. Chr.) lässt sich eine einheimische Bevölkerung nachweisen, deren archäologische Hinterlassenschaften stilistisch denjenigen des benachbarten makedonischen Festlandes entsprachen. Gleichzeitig sollen dem antiken Geschichtsschreiber Herodot zufolge auch Phönizier auf der Insel gesiedelt und die dortigen Bodenschätze abgebaut haben. Der antike Stadtstaat Thasos entstand jedoch erst um 680 v. Chr. im Rahmen der Griechischen Kolonisation. Zu dieser Zeit brach eine Gruppe von auswanderungswilligen Kolonisten von der Kykladeninsel Paros auf, um einen neuen Stadtstaat zu gründen, gelangte nach Thasos und baute dort ein neues Gemeinwesen auf. Anführer der Expedition war ein gewisser Telesikles; zu den Teilnehmern gehörte der bedeutende Dichter Archilochos, der die Erfahrungen der „Fahrt ins Unbekannte“ und der Neugründung in seiner – nur in Fragmenten erhaltenen – Poesie verarbeitete.
Der schnelle wirtschaftliche Aufschwung der Polis in den folgenden zwei Jahrhunderten (der „archaischen Epoche“) äußerte sich unter anderem in der prächtigen Architektur des Inselhauptortes und in einer Blüte der Bildenden Künste. Die politischen Einrichtungen, religiösen Traditionen und auch das genutzte Kalendersystem orientierten sich an der Mutterstadt Paros. Von der älteren Bevölkerung der Insel ist kaum noch etwas nachweisbar; sie scheint schnell assimiliert worden zu sein. Bald nach der Inbesitznahme der Insel besiedelten die Parier auch das gegenüberliegende Festland mit seinen reichen Vorkommen an Bodenschätzen. Diese sogenannte Thasische Peraia gehörte mit zum Territorium der Polis und war – wie auch Teile der Insel selbst – berühmt für ihren Reichtum an Bodenschätzen.
Über die Institutionen der frühen Epoche der Staatsgründung ist wenig bekannt. Es wird angenommen, dass Adelige aus den Reihen der ersten Siedler die herrschenden Positionen einnahmen. Es traten jedoch in zahlreichen griechischen Poleis soziale Spannungen auf. Zum einen bekämpften sich verschiedene Adelsgruppen untereinander, zum anderen gerieten die niederen Stände immer mehr in wirtschaftliche Abhängigkeit vom Adel. Diese Konflikte bargen Potential für Bürgerkriege (staseis) und so einigte sich die Bürgerschaft auf einen Aisymneten. Dieser hatte zwischen den rivalisierenden Parteien zu vermitteln und soziale Missstände auszuräumen. In vielen Poleis genügten diese Maßnahmen nicht und es entwickelte sich nach der Amtsniederlegung des Aisymneten häufig eine Tyrannis. So herrschte Mitte des 6. Jahrhunderts v. Chr. auch auf Thasos der Tyrann Symmachos. Nach seiner Vertreibung wurde der Inselstaat wieder unter ein aristokratisches Regime gestellt, dessen höchstes Amt das des Archonten war. Die Institution des Archontats wurde wahrscheinlich von der Mutterinsel Paros übernommen und war in Thasos zunächst mit drei Amtsträgern besetzt. Das zweite hohe Staatsamt neben den Archonten bildeten die Theoren, die erst ab 540 v. Chr. bezeugt sind und die ebenfalls als Dreierkollegium amtierten. Sie hatten in erster Linie religiöse Aufgaben, insbesondere die städtischen Kultfeiern betreffend.

### Perserkriege und Attischer Seebund (5. Jahrhundert v. Chr.)
Auf die Archaik folgte die sogenannte Klassik, die für Thasos dadurch geprägt war, dass die Insel wiederholt in die Auseinandersetzungen und Ereignisse der griechischen Geschichte hineingezogen wurde. Im Jahr 494 v. Chr. mussten die Thasier die Angriffe des aus seiner Heimat vertriebenen Tyrannen Histiaios aus Milet abwehren. Als in den folgenden Jahren das Perserreich auf die Gebiete des heutigen Nordgriechenland auszugreifen begann, unterwarf sich das geschwächte Thasos kampflos und huldigte dem Perserkönig. Erst nach dem griechischen Sieg in den Perserkriegen 480/478 v. Chr. ging es wieder in den griechischen Machtbereich über. In den daraufhin neu gegründeten Attisch-Delischen Seebund wurde Thasos 477 v. Chr. aufgenommen und geriet damit – wie viele griechische Stadtstaaten – rasch unter den Einfluss der neuen Militärmacht Athen. Schon ein Jahrzehnt später kam es zu Rivalitäten mit Athen um die Metallvorkommen der thasischen Festlandbesitzungen, die darin resultierten, dass Thasos wieder aus dem Seebund austrat. Kurzerhand belagerte die athenische Flotte die Insel drei Jahre lang und nahm sie schließlich ein. Thasos musste seine Stadtmauer schleifen, seinen Festlandsbesitz und seine gesamte Flotte abgeben und Geldzahlungen leisten. Das bisherige aristokratische Regime scheint dabei unter dem Einfluss Athens durch einige demokratische Elemente modifiziert worden zu sein. In diese politisch schwierige Zeit fällt das Wirken zweier berühmter Thasier, des Malers Polygnotos und des Kampfsportlers Theogenes.
Trotz der harten Friedensbedingungen und der autoritären Machtpolitik Athens im Seebund waren die Jahrzehnte ab 463 von Kooperation und Austausch zwischen den Städten geprägt. So diente der thasische Hafen als wichtiger Stützpunkt der athenischen Flottenpolitik; einige reiche Athener erwarben nachweislich Weinberge auf Thasos. Diese Verhältnisse blieben zunächst auch bestehen, nachdem 431 v. Chr. der Peloponnesische Krieg zwischen Athen und Sparta ausbrach.

### Innere und äußere Krisen, politischer Neubeginn (spätes 5. und frühes 4. Jahrhundert v. Chr.)
Mit dem Jahr 411 v. Chr. begannen die politischen Turbulenzen in Griechenland allerdings auch Auswirkungen auf Thasos zu haben. In diesem Jahr übernahm das aristokratische „Regime der Vierhundert“ die Macht in Athen und bewirkte umgehend, dass auch das eng verbündete Thasos zur Oligarchie zurückkehrte. Dreihundert allein gesetzgebende Bürger hielten dort nun die Macht in Händen und gingen mit Erlass der Denunziationsgesetze hart gegen die Opposition vor. Schon bald jedoch trat ein für Athen unerwünschter Effekt ein: die junge thasische Oligarchie löste sich vom bisher dominierenden athenischen Einfluss und wechselte auf die Seite Spartas, das traditionell die vorherrschende oligarchische Macht in Griechenland war. Doch dieser Seitenwechsel blieb eine kurze Episode: Schon 407 belagerte eine Flotte des mittlerweile wieder demokratischen Athen, unterstützt durch ins Exil gegangene prodemokratische Thasier, die Insel, nahm sie ein und sorgte für eine Rückkehr zur demokratischen Regierungsform. Wie so häufig in den Stadtstaaten des antiken Griechenlands verbanden sich auch in den Konflikten dieser Jahre auf Thasos außenpolitische Machtkämpfe mit innenpolitischen Auseinandersetzungen (staseis). Die Fronten verliefen zwischen den Verfechtern der Demokratie (die sich pro-athenisch verhielten und von Athen unterstützt wurden) und Anhängern der Oligarchie (die sich pro-spartanisch verhielten und von Sparta unterstützt wurden).
Bereits nach zwei Jahren, 405 v. Chr., kam die nächste Wende. Nachdem Sparta in der Schlacht bei Aigospotamoi über Athen gesiegt hatte, setzte der Spartaner Lysandros auf Thasos wieder eine Oligarchie durch. Als politisches System wurde eine sogenannte Dekarchie unter der Leitung von zehn Archonten eingeführt. Die damit einhergehende spartanische Kontrolle über die Insel wurde zwar schon bald darauf etwas reduziert, dennoch dauerte es bis etwa 389, bis der Athener Thrasyboulos und eine Gruppe demokratischer Thasier die spartanische Garnison vertrieben und die Stadt wieder auf die demokratische, pro-athenische Seite brachten. Dieser Machtwechsel beendete die über 20 Jahre dauernde Phase der andauernden politischen Instabilität auf Thasos. Die siegreiche Partei bemühte sich nun, die tief gespaltene Bürgerschaft wieder zu einen und einen echten politisch-gesellschaftlichen Neuanfang zu verwirklichen.
Das Maßnahmenpaket, das die gesellschaftlichen Konflikte auf Thasos überwinden sollte, war umfangreich: Verbannte Thasier durften zurückkehren. Neue Institutionen wie per Losprinzip (und damit neutral) besetzte Gerichtsjurys wurden geschaffen; ein völlig neues Münzsystem wurde eingeführt. Das politisch-gesellschaftliche Zentrum der Stadt wurde völlig neu gestaltet, wodurch vor allem die Agora in ihrer noch heute sichtbaren Gestalt entstand. Auch die umfassenden Baumaßnahmen an sonstigen öffentlichen Gebäuden (Tempeln, der Stadtmauer etc.), die noch die folgenden Jahrzehnte andauerten, waren wohl als „Statement“ der neu organisierten, selbstbewussten Bürgerschaft gemeint. Der ein knappes Jahrhundert zuvor aktiv gewesene Kampfsportler Theogenes, einer der berühmtesten Bürger der Insel, wurde im neuen Staatssystem religiös verehrt und wahrscheinlich gezielt zum „Schutzpatron“ des „neuen Thasos“ und zu einer Identifikationsfigur für die Bevölkerung gemacht. Schließlich wurde auch der Umgang mit gefallenen thasischen Soldaten und ihren Hinterbliebenen nach dem Vorbild des athenischen patrios nomos neu geordnet. Die Einführung dieser Maßnahmen erstreckte sich nach 389 v. Chr. auf einige Jahrzehnte, in denen es eventuell auch kurzzeitig nochmals zu inneren Konflikten kam (die Quellen sind hier nicht eindeutig). Letztendlich waren die Maßnahmen aber ein erfolgreicher politischer „Neustart“ und prägten das Leben in der Stadt für die nächsten Jahrhunderte.

### Das politische System des autonomen Thasos (4. Jahrhundert v. Chr.)
Das politische System von Thasos erreichte mit den Reformen des frühen 4. Jahrhunderts v. Chr. seine am besten dokumentierte und vermutlich am stärksten ausdifferenzierte Form. Die wichtigsten politischen Instanzen des demokratischen Thasos waren das „Volk“ (demos), das sich in der Volksversammlung (ekklesia) organisierte, und der Rat (boulé). Einen Hinweis auf die Entstehung des Ratsgremiums gibt eine Inschrift aus dem Stadtzentrum, der zufolge nach der Abschaffung der Tyrannis auf Thasos, also um 540 v. Chr., „die Zeit beginnt, in der die Dreihundertsechzig regierten“. Die daraus hervorgehende Mitgliederzahl des Rates entspricht den Tagen des antiken Jahres. Die höchsten Ämter der Stadt waren das der Archonten und das der Theoren. Beide sind erst ab dem Ende der Tyrannis bezeugt, könnten aber ursprünglich auf die Gründungszeit zurückgehen und mit den ersten parischen Siedlern etabliert worden sein, die diese Ämter aus ihrer Heimat mitbrachten. In der weitgehend demokratischen Verfassung des 4. Jahrhunderts v. Chr. existierten jährlich je drei Archonten und drei Theoren. Akzeptiert war bei diesen Ehrenstellen eine nur einmalige Amtszeit, für die man vorher andere Ämter bekleidet haben musste. Gegen Ende des 4. Jahrhunderts v. Chr. erscheinen in den Listen der lokalen Verwaltungen die Söhne und Enkel als Nachfolger ihrer Väter und Großväter, was auf die Herausbildung einer die Politik dominierenden städtischen Elite hindeutet.
Seit Anfang des 5. Jahrhunderts v. Chr. existierte im Stadtzentrum zudem ein Prytaneion, ein zweigeschossiger Bau von 55 × 13 m mit Empfangshalle, Banketträumen und Büros der städtischen Beamten. Zudem ist aus dieser Zeit erstmalig das Amt der Epistaten belegt, die als Sechserkollegium amtierten, deren genaue Funktion aber noch unklar ist. Möglicherweise waren sie in der Ratsversammlung die Führer der verschiedenen Fraktionen, nachweisbar sind zudem Aufgaben bei der Aufrechterhaltung der öffentlichen Ordnung und der Durchsetzung städtischer Gesetze sowie die Entgegennahme von Beschwerden.
Die Gerichte standen unter der Kontrolle von sieben (zeitweise auch nur drei) Apologeten, die mit der Boule eng verbunden scheinen, worauf die Widmungen an Hestia Boulaia, der Patronin der Ratsversammlung, zusammen mit Zeus, schließen lassen. Die Geschworenen der Bürgerschaft, die Dikasten oder Diallakten, wurden per Los bestimmt. Jeder von ihnen besaß ein bronzenes Pinakion mit seinem Namen. Die Form dieser Plaketten war so gestaltet, dass sie in den Schlitz einer Losmaschine (Kleroterion) eingeführt werden konnten.
Die beiden Agoranomen (vergleichbar den Ädilen in der Römischen Republik) überwachten den Markt und die Einhaltung der Gewichte und Maße durch die ihnen untergebene Polizei, die Astynomen und Metronomen. Es ist wahrscheinlich, dass einer der Agoranomen auch die Aufgabe der Kontrolle und des jährlichen Stempelns der Weinamphoren ausübte. Der Agoranom war zudem verantwortlich für den ordentlichen Zustand der Verkehrswege, eine Rolle, die im 5. Jahrhundert v. Chr. den Epistaten übertragen war.
Zur Sittenpolizei und Justizverwaltung zählen drei Gynaikonomen, denen die Überwachung frauenbezogener Angelegenheiten und insbesondere Fragen der Sitten und Moral oblag. Dazu könnte auch die Überwachung der Kleiderordnung gehört haben. Eine bruchstückhafte Inschrift vom Ende des 4. Jahrhunderts v. Chr. bezieht sich hier im Besonderen auf Prostituierte.
Mit den Kriegsangelegenheiten und der Militärverwaltung waren fünf Polemarchen befasst, mit Jugenderziehung und Jugendsport die Gymnasiarchen.
Die Verantwortungsbereiche der aufgeführten Magistrate waren nicht genau festgelegt. So sind die Formen der Zusammenarbeit zwischen den einzelnen Behörden zur Erhaltung der Ordnung und Durchsetzung der öffentlichen Vorschriften beispielsweise für das Bestattungswesen im 4. Jahrhundert v. Chr. zur Ehrung der im Krieg Gefallenen folgendermaßen beschrieben: Der Agoranomos lässt am Tage des Leichenzuges nichts außer Acht. Niemand darf um die tapferen Krieger länger als fünf Tage trauern. Heulen und Wehklagen ist untersagt. Zuwiderhandelnde werden religiösen Vergehens bezichtigt. Die Archonten, Gynaikonomen und Polemarchen greifen ohne Ausnahme ein und jeder Magistratsbeamte ist befugt, die gesetzlich vorgesehenen Strafen durchzusetzen. Die Polemarchen lassen die Namen der Verstorbenen auf die Liste der Agathoi setzen. Man lädt ihre Väter und Söhne zu den Zeremonien ein und für jeden von ihnen überweist der Apodektes, der Verwalter des staatlichen Haushalts, eine feststehende Summe.
In den folgenden Jahrhunderten der hellenistischen Epoche veränderten sich diese Institutionen nur noch wenig. Im 3. Jahrhundert v. Chr. erscheinen zwei Mnemonen als Archivare von Verträgen und sonstigen Dokumenten. Die Zahl der Epistaten wurde am Ende des 2. Jahrhunderts v. Chr. auf zwei reduziert.
Aus fragmentarisch erhaltenen Listen sind die Archonten ab etwa 550 v. Chr. mit Namen, Amtszeiten und Funktionen bekannt. Diese konnten aus Inschriften im Paraskenion (Liste der Archonten) und in der Passage der Theoren im Südosten der Agora (Liste der Theoren) entnommen werden. Diese Aufzeichnungen wurden wohl im Rahmen der politischen Reformen des frühen 4. Jahrhunderts v. Chr. angelegt, danach aber bis in die römische Kaiserzeit fortgeführt. Sie schafften Verbindlichkeit für die Chronologie in den Archiven, brachten aber auch das Ansehen, das die darin genannten Bürger in der Stadt besaßen, zum Ausdruck.

### Blütezeit in turbulenten Jahrhunderten (4.–1. Jahrhundert v. Chr.)
Kurz nach dem Ende der politischen Krisenzeit der Jahre um 400, nämlich 375 v. Chr., trat Thasos, seiner nun wieder demokratisch-proathenischen Ausrichtung entsprechend, dem Zweiten Attischen Seebund bei. Mit athenischer Hilfe versuchte die Stadt nun auch, ihre Festlandbesitzungen wieder zu stärken, und gründete dafür die Stadt Krenides. Diese Maßnahme provozierte jedoch die neue Großmacht Makedonien, dessen König Philipp II. Krenides kurzerhand eroberte und nach sich umbenannte (Philippi). Auch in der Folgezeit war der thasischen Politik auf dem Festland kein Erfolg beschieden, nicht zuletzt weil sich zu viele mächtigere Staaten für die dortigen Metallvorkommen interessierten. Die Insel selbst erlebte jedoch eine Blütezeit. Sie arrangierte sich mit der makedonischen Vorherrschaft und richtete beispielsweise einen Götterkult für Philipps Sohn Alexander den Großen ein. Die Ausschaltung Athens als Großmacht durch Makedonien führte vielleicht dazu, dass auf Thasos aristokratische Kräfte wieder an Einfluss gewannen – größere Umstürze scheint es dort jedoch nicht gegeben zu haben und die im frühen 4. Jahrhundert v. Chr. eingeführte politische Ordnung blieb bestehen.
Weder Philipp II. und Alexander der Große noch dessen Nachfolger zeigten Interesse, Thasos zu erobern, sodass die Insel ihre Unabhängigkeit behielt und fortan zwar auf eine aktive Außenpolitik verzichtete, aber eine eigene Münzprägung und Innenpolitik bewahrte. Diese maßvolle Strategie sicherte den vergleichsweise ungestörten Fortbestand der Polis und ermöglichte gleichzeitig eine künstlerische und kulturelle Blütezeit. So wirkten der athenische Schauspieler Theodoros, der ebenfalls athenische Bildhauer Praxias und der von Lesbos stammende Gelehrte Theophrastos von Eresos auf der oder für die Insel. Der bereits früher bedeutsame Weinexport florierte ebenfalls – und lässt sich für die Zeit ab dem 4. Jahrhundert v. Chr. auch besser archäologisch nachweisen als für die älteren Epochen, da die genutzten Amphoren nun mit dem Namen des Herstellers und eines städtischen Aufsehers gestempelt wurden. Mithilfe dieser Amphorenstempel lassen sich thasische Weinamphoren überall dort als solche identifizieren, wo sie im Mittelmeer- und Schwarzmeerraum gefunden werden. In der zweiten Hälfte des 4. Jahrhunderts v. Chr. waren die Häfen von Thasos durch diese und andere Handelsgüter derart ausgelastet, dass die Liegezeit von dort ankommenden Schiffen gesetzlich geregelt werden musste.
Nach einer langen Friedensphase für die Insel gelang es 202 v. Chr. dem makedonischen König Philipp V., Thasos durch Verrat zu erobern. Bereits fünf Jahre später unterlag er jedoch den Römern im Zweiten Makedonisch-Römischen Krieg, woraufhin die Sieger öffentlichkeitswirksam die „Freiheit aller Griechen“ proklamierten und somit auch Thasos wieder unabhängig wurde. Dies diente zwar in erster Linie der Schwächung Makedoniens und damit römischen Eigeninteressen, trotzdem entwickelte sich Thasos fortan zum Verbündeten Roms und erhielt vermutlich sogar den offiziellen Titel eines amicus populi Romani („Freund des römischen Volkes“). Tatsächlich hielt die Insel sogar dann treu zum Römischen Reich, als König Mithridates VI. von Pontos in den 80er Jahren v. Chr. weite Teile des östlichen römischen Einflussgebietes eroberte. Diese Treue führte zu einer brutalen Belagerung der Polis durch Mithridates – ein Opfer, das der römische Senat dadurch honorierte, dass er Thasos dessen alte Festlandbesitzungen zurückgab und noch dazu die Inseln Skiathos und Skopelos überließ.
Weniger Glück hatte Thasos in den Römischen Bürgerkriegen nach dem Tod Caesars, als die Partei der Caesarmörder die Insel als Stützpunkt und Nachschubbasis nutzte, dann aber ganz in der Nähe in der Schlacht bei Philippi 42 v. Chr. entscheidend besiegt wurde. Als Strafe der siegreichen Erben Caesars (Marcus Antonius und Octavian) verloren die Thasier Skiathos und Skopelos wieder. Ansonsten scheinen sie aber nicht nachhaltig in Ungnade gefallen zu sein, da Octavian der Insel während seiner Alleinherrschaft (als „Kaiser Augustus“) wieder Privilegien verlieh.

### Der langsame Weg in die römische Herrschaft (1. Jahrhundert v. Chr.–3. Jahrhundert n. Chr.)
Parallel zu diesen Ereignissen – den Kriegen mit Makedonien und Pontos sowie den römischen Bürgerkriegen – brachte Rom im 2. und 1. Jahrhundert v. Chr. den gesamten östlichen Mittelmeerraum unter seine Herrschaft. Die Entwicklung von Thasos in diesen Jahrhunderten war zwiespältig. Einerseits gelang es der Polis langfristig, ihre Autonomie und ihr politisches System zu bewahren: Die alten Ämter, Institutionen und Kulte blieben lebendig und wurden lediglich ergänzt, beispielsweise um den Kaiserkult. Andererseits zeigten sich außen- wie innenpolitisch die gleichen Entwicklungen wie in den meisten anderen griechischen Städten: Außenpolitisch verloren die Poleis jegliche Bewegungsfreiheit und wurden weitgehend auf die (immer asymmetrische) Beziehung zum römischen Staat beschränkt. Innenpolitisch konzentrierte sich die Macht auf Thasos wie auch sonst vielerorts immer mehr in der Hand weniger reicher Familien, die das wirtschaftliche, aber auch das politische und das religiöse Leben immer stärker dominierten. Auch die weiblichen Angehörigen dieser reichen Familien konnten in den genannten Bereichen prominente Stellungen und erheblichen öffentlichen Einfluss erlangen. So konnten sie ab Ende des 1. Jahrhunderts n. Chr. auch das höchste thasische Amt, das Archontat, bekleiden. Spätestens im 2. Jahrhundert n. Chr. wurde die Gerousia („Ältestenrat“) eingerichtet, eine aristokratische Versammlung, in der manchmal ebenfalls Frauen zugelassen waren.
Unterdessen hielt die wirtschaftliche Blüte an. Die thasischen Festlandsbesitzungen, die dazu ihren Teil beitrugen, wurden im frühen 1. Jahrhundert n. Chr. durch eine Erbschaft eines reichen Römers noch einmal erweitert und in den 70er Jahren n. Chr. durch einen Schiedsspruch der römischen Autoritäten gegen fremde Ansprüche abgesichert.
Das mittlere 1. Jahrhundert n. Chr. brachte noch einmal eine administrative Neuerung: Mit der Umwandlung des thrakischen Königreichs in die römische Provinz Thracia stand nun das Festland nördlich/nordöstlich von Thasos unter direkter römischer Verwaltung. Damit wurde statt dem Statthalter von Macedonia nun derjenige von Thracia zum zuständigen Vermittler, wenn es um die Beziehungen zwischen dem (formell weiterhin autonomen) Thasos und der römischen Zentralmacht ging. Die besagte Autonomie der Thasier beschränkte sich aber mehr und mehr darauf, die überschaubaren ererbten Freiheiten und Privilegien gegenüber der Weltmacht Rom zu bewahren. Der Geograph Claudius Ptolemäus zählte die Insel im mittleren 2. Jahrhundert n. Chr. bereits – ihre nominelle Unabhängigkeit ignorierend – zur Provinz Thracia. In dieser (und ihren Nachfolgeprovinzen) ging Thasos dann im Laufe der folgenden Jahrhunderte politisch auf. Der letzte Beleg für den Stadtstaat Thasos als politische Instanz ist eine Ehrenstatue für Kaiser Julian (regierte 361–363 n. Chr.), deren Aufstellung laut erhaltener Inschrift vom „Volk der Thasier“ (δῆμος Θασίων) veranlasst wurde.

### Spätantike Nachblüte und Niedergang (3.–7. Jahrhundert n. Chr.)
Zu diesem Zeitpunkt hatten auf Thasos einschneidende Veränderungen stattgefunden. Die erste waren die feindlichen Einfälle in das Römische Reich während der sogenannten Reichskrise des 3. Jahrhunderts, von denen auch Thasos getroffen wurde (möglicherweise bei den historisch belegten Plünderungen der Heruler 267–270 n. Chr.). Der Wiederaufbau der Stadt wurde zum Anlass, neue Schwerpunkte im Stadtbild zu setzen. Statt den bisher dominierenden öffentlichen Bauwerken gewannen reiche Privathäuser an Bedeutung und Sichtbarkeit. Größere Areale scheinen nach 270 auch gar nicht mehr neu bebaut worden zu sein.
Im 4. Jahrhundert n. Chr. folgte mit der Christianisierung ein grundlegender religiöser Wandel. Mehrere Kirchen wurden auf der Insel und im Hauptort errichtet; zudem entstand ein eigenes Bistum. Die Gründung Konstantinopels als neuer Reichshauptstadt 330 n. Chr. brachte nach den Zerstörungen des 3. Jahrhunderts wieder einen gewissen Aufschwung für das nahegelegene Thasos. Neben Wein war nun auch Marmor ein wichtiges Exportgut (siehe Thassos-Marmor). Dennoch wurde Thasos mit der Zentralisierung des Reiches und dem Ende der politischen Selbstverwaltung einzelner Gemeinden zu einer einfachen Provinzstadt. In dieser Form bestand es noch bis in das frühe 7. Jahrhundert n. Chr. hinein. Um 620 führten eine gewaltsame Zerstörung der Insel – eventuell durch einen slawischen Einfall in das Oströmische Reich – und ein kurz zuvor oder danach stattfindendes Erdbeben auf Thasos zur Aufgabe der Stadt.
Auch die restliche Insel scheint weitgehend entvölkert worden zu sein: Archäologische Zeugnisse menschlicher Anwesenheit fehlen aus den folgenden Jahrhunderten völlig. Einen Hinweis darauf, dass zumindest ein paar Bewohner kontinuierlich auf Thasos verblieben, liefert die Tatsache, dass der antike Ortsname Koinyra für einen Ort an der Ostküste der Insel nicht in Vergessenheit geriet, sondern sich durch das gesamte Mittelalter bis in die Gegenwart hielt.

### Nachgeschichte: Wandlung zum neuzeitlichen Thasos

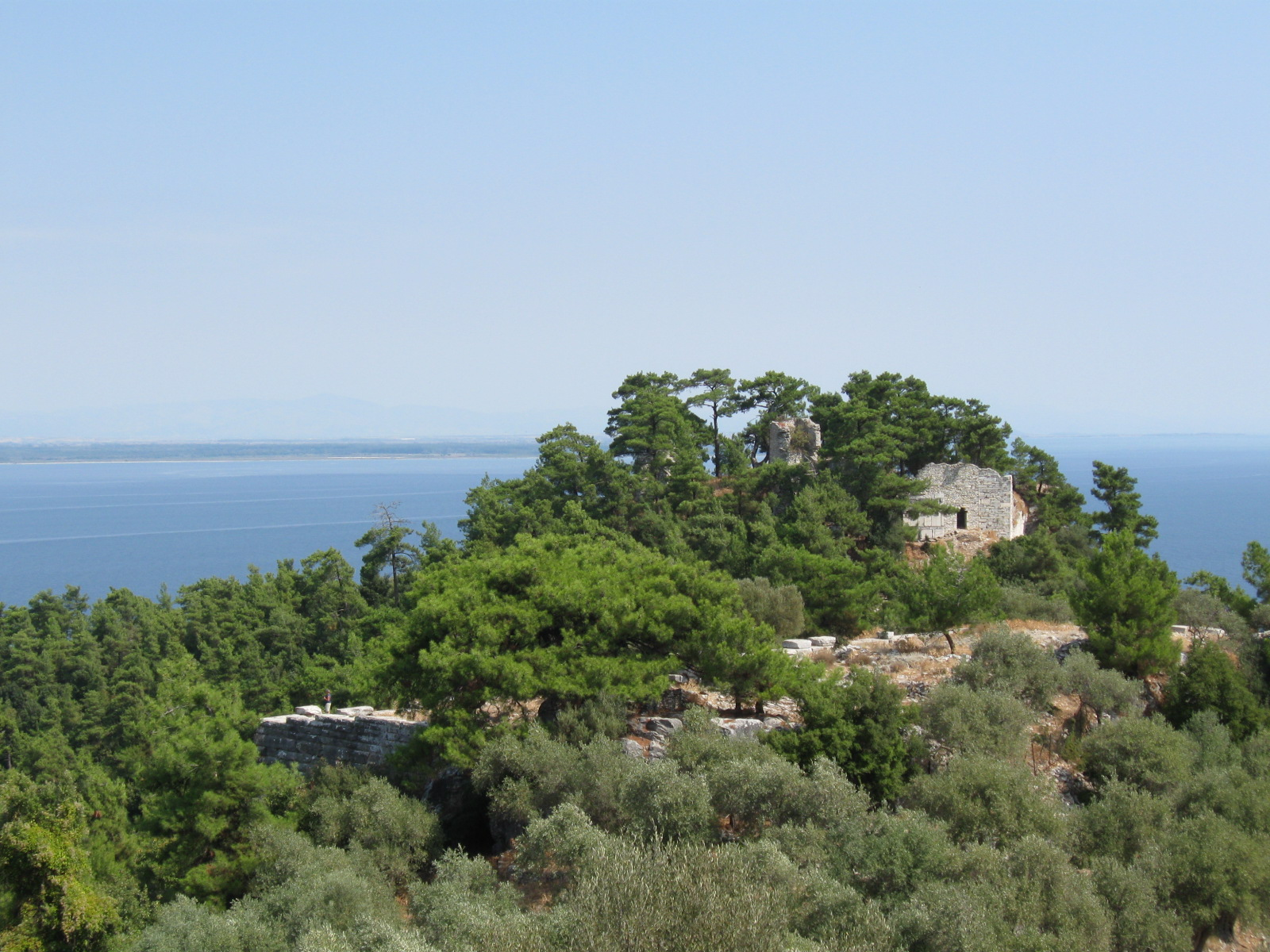
Akropolis-Zitadelle, im Vordergrund Athenaion-Plateau, aus Südwest

Nach dem frühen 7. Jahrhundert n. Chr. findet sich Thasos nur noch selten in den Quellen erwähnt. Gelegentlich erscheint die Insel als Stützpunkt verschiedener Feld- oder Raubzüge (Leon von Tripolis 904, Michael VIII. nach 1261, Tedisio Zaccaria ab 1307, Alexis von Belikome um 1350). Dadurch spielte sie von Zeit zu Zeit eine Rolle bei unterschiedlichen militärischen Auseinandersetzungen in der Ägäis. In diesem Zusammenhang entstand im östlichen Bereich der Akropolis eine Burganlage. Doch erst im Jahr 1357 nahm diese Nutzung der Insel geregelte Formen an, als der byzantinische Kaiser Johannes V. die Brüder Alexis und Johannes Kontostephanos mit Thasos und einigen kleineren Orten der Nordägäis belehnte und die beiden eine weitere burgartige Befestigung nahe der antiken Agora errichteten. Nach dem Tod der beiden Brüder gelangte die Genueser Familie Gattilusi in den Besitz der Insel und bewirkte dort erstmals seit der Antike wieder einen wirtschaftlichen, architektonischen und kulturellen Aufschwung. So war der italienische Gelehrte Cyriacus von Ancona bei den Gattilusi auf Thasos zu Gast und studierte als Erster die Überreste der antiken Polis.
Nach einigen Jahrzehnten traten die Gattilusi die Insel jedoch 1455 unter politischem Druck an das Osmanische Reich ab, das – nach kurzen venetianischen Besatzungen (von 1457 bis 1459 und von 1466 bis vermutlich 1479) – für einige Jahrhunderte über Thasos herrschte. Bereits 1459 deportierten die Osmanen alle griechischen Bewohner der Insel, sodass in der Folgezeit nur drei kleine Siedlungen dort existierten. Nicht zuletzt deshalb ist die Geschichte des osmanischen Thasos mangels Quellen quasi unbekannt. Im späten 17. und im frühen 18. Jahrhundert führte die grassierende Piraterie in der Ägäis dazu, dass die Inselbewohner ihre Küstensiedlungen aufgaben und sich in die Berge zurückzogen. Die Einwohnerzahl, die sich nach den Deportationen nur langsam erholt hatte, sank dadurch wieder massiv. Die Entwicklung von Thasos stabilisierte sich erst wieder, als es 1813 an Muhammad Ali Pascha, den weitgehend unabhängig regierenden osmanischen Vizekönig von Ägypten, überlassen wurde. Muhammad Ali war teilweise auf der Insel aufgewachsen, hegte daher anscheinend Sympathien für sie und gewährte den Bewohnern nun gewisse politische und wirtschaftliche Freiheiten. Seine Nachfolger aus der Dynastie des Muhammad Ali nahmen Teile dieser Privilegien wieder zurück und erhöhten die Abgabenlast. Nach einem Aufstand der Einheimischen übernahm 1902 wieder die osmanische Zentralregierung die Kontrolle über die Insel, bis diese 1912 in den Balkankriegen von Griechenland erobert wurde. Seitdem ermöglichte die stetig besser werdende verkehrstechnische Anbindung und die Anhebung des Lebensstandards die Entwicklung zu einer infrastrukturell gut erschlossenen, touristisch geprägten Insel.

## Bauliche Entwicklung der antiken Stadt

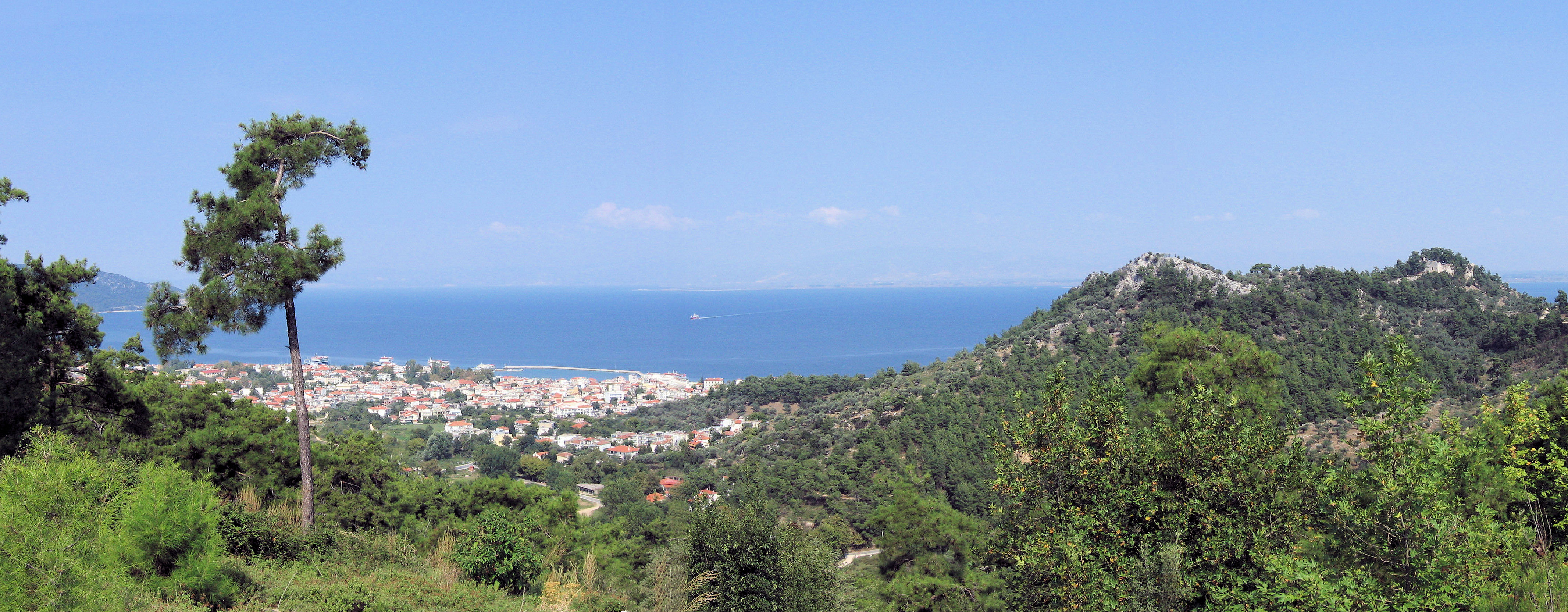
Blick auf Thasos-Stadt, aus Süd; die Akropolis, von rechts: Pythion-Gipfel mit Genueser-Zitadelle, Athenaion-Plateau und Pan-Gipfel

35 km vom Festland entfernt, unter dem Schutz des Kap Evraiokastro im Osten und des Kap Pachys im Westen, profitierte die antike Stadt von einer Zahl von Vorteilen, die die Kolonisatoren aus Paros nutzen konnten. In günstiger geographischer Lage, an einem Kreuzungspunkt der Seewege, in einer fruchtbaren und wasserreichen Küstenebene, mit anstehendem Marmor in unmittelbarer Nähe, einer Akropole nahe am Meer, ließ sich eine geschützte Siedlung entwickeln.

### Vorkoloniale Zeit
Im Bereich der antiken Stadt Thasos befanden sich nach archäologischen Erkenntnissen in vorkolonialer Zeit verschiedene Siedlungsstellen. Baureste und datierbare Keramik aus den Wohnvierteln am Hermes-Tor zeugen von der Gründung und Entwicklung eines ausgedehnten Wohnbereiches, der im 8. Jahrhundert v. Chr. angelegt und bis in die frühchristliche Zeit genutzt wurde. Auch im Bereich des Artemision und des Dionysion haben sich Hinweise auf prähistorische Besiedlung Ende des 8., Anfang des 7. Jahrhunderts v. Chr. ergeben. Eine mächtige Eisenschlackenschicht aus archaischer Zeit im Bereich des Artemis-Tempels lässt frühe berg- und hüttenmännische Aktivitäten erkennen.
Das Fundmaterial der Jahrhunderte vor der griechischen Kolonisierung lässt Ähnlichkeiten zu den Inseln der nördlichen Ägäis und den benachbarten Regionen des Festlandes (östliches Makedonien) erkennen. Der Geschichtsschreiber Herodot berichtet darüber hinaus, dass vor der griechischen Besiedlung neben den angestammten Bevölkerungsgruppen auch Phönizier auf der Insel siedelten und die dortigen Bodenschätze abbauten.

### 7. Jahrhundert v. Chr.

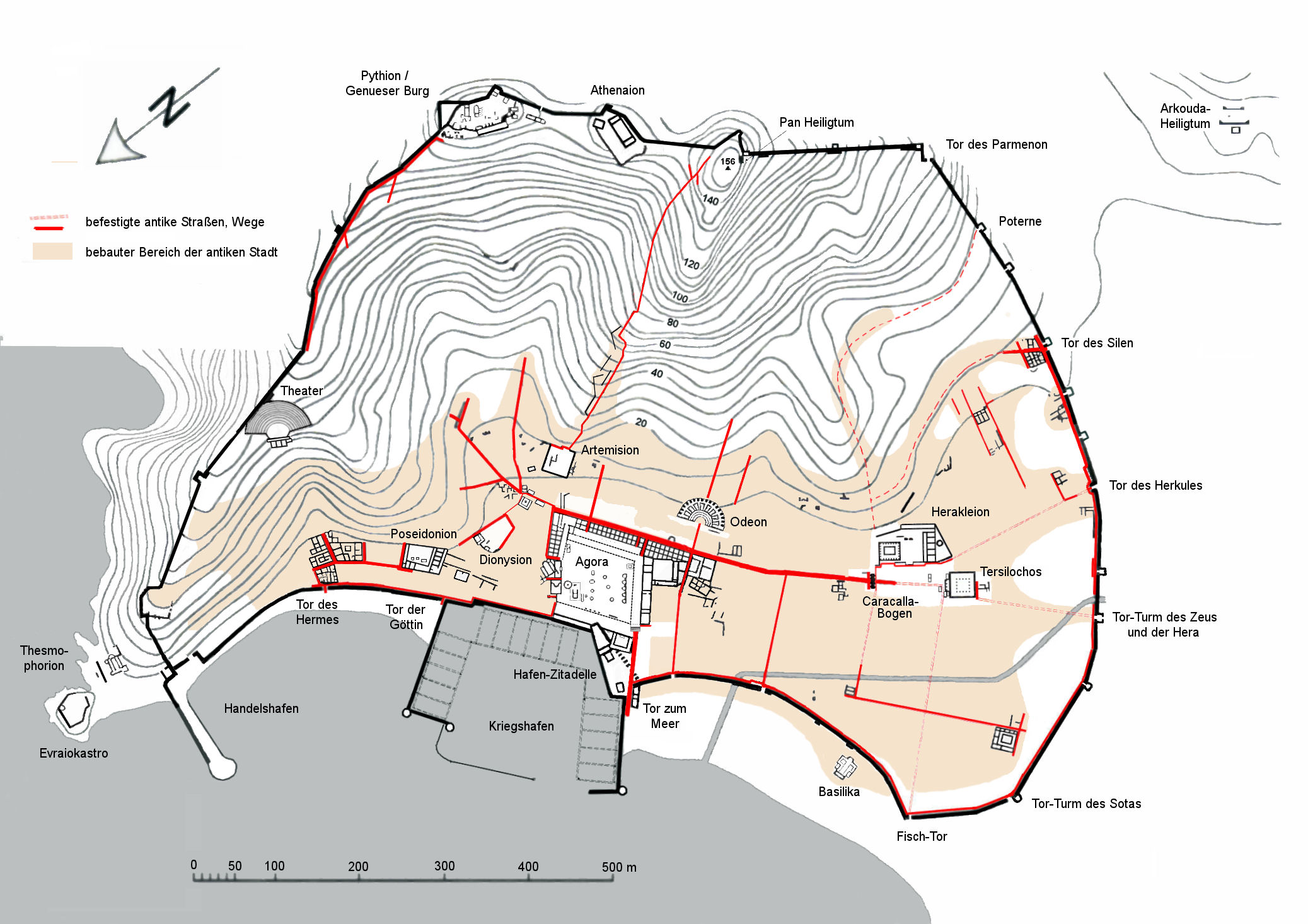
Plan der antiken Stadt Thasos mit der sie umgebenden Stadtmauer

Die Kolonisation durch die griechischen Siedler, die um 680 v. Chr. erfolgte, ist für die ersten Jahrzehnte kaum durch archäologisch fassbare Bauten nachgewiesen. Die Gründungsplätze der bedeutendsten Heiligtümer, des Artemision und des Herakleion im Bereich der unteren Stadt sowie des Pythion und des Athenaion auf der Akropolis, sind jedoch schon früh festgelegt worden und dienten als Fixpunkte bei der frühen Stadtentwicklung. Bis zum Ende des 7. Jahrhunderts entwickeln sich zwei Siedlungsbereiche, wovon der eine um das Herakleion, der andere nahe am Artemision lag. Sie waren durch eine Straße verbunden, die zwischen Akropolis und Meer einer Isohypse in Südwest-Nordost-Richtung folgte und in ihrem Verlauf bis in die Kaiserzeit erhalten blieb. Diese Hauptverkehrsachse, auch „Straße des Heiligtums der Chariten“ genannt, wurde später mit breiten Platten ausgelegt und führte in der späteren Zeit vom Caracalla-Bogen im Südwesten bis zur Passage der Theoroi im Osten.

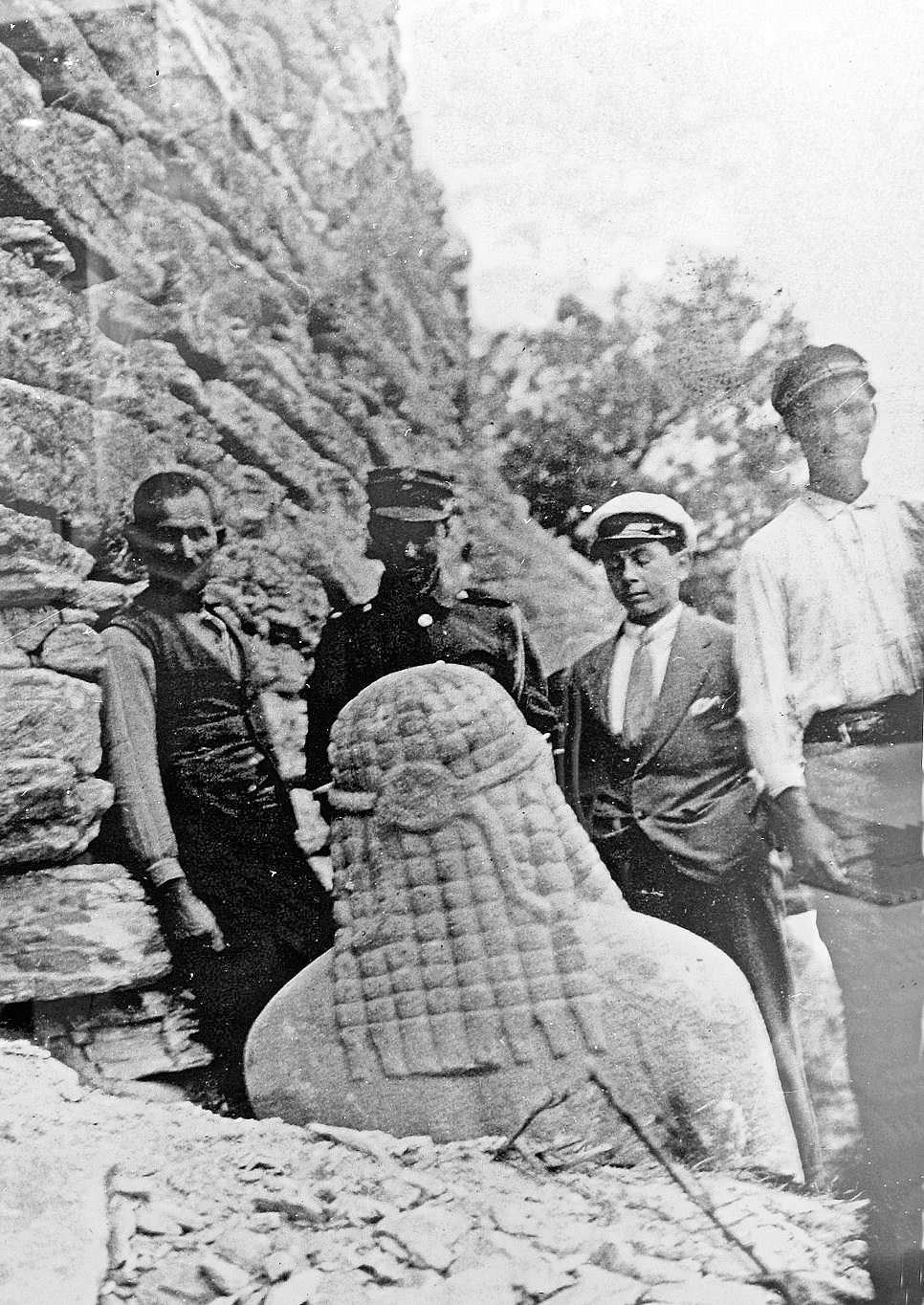
Ausgrabung des Kouros auf der Akropolis, vor der Terrassenmauer im Westen des Pythion (1920)

Auf dem Fels des nördlichen Akropolis-Gipfels wurde eine der wichtigsten Verehrungsstätten der Stadt, das Pythion mit dem Tempel des Pythischen Apollon, errichtet. Den Zugang zum Temenos schmückten die Reliefs eines Panthers und eines Löwen, die wohl aus der zweiten Hälfte des 7. Jahrhunderts stammen. An der nordwestlichen Stützmauer des Stadtmauerabschnittes, der im Osten am Pythion entlangführte, entdeckte man im Jahre 1914 den heute im Museum der Stadt stehenden überlebensgroßen Kouros, der in die Jahre um 600 datiert wird.
Im späten 7. Jahrhundert v. Chr. oder in der ersten Hälfte des 6. Jahrhunderts v. Chr. entstand im Südwesten auch der bedeutendste Kultbezirk der Stadt, das Herakleion, zu Ehren des melkartischen Herakles, mit einem bescheidenen Tempel (10 × 7 m) mit Opfergruben im Norden und einem mittig angeordneten Altar (13 × 5,70 m). Das Artemision wurde im Zentrum der geplanten Stadt errichtet. Die ältesten archäologisch erfassten Bauten entstammen zwar erst dem 6. Jahrhundert, aber unter den verschiedenen Grabungsfunden befanden sich als Opfergaben Gefäße und Terrakotten ab der zweiten Hälfte des 7. Jahrhunderts v. Chr., was die frühe Blüte des Kultes an dieser Stelle nachweist.

### 6. Jahrhundert v. Chr.
Am nordöstlichen Ende der Straße der Theoroi wurde eines der wichtigsten Denkmäler der Stadt, das Monument des Glaukos, errichtet. Es handelt sich um ein Denkmal oder Grabmal für Glaukos von Paros, einen der Gründerväter der Stadt, der mit Archilochos im 7. Jahrhundert v. Chr. die Insel kolonisierte. Das Denkmal wurde später in die südöstliche Säulenhalle der Agora integriert. Aus dem 6. Jahrhundert v. Chr. stammen auch die ältesten Mauerzüge in dem Gebäude der Stadtverwaltung im Osten der Agora, das als Prytaneion interpretiert wird.

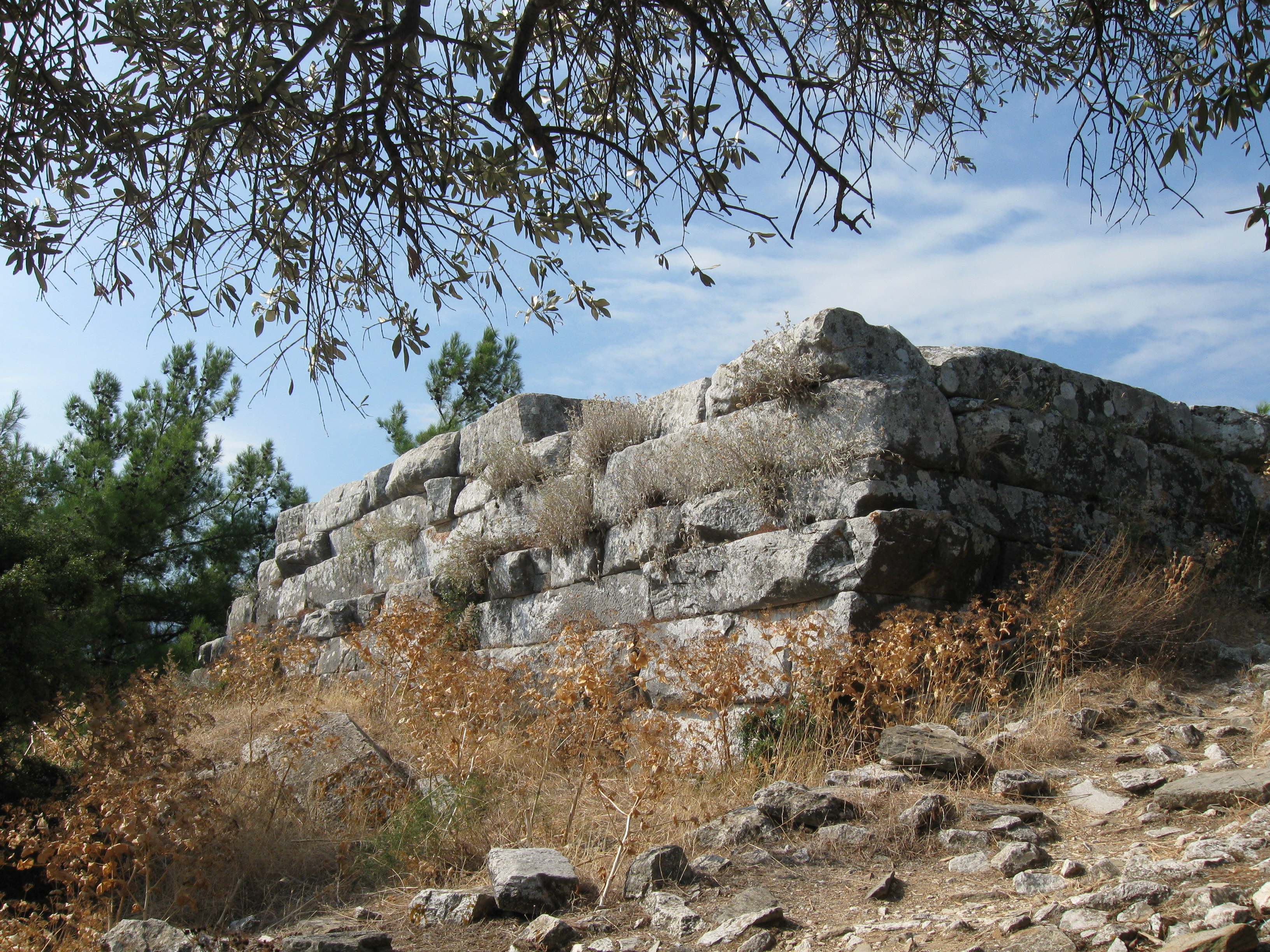
Stützmauer des Athena-Tempels auf der Akropolis aus Nordwest

Auf dem mittleren Felsengipfel der Akropolis wurde Mitte des 6. Jahrhunderts v. Chr. auf einer nach Nordwesten angeschütteten Terrasse der erste archaische Tempel der Athena Poliouchos und Patroia, der Stadtgöttin und Schützerin der Stadt, geweiht: Fundamente auf einer Länge von 16 m innerhalb der Cella des etwa 50 Jahre später errichteten Tempels, Reste einer hangseitigen Terrasse und Bruchstücke von Terrakottafigurinen sowie Votivgefäßen und -tellern weisen auf den archaischen Ursprung dieses Heiligtums hin. Bei den heute noch eindrucksvollen Ruinen des Athenaion handelt es sich um eine um 500 v. Chr. geschaffene jüngere Bauphase auf einer Plattform von 55 × 35 m. Diese wurde über der ersten Terrasse des mittleren 6. Jahrhunderts v. Chr. an den anstehenden Fels aufgeschüttet und ruht im Westen und Norden auf einer hohen Stützmauer aus mächtigen, rechtwinkligen Marmorblöcken. Der darauf neu errichtete amphiprostyle Athena-Tempel bestand aus einem westlichen Pronaos, einer Cella und einem östlichen Opisthodom. Der Altar wird westlich des Pronaos vermutet. Der Zugang zur Tempelterrasse erfolgte an der Ostseite über ein monumentales, über 8 m angestuftes Propylon. Gleichzeitig war die im Süden angrenzende Stadtmauer in Bau. Die in der Mauer verbauten Marmorblöcke stammten aus dem zerstörten archaischen Athena-Tempel.
Auch die anderen frühen Verehrungsstätten von Thasos wurden im Laufe des 6. Jahrhunderts vergrößert: Im Herakleion entstand nach der Jahrhundertmitte südlich von Tempel und Altar ein rechteckiges Gebäude für Bankette bei Kultfeiern, das aus Zyklopenmauerwerk errichtet wurde. Auch im Artemision wurde auf der oberen Terrasse (33 × 33 m) ein Altar oder Tempel erbaut. Das Thesmophorion, ein Heiligtum der Demeter und der Kore, wird in das Ende des 6. Jahrhunderts v. Chr. datiert. Es stand im äußersten Norden der Insel am Kap Evraiokastro über einer etwa 30 m langen Stützmauer aus großen Gneisblöcken. Funde von Antefixen aus Keramik, Figurinen und Inschriften, die die dortige Verehrung von Zeus, Athena, Artemis und der Nymphen bezeugen, weisen auf Opfer- oder Dankfeste hin, die zu Ehren der Athena Patroie von traditionellen Gruppierungen der thasischen Bürgerschaft, den sogenannten Patrai, außerhalb der Stadtmauern gefeiert wurden. Südlich des Herakleion und nördlich des Hermes-Tors wuchsen neue Wohnviertel. Zwischen diesen beiden Siedlungsbereichen entwickelte sich ein städtischer Platz, die später ausgebaute Agora.

### 5. Jahrhundert v. Chr.

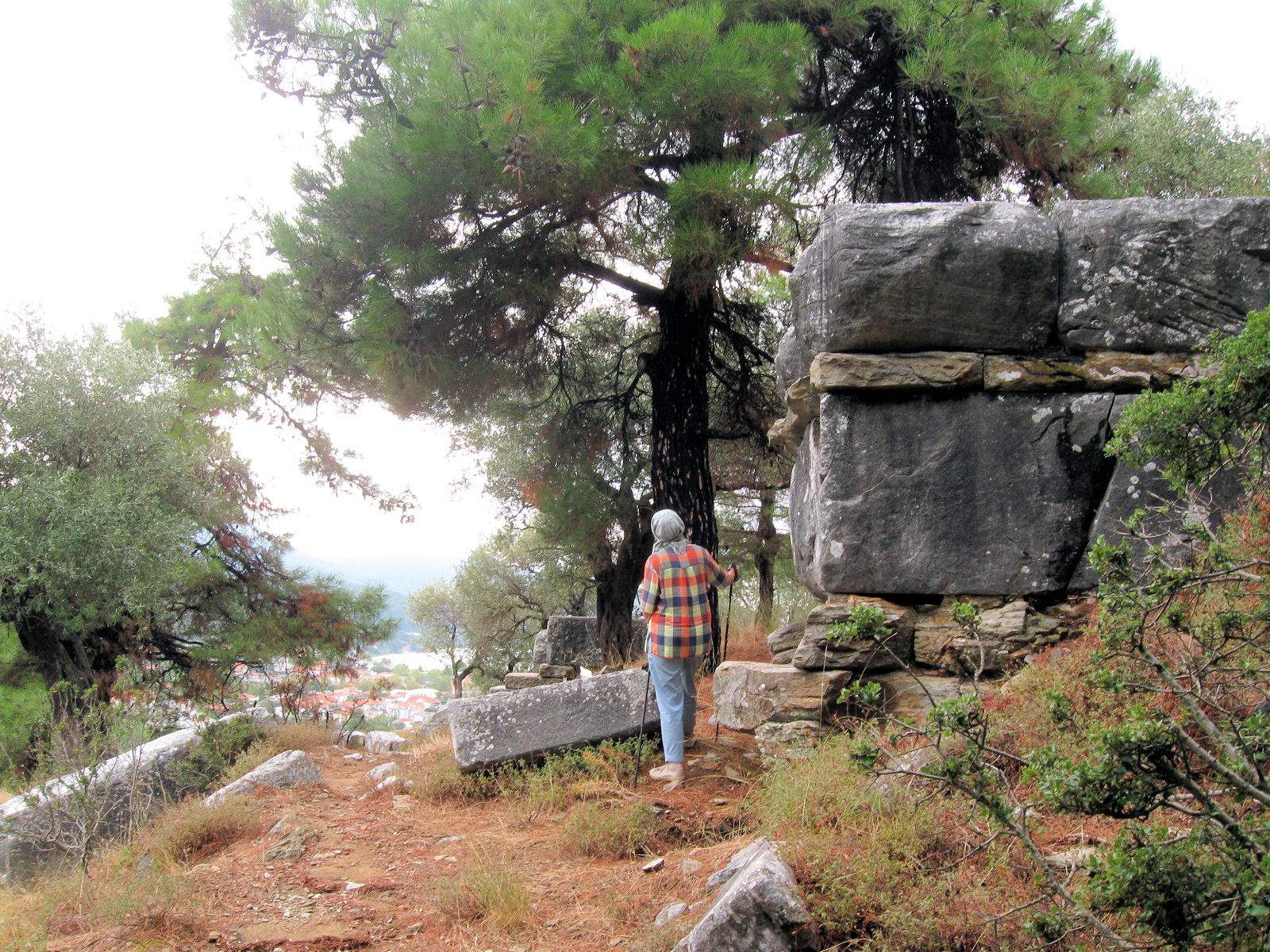
Eckbastion am Parmenon-Tor, von Ost

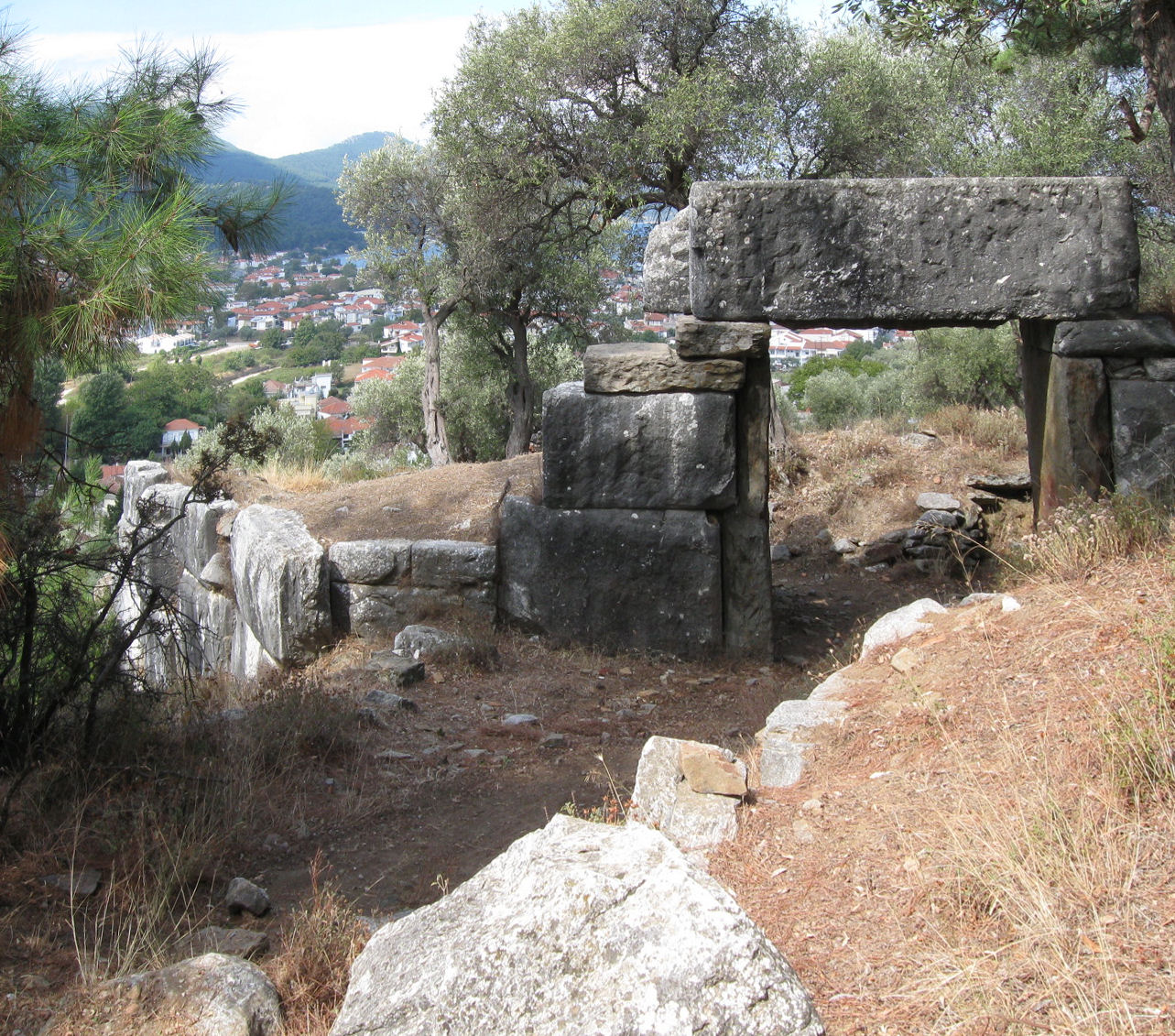
Tor des Parmenon, aus Südost

Der wachsende Reichtum und die starke Bautätigkeit der Stadt basierten zu einem nicht unwesentlichen Teil auf dem in diesem Jahrhundert erfolgenden untertägigen Goldabbau innerhalb des Stadtbereiches, unter der Akropolis von Thasos.
Das Jahrhundert der großen architektonischen Realisierungen in der Stadt begann mit dem Bau der Stadtmauer, die nicht zuletzt der Manifestierung von Macht und Reichtum diente und gleichzeitig die Grenzen der antiken Stadt festlegte. Der Kreis der Umwallung war etwas mehr als 4 km lang und umfasste eine Fläche, die deutlich größer war als die bis zu diesem Zeitpunkt bewohnten Bereiche. Zum Schutz des Kriegshafens erhielt dieser eine eigene Befestigungsmauer. Der Mauerbau fiel in die Zeit der persischen Bedrohung. Herodot überliefert, dass die Thasier nach der Belagerung der Stadt durch Histiaios die Stadtmauer verstärken. Bereits wenige Jahre später musste diese Umwallung auf Befehl des persischen Königs Dareios I. geschleift werden, scheint aber schon wenig später durch die Thasier restauriert worden zu sein. Im Jahre 463 v. Chr. befahlen die Athener nach ihrem Sieg über Thasos, die Mauer niederzureißen. Eine neuerliche Instandsetzung erfolgte in den folgenden Jahrzehnten und auch in den späteren Jahrhunderten wurden immer wieder Anpassungen und Reparaturen vorgenommen. Trotzdem stammt der heute sichtbare Teil der Mauern großteils aus dem 5. Jahrhundert. Bei einer durchschnittlichen Stärke von 2 m ist die Mauer in Schalenbauweise, also aus äußeren Gesteinsblöcken und dazwischen gefüllter Erde oder Steinen aufgebaut. Die Gestaltung der Außenmauern variiert. So findet man abschnittsweise Zyklopenmauerwerk; zwischen Pythion und Theater herrschen Steinschichtungen aus langen Gneisblöcken vor, abschnittsweise auch gemischt aus Gneis und Marmor. Die geläufigste Mauerart besteht aus gleichmäßig gehauenen und geschichteten Marmorblöcken. Besonders eindrucksvoll ist im Osten des Pythion auf der Akropolis ein mächtiger, bis auf 10 m Höhe erhaltener antiker Abschnitt der Stadtmauer von 30 m Länge aus großen, flachen Gneisblöcken. Unterhalb des Pan-Abbruchs liegt ein mächtiger, aus der Mauer gestürzter Block mit eingemeißelten großen apotropäischen Augen. Mehr als 15 Türme und Eckbastionen wurden in die Stadtmauer integriert, darunter der prächtige Turm am Tor des Zeus und der Hera und eine ungewöhnliche Turm-Bastion mit imposanter Marmortreppe am Pan-Abbruch.

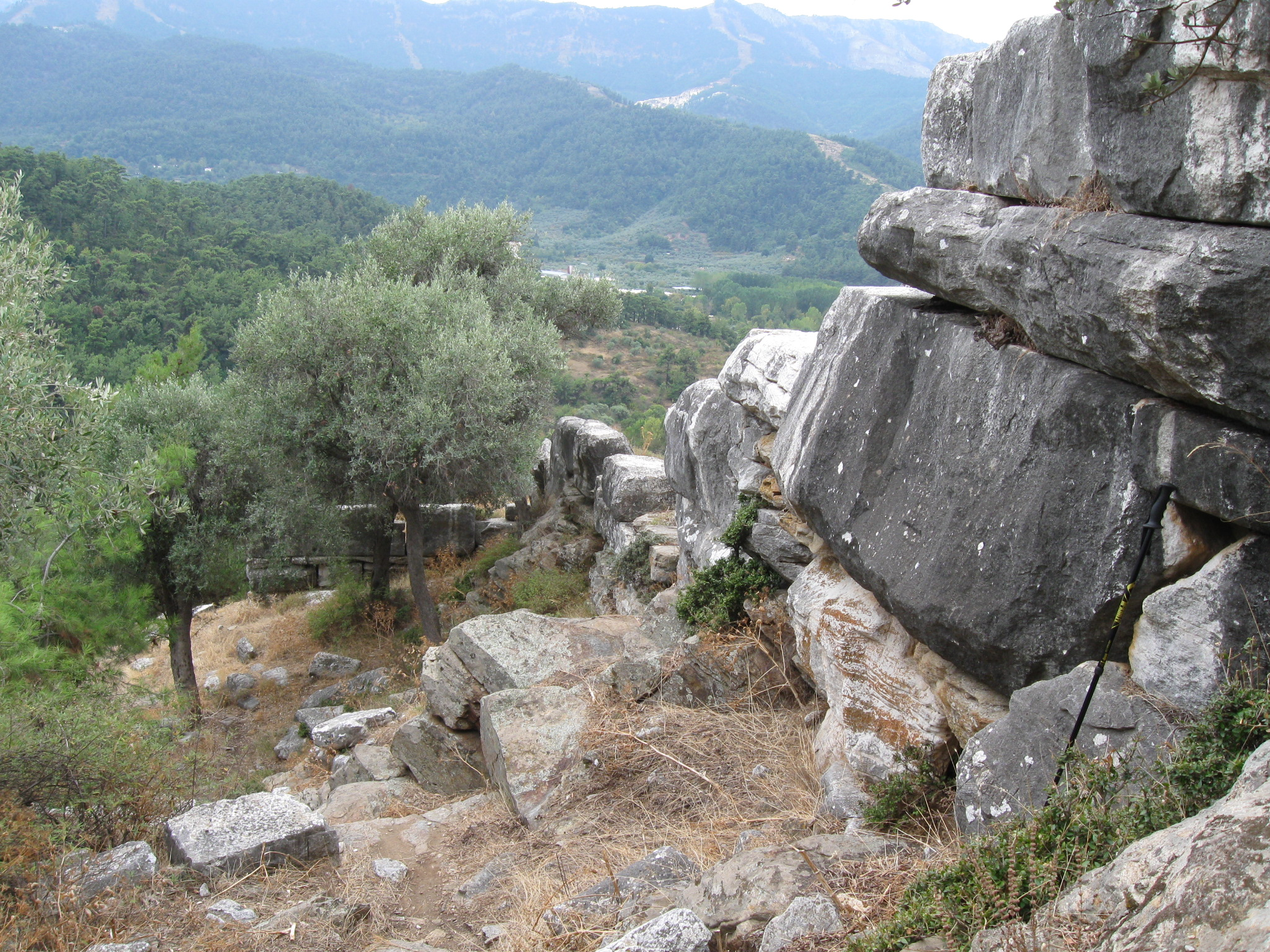
Mauerwerk aus großen Steinblöcken unterhalb des Pan-Abbruchs, aus Nordost
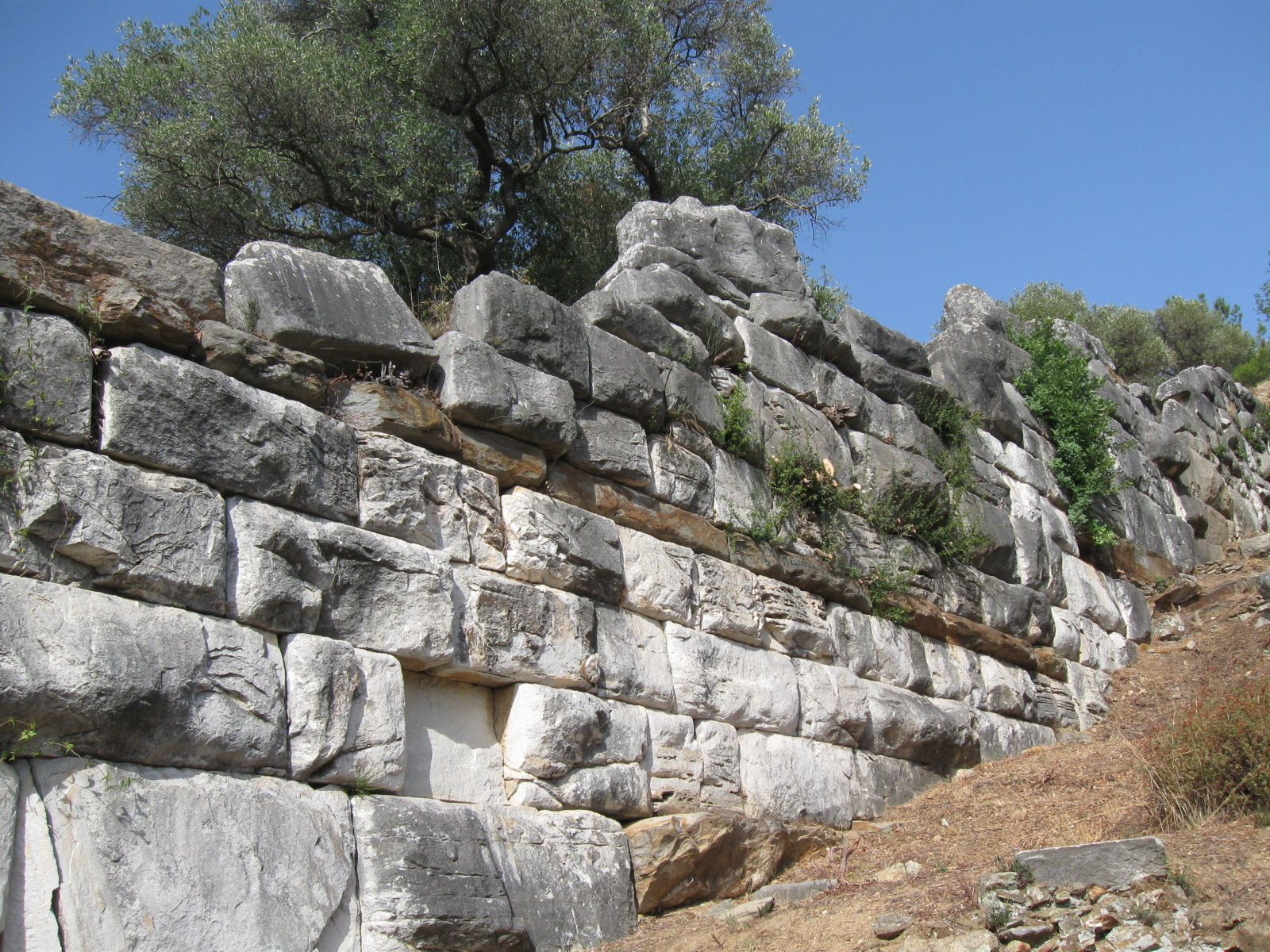
Mauerwerk aus großen Steinblöcken über Parmenon-Turm, aus Süd
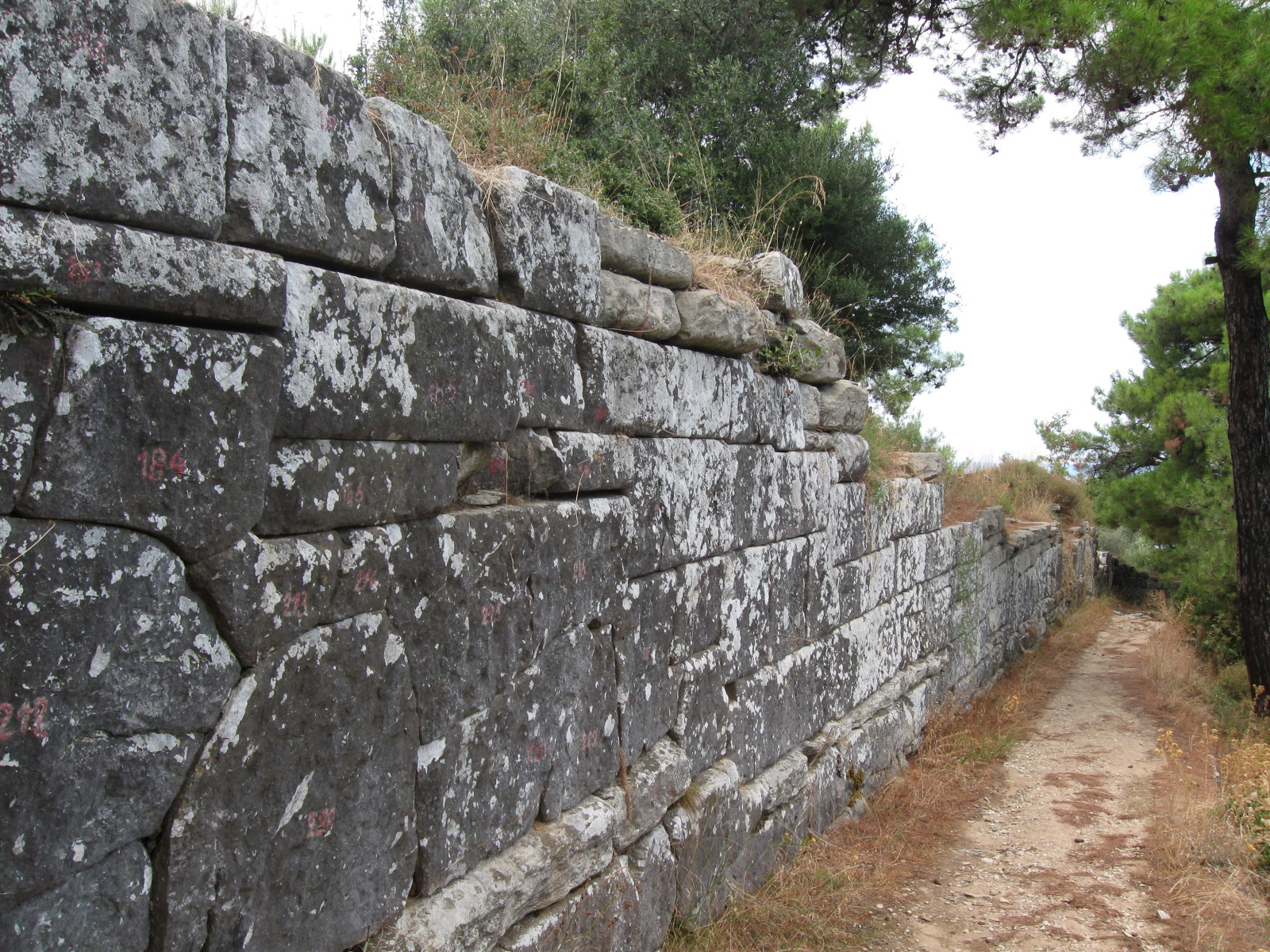
Zyklopenmauerwerk unterhalb des Theaters, aus Südost
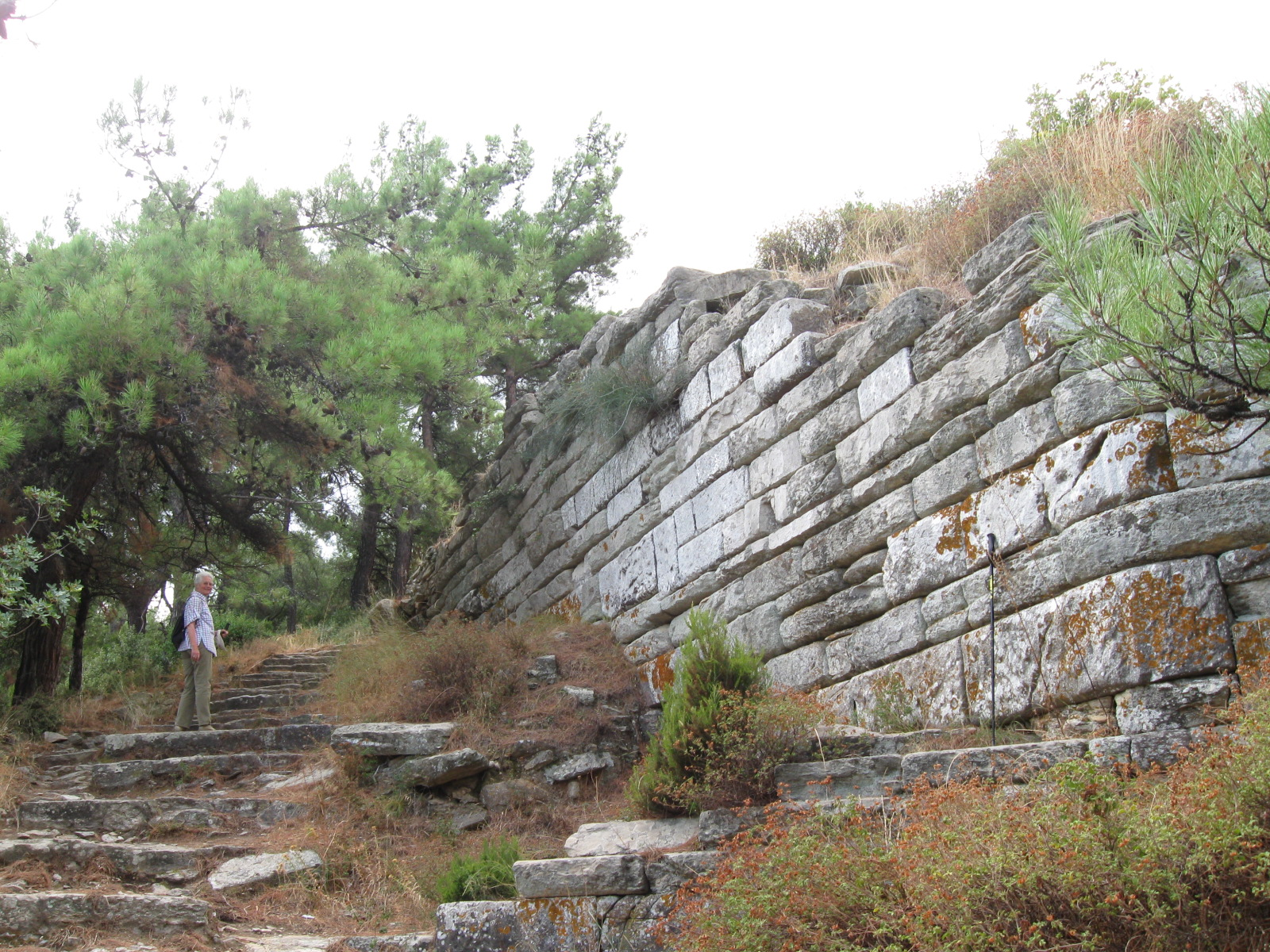
Geschichtetes Mauerwerk über dem Thesmophorion, aus Nord

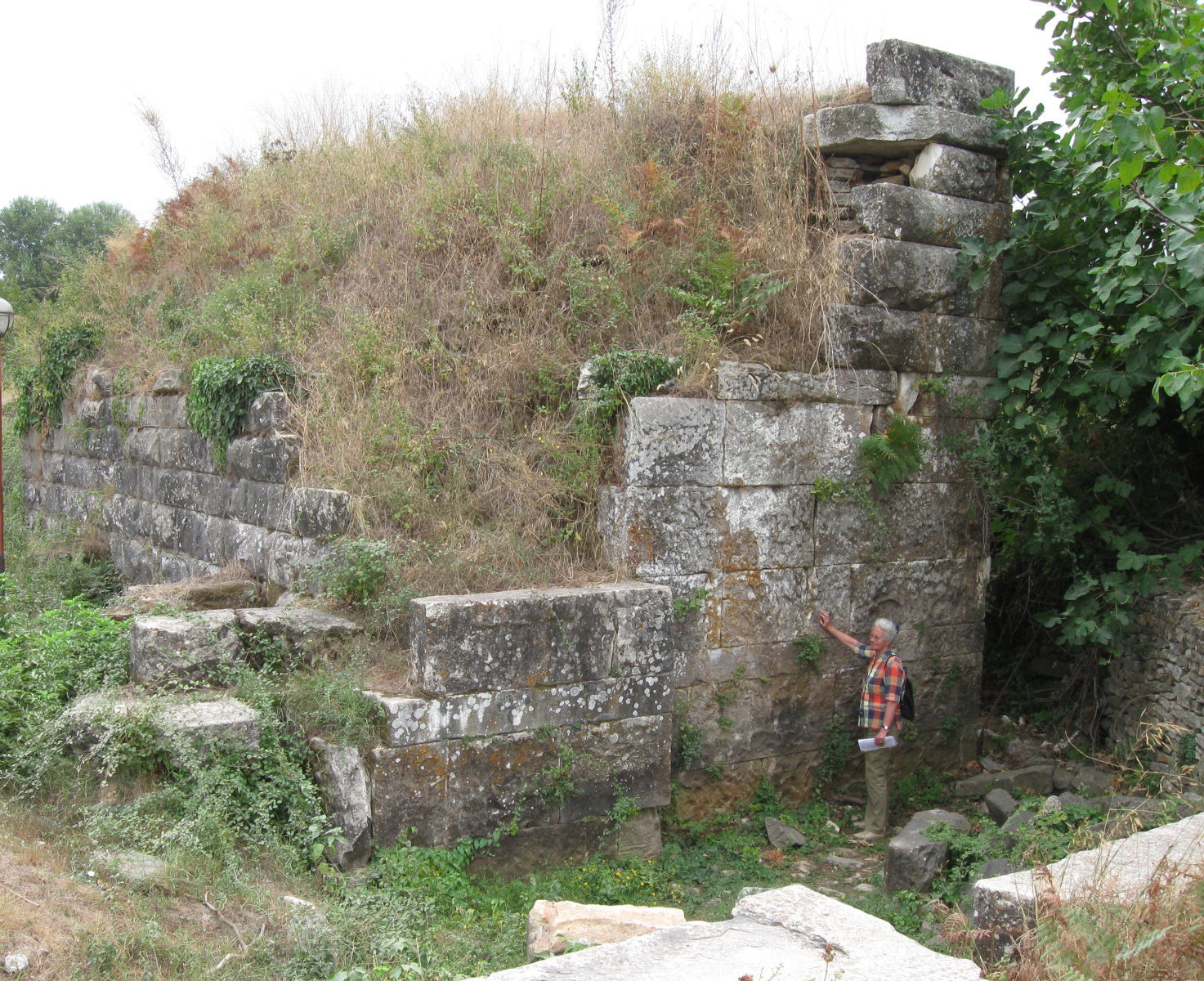
Ausfalltor (Poterne), aus Süd

Elf Stadttore wurden angelegt, wovon fünf, einzigartig in Griechenland, auf den Durchgangsseiten mit Reliefs geschmückt sind, auf denen Götter als Beschützer der Stadt dargestellt sind: das Tor des Hermes und der Chariten mit einer männlichen Gestalt, auf die Stadt zuschreitend, hinter ihm drei verhüllte weibliche Gestalten; das Tor der Göttin auf dem Wagen, eine Reliefdarstellung wohl der Göttin Artemis auf einem von Pferden gezogenen Wagen im fein gefälteltem Umhang, das Gespann führend eine männliche Gestalt (wohl Hermes); der monumentale Tor-Turm des Zeus und der Hera mit der Darstellung der thronenden Hera mit Zepter sowie vor ihr der geflügelten Botin Iris auf der einen Seite und der (fragmentarisch erhaltenen) Darstellung des Zeus mit dem Götterboten Hermes auf der anderen Seite; das Tor des Herakles und des Dionysos mit einer Inschrift, die Zeus, Semele und Alkmene als Beschützer der Stadt benennt, darunter einem Relief des als Bogenschütze knienden Herakles im Löwenfell, und gegenüber ursprünglich der (nur aus einer älteren Zeichnung bekannten) Darstellung des Dionysos mit Mänaden; das Tor des Silen mit einem monumentalen Relief von 2,4 m Höhe, dem größten bekannten Figuren-Relief in der griechischen Welt, einen Silen mit Kantharos in der Hand zeigend, darunter eine Giebelnische für Opfergaben. Zu den Stadttoren ohne Relief gehört das Tor des Parmenon, das seinen Namen wegen der Inschrift „Parmenon hat mich gemacht“ erhalten hat, die sich nahe beim Tor auf einem Block der Stadtmauer findet.

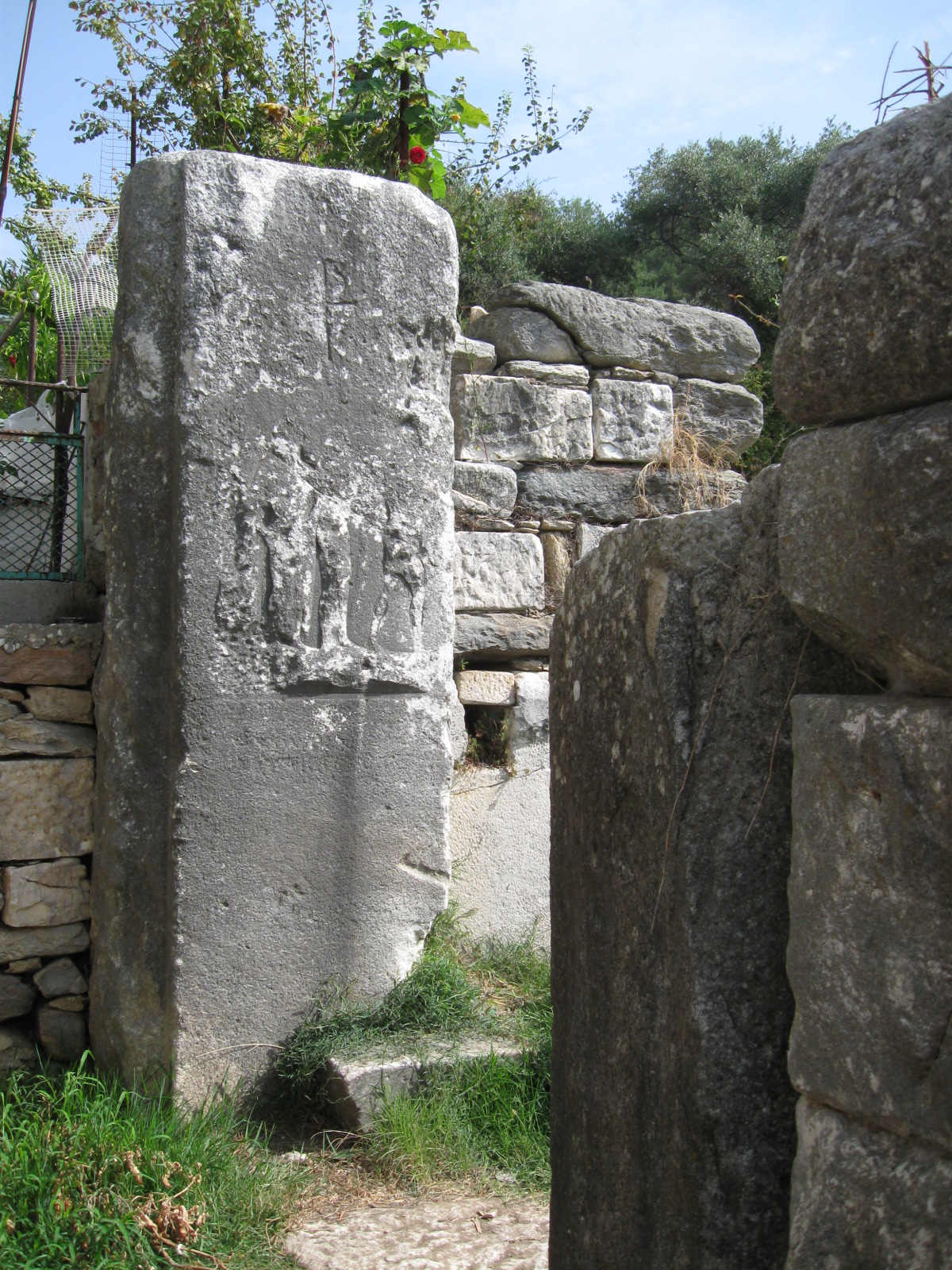
Tor des Hermes und der Chariten, aus Nordost
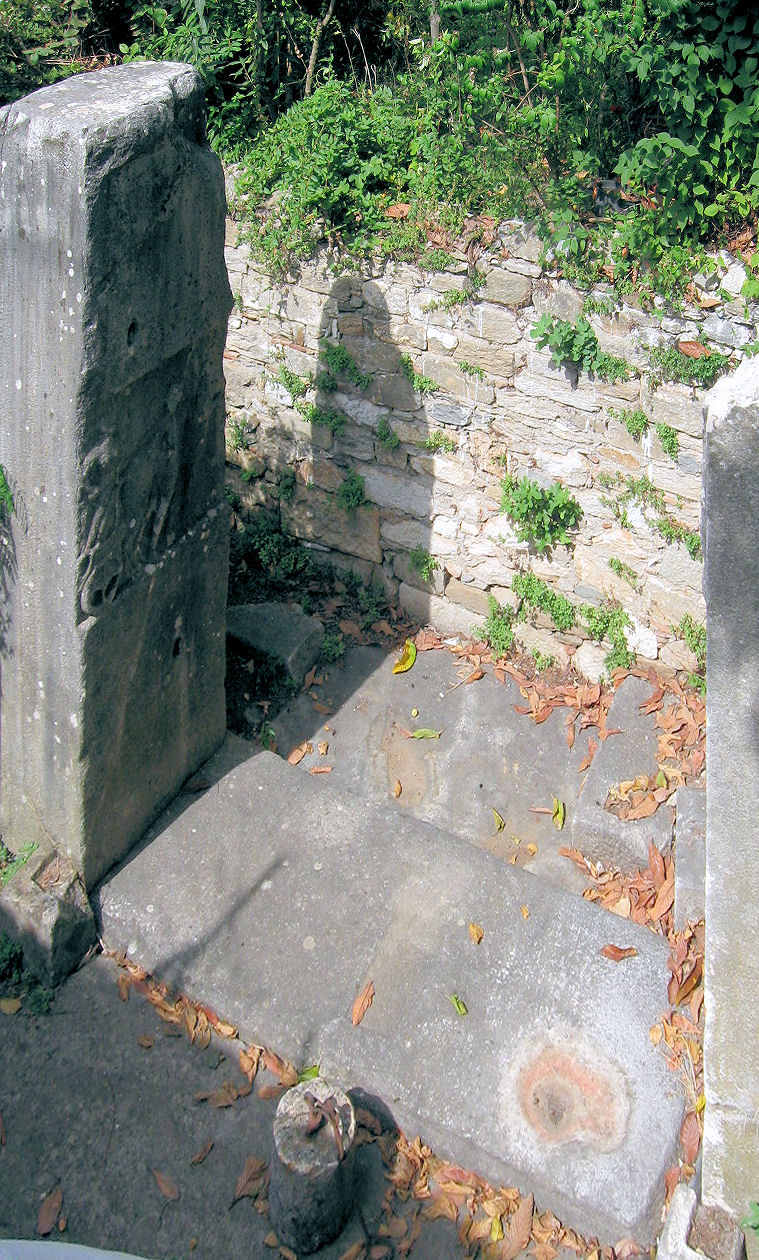
Tor der Göttin mit dem Wagen, aus Nordost
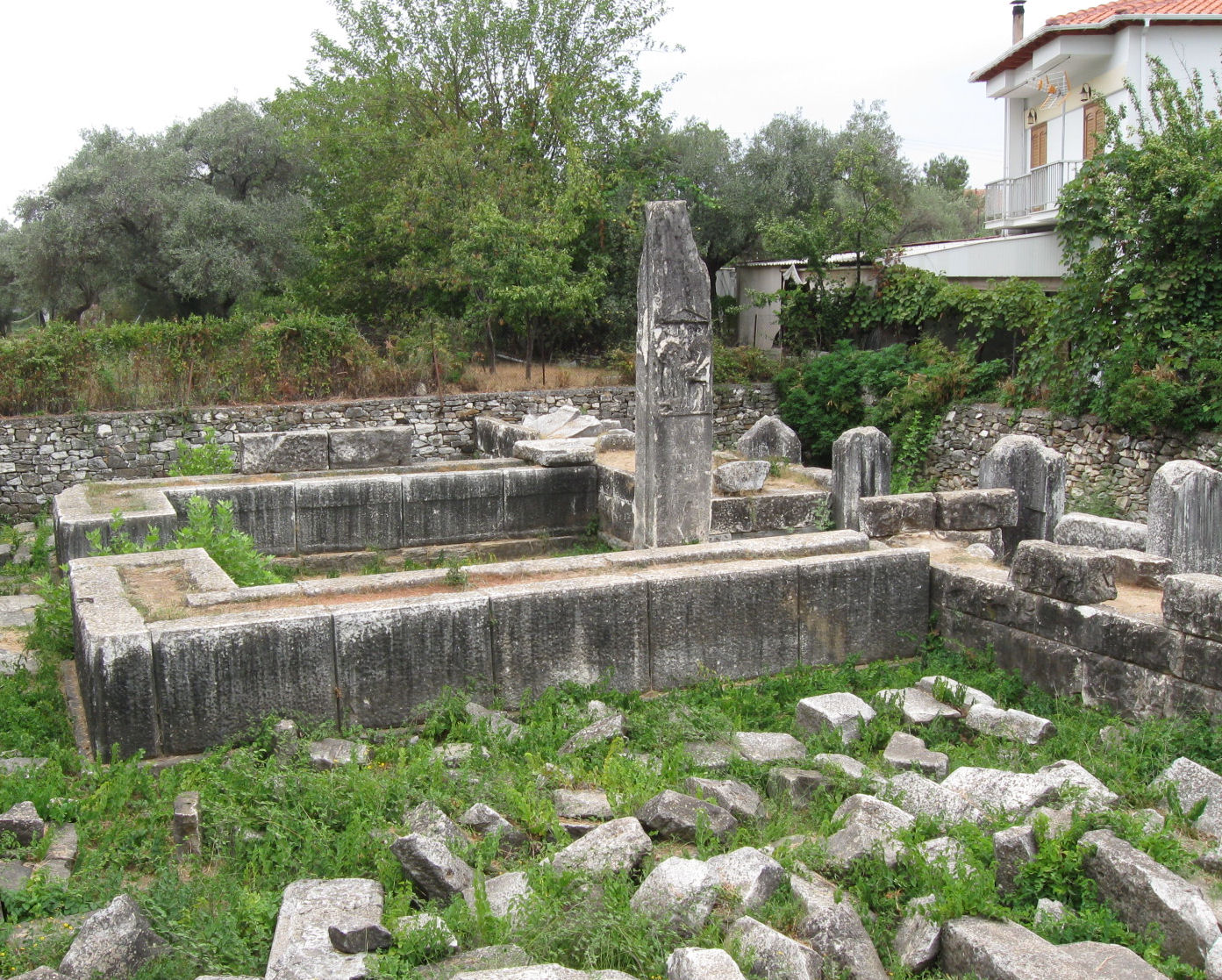
Tor des Zeus und der Hera, aus Südost
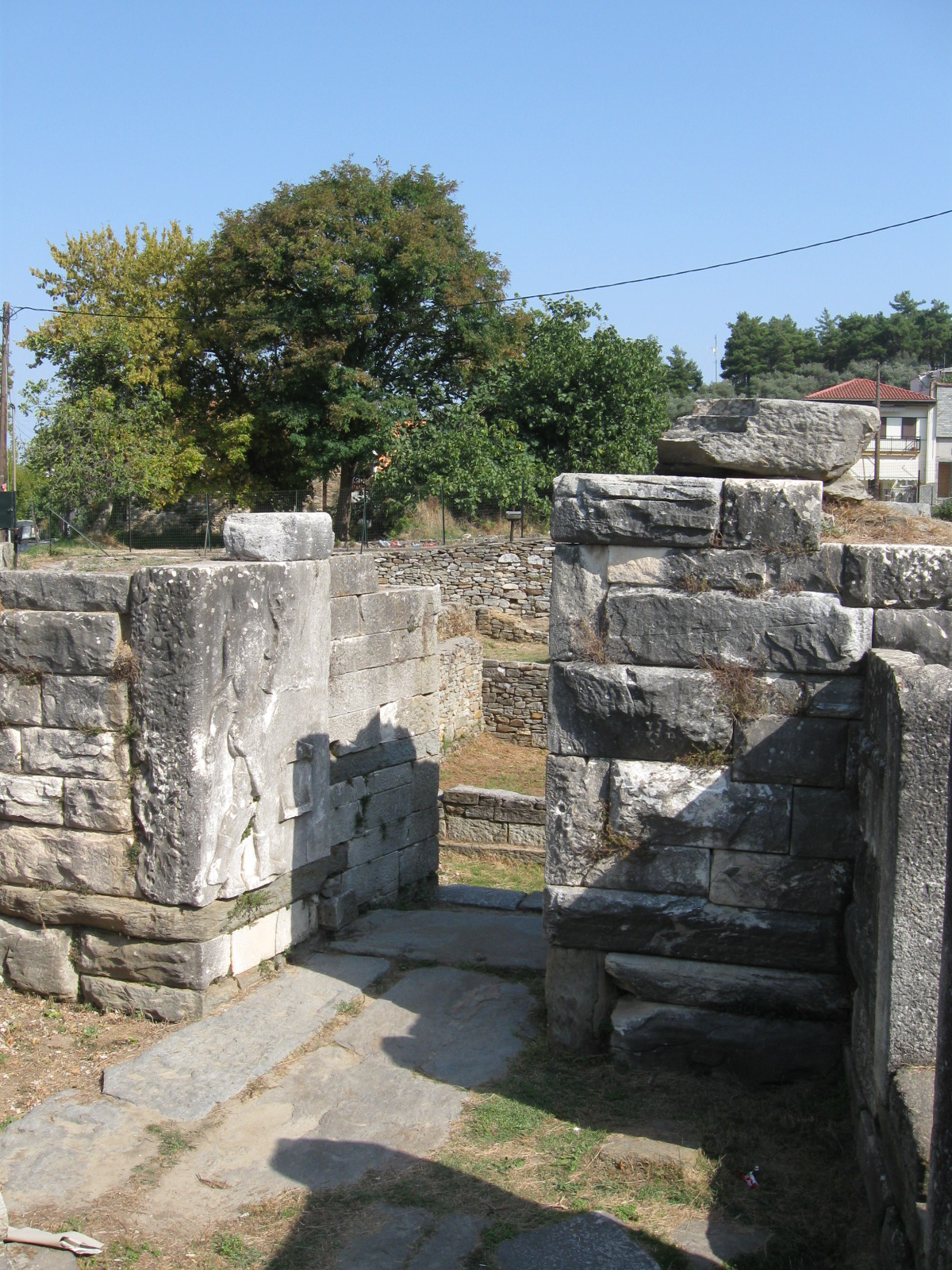
Tor des Silen, aus Süd

Die Bebauung der Agora im Stadtzentrum scheint noch locker und ungeordnet gewesen zu sein. Eine Inschrift aus der Zeit um 470/460 v. Chr. (die „Hafenstele“) bezeugt aber, dass zu dieser Zeit schon ein Prytaneion existierte (was zu den ältesten Mauerzügen des Prytaneions aus dem 6. Jahrhundert passt), und erwähnt zudem drei wichtige Straßenzüge der Stadt: Die „Straße des Heiligtums der Chariten“ als die große Hauptstraße zwischen Herakleion und Artemision, die „Straße entlang des Prytanaion“ und die „Straße vom Herakleion zum Meer“. Die erste dieser Straßen als Hauptverkehrsader erfuhr um 480 v. Chr. an ihrem Ostende eine monumentale Ausschmückung durch den Bau der Passage der Theoroi. Der 11 m lange Durchgang enthielt an seinen Seitenwänden Reliefs mit Darstellungen des Apollon und der Nymphen an der Westseite und des Hermes mit den Chariten an der Ostseite. Die zugehörigen Inschriften geben Opfervorschriften wieder. Dem Nymphen- und Charitenkult dienten wohl auch Opfernischen im Durchgang. Später, gegen Ende des 4. Jahrhunderts v. Chr., wurden auf den Wänden des Durchgangs zusätzlich Listen der thasischen Kultbeamten, der Theoroi, eingemeißelt, von denen die moderne Bezeichnung der Passage herrührt. Die Götterreliefs wurden 1864 von dem französischen Reisenden E. Miller entdeckt und in den Louvre verbracht.
Der ursprüngliche Hafen der Stadt liegt in der Bucht direkt südwestlich von Kap Evraiokastro. Er war vermutlich im 7. und 6. Jahrhundert v. Chr. ohne Anlegestelle und Wellenschutz. Die nördliche Mole, deren Fundamente heute noch unter Wasser sichtbar sind, wird um 500 v. Chr. erbaut und weist eine Länge von etwa 110 m und eine Breite von 18 m auf. Am Kopf der Mole wird ein mächtiger Turm von etwa 20 m Durchmesser aufgesetzt. Auf der Molen-Nordseite entsteht ein Wall, der in Stärke und Höhe der Stadtmauer entspricht und dem Wind- und Wellenschutz gedient haben dürfte. Der zweite Hafen der Stadt, der Geschlossene Hafen, der ausschließlich als Kriegshafen dient, wird zu Beginn des 5. Jahrhunderts v. Chr. durch ins Meer ragende Molen, Mauern und Leuchttürme umfassend geschützt. Die thasische Flotte besitzt zu Beginn des Jahrhunderts 45 bis 50 Trieren, für deren Erhaltung an den drei Innenseiten des Hafens 15 Schutzbauten, Neorien, aufgebaut sind. Manche der Grundmauern sind Unterwasser noch erhalten. Der Hafen wird stadtseitig durch eine Mauer geschützt.

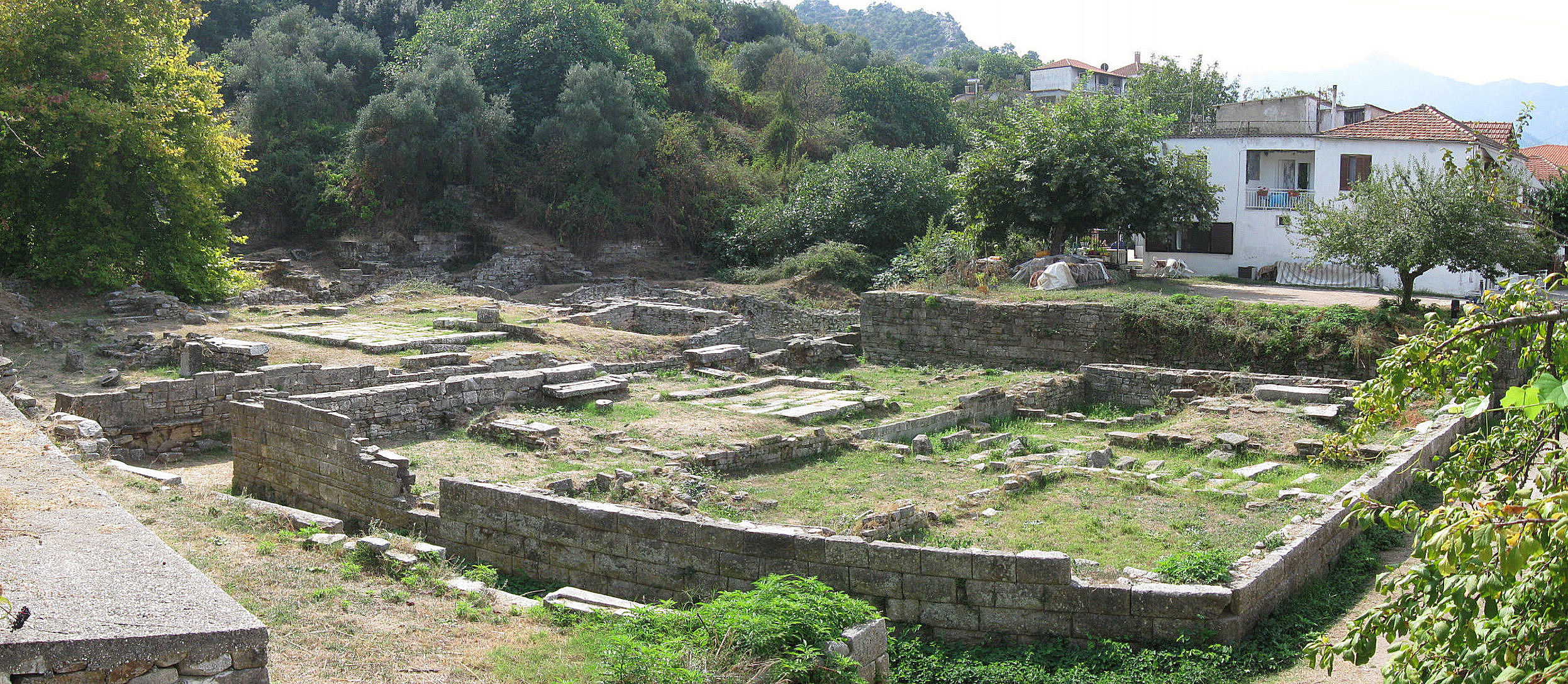
Wohnbezirk am Hermes-Tor (Haus Dimitriades), aus Nordwest

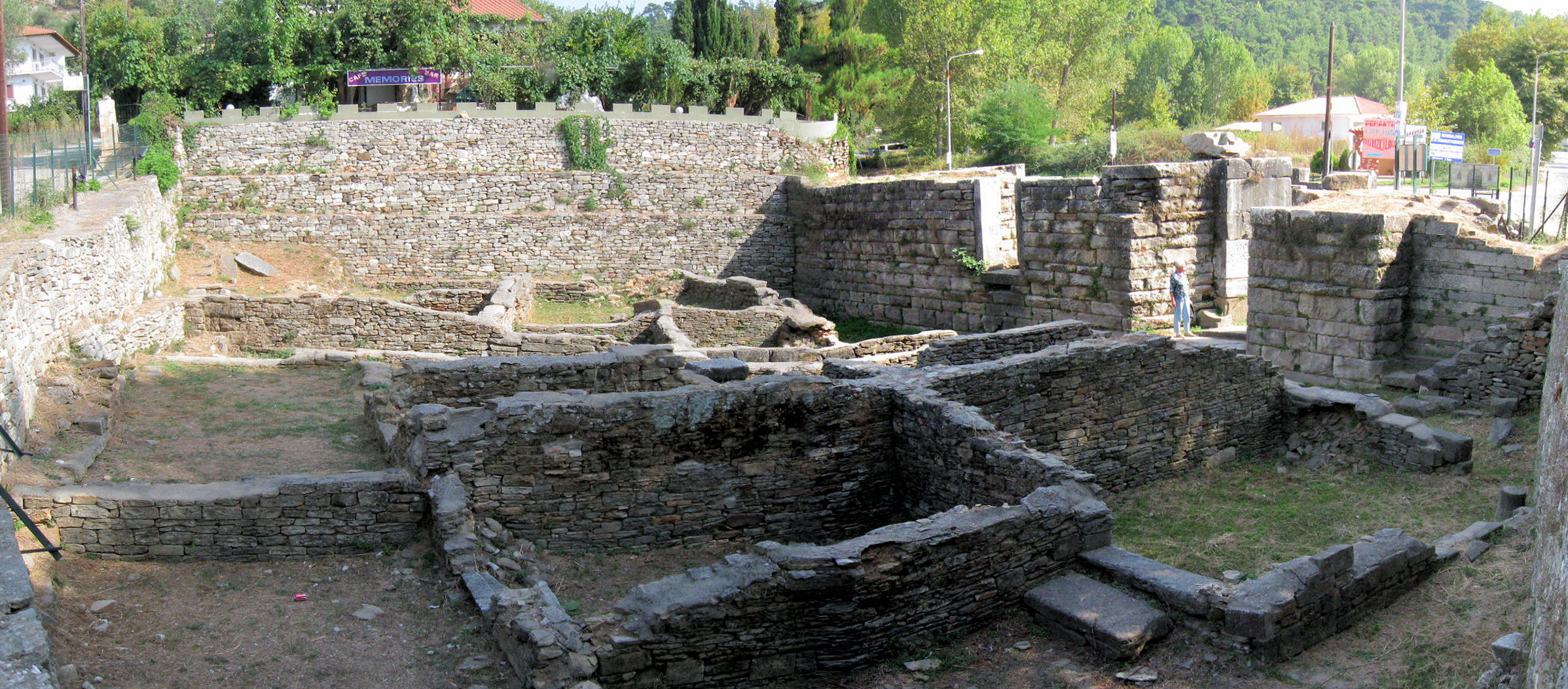
Wohn-, Handwerk- und Geschäftsbezirk am Silen-Tor, aus Nord

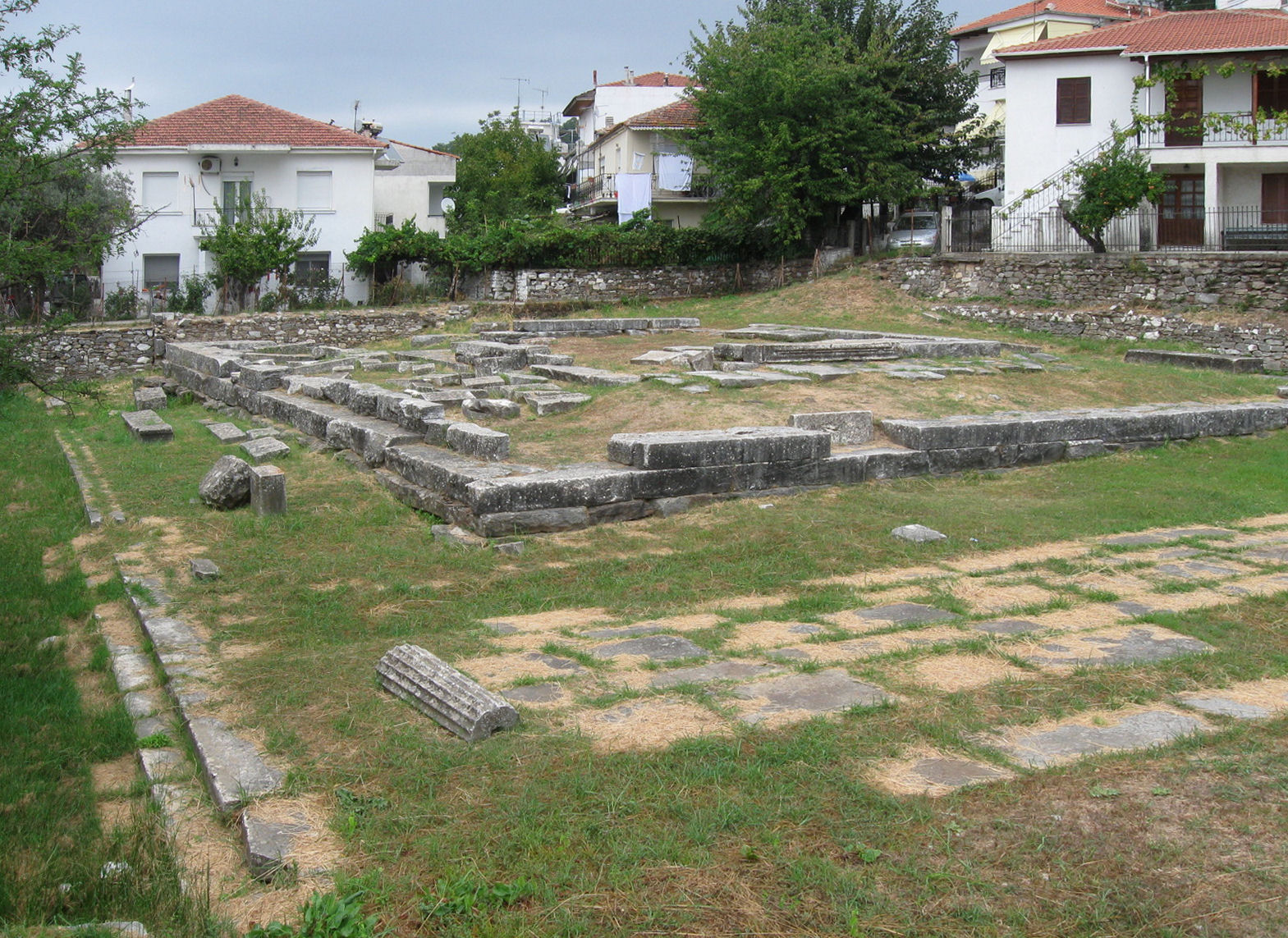
Herakleion aus Südwest

Das für Thasos gigantische Unternehmen des Mauerbaus wird zur selben Zeit begleitet von mehreren umfangreichen baulichen Tätigkeiten in den kultischen, öffentlichen und privaten Bereichen: Die Wohnbezirke werden von der Gegend nördlich des Hermes-Tores (Haus des Dimitriades) bis zum Zeus-Tor nach Südwest und zum Silen-Tor nach Süden erweitert. Im Artemision betritt man jetzt über die Treppe eines monumentalen Propylons den Platz mit einem großen rechteckigen Altar und den Tempelbereich der Schutzgöttin Artemis. Neu gebaut werden eine große rechteckige Opfergrube, angelehnt an die untere Terrassenmauer, sowie eine zweite runde Opfergrube auf dem Platz unterhalb des Heiligtums. Im Herakleion fanden im 5. Jahrhundert v. Chr. größere Baumaßnahmen statt, mit denen das Heiligtum seine Fläche von etwa 85 × 50 m erreichte. Der archaische Tempel wurde im frühen 5. Jahrhundert durch einen einräumigen ionischen Tempelbau von 9,13 × 12,45 m ersetzt. Das Bankettgebäude wurde durch einen Neubau an gleicher Stelle ersetzt, der fünf Räume für Festmähler und eine vorgelagerte Säulenhalle umfasste. Östlich des Tempels, des Altars und der Banketträume entstand eine langgestreckte Galerie von 8 × 63 m als Abschluss des Heiligtums. Die Terrasse des Pythion wird nach Westen erweitert und mit einer 40 m langen Stützmauer versehen. Ende des 5., Anfang des 4. Jahrhunderts v. Chr. entsteht hinter der Stadtmauer am Meer, innerhalb einer Umwallung aus gleichförmigen regelmäßigen Blöcken das Poseidonion (49 × 33 m). Ein monumentaler zweitüriger Zugang aus Nordwest führt durch eine Säulenreihe in den Innenhof. Die rechte Seite des Hofes ist bebaut mit einer Reihe von 6 Räumen mit vorgesetzter Säulenhalle, die wohl als Gästeunterkünfte (Hestatorien) bei den Winterfeiern zu Ehren Poseidons dienten. Im mittleren Hof befinden sich von Nordost nach Südwest verschiedene Konstruktionen: eine runde Basis als Sockel einer Statue, ein rechtwinkliger Altar und die Plattform einer kleinen Kapelle. Hier kommen die Statuetten einer weiblichen Göttin reitend auf einem Delphin, einer Aphrodite Pelagia oder Amphitrite zur Aufstellung. Vor dem Zugang zum Heiligtum steht gegenüber dem Tor der Göttin ein Altar, der die Inschrift Hera des Hafens trägt. Während die Lage der alten Nekropolen des 7. und 6. Jahrhunderts v. Chr. bis heute unbekannt geblieben ist, sind aus dem 5. Jahrhundert v. Chr. bis in das 3. Jahrhundert n. Chr. viele Sarkophage sichergestellt und Gräber aufgedeckt worden. Aus dieser Zeit stammen auch zahlreiche wertvolle Grabstelen.

### 4. und 3. Jahrhundert v. Chr.

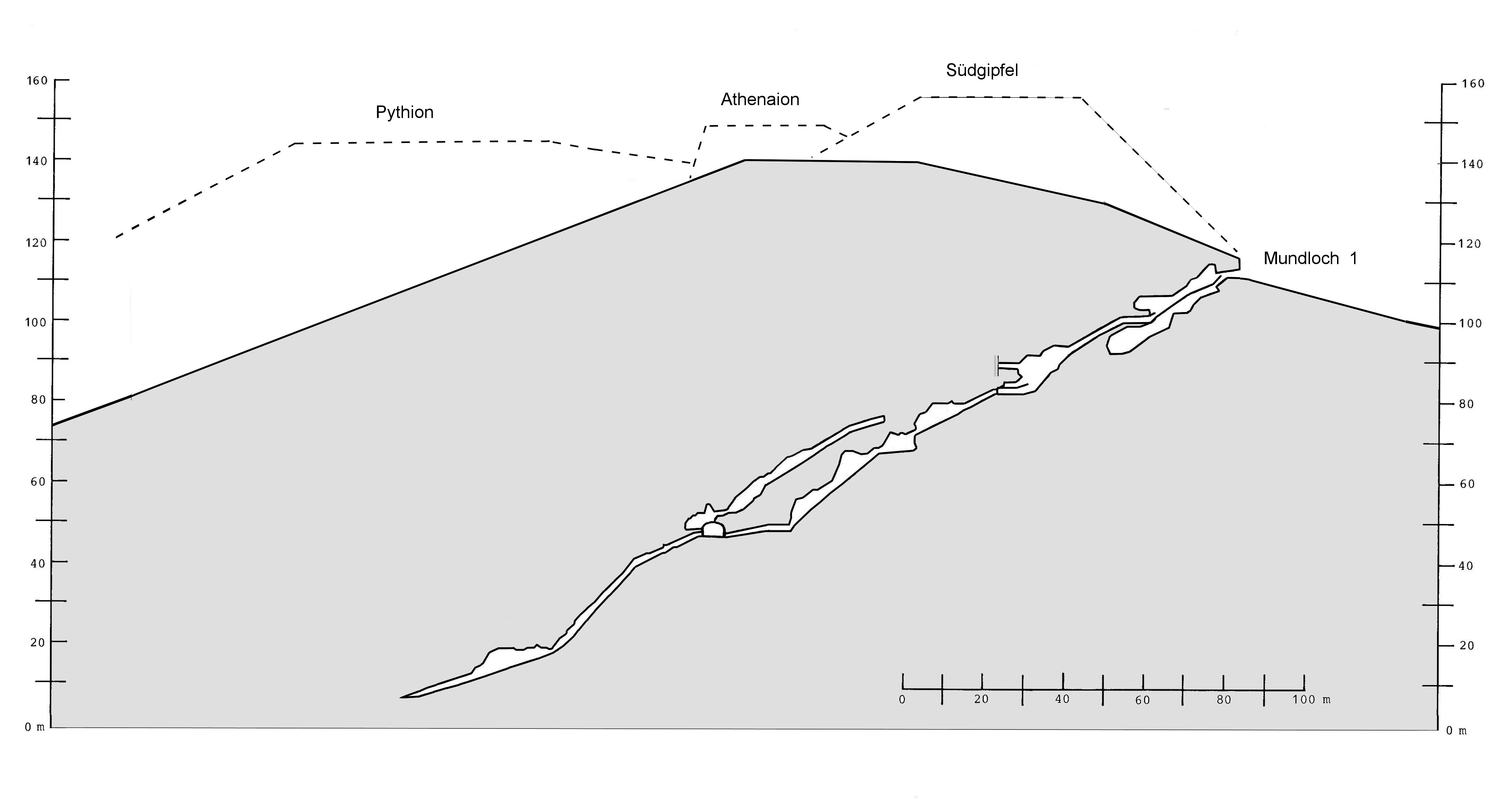
Akropolis-Bergwerk Thasos: schematischer Schnitt entlang der zentralen Hauptabbaue und Projektion der Akropolis-Gipfel in die Schnittebene N 23 Grad W mit Ansatz am Mundloch 1

Nach den politischen und militärischen Wirren des 5. Jahrhunderts gilt das 4. Jahrhundert v. Chr. für Thasos als eine Periode der wirtschaftlichen Prosperität. Unter der Akropolis wurde weiterhin der ertragreiche Goldabbau vorangetrieben. Eine der Verbindungen aus der Stadt zu den Stolleneingängen stellte die vom Artemision zur südlichen Höhe der Akropolis geführte Straße dar, die nicht durch Ausgrabungen untersucht ist, aber nach den bisherigen Untersuchungen aus dem 4. Jahrhundert v. Chr. zu stammen scheint. Am oberen Ende dieser Straße entstand auf dem Felsgipfel, knapp unterhalb des Akropolis-Gipfels, das Pan-Heiligtum, eine halbkreisförmige, im Inneren mit einer Bankett-Szene geschmückte Nische.
Die günstige Situation drückt sich deutlich in der 1. Hälfte des 4. Jahrhunderts v. Chr. in Stadtentwicklung und -Architektur aus, ganz konkret vor allem aber in der Platzierung und Strukturierung der Agora. Die Auslegung der Anlage wird in den generellen Linien auf der etwa 120 × 140 m großen trapezförmigen Fläche festgelegt. Von früheren Bauten des 6. und 5. Jahrhundert v. Chr. sind heute nur noch geringe Reste erhalten, sie scheinen aber eine relativ ungeordnete Bebauung gebildet zu haben. Als frühester innerhalb des Platzes erstellter Bau gilt das Anfang des 4. Jahrhunderts erbaute Heiligtum des zum Markt gehörigen Zeus Agoraios Thasios. Der Antentempel mit Vorhalle (12 × 6 m) sowie ein rechteckiger Altar werden im nördlichen Bereich der Agora, von einer brüstungsartigen Mauer umschlossen, platziert.
In der zweiten Hälfte des 4. Jahrhunderts v. Chr. nimmt die Abgrenzung des Platzes weiter Gestalt an: Nach Nordosten ist es der marmorne Paraskenia-Bau (21,55 × 9,33 m), ein Gerichtsgebäude mit einer eindrucksvollen 12-säuligen dorischen Front. Im Architrav finden sich Teile von Inschriften der Gründer, die Traufziegel sind mit schmückenden Ornamenten versehen. Im Inneren findet sich an der Mauer die Liste der Archonten des ersten Magistrats der Stadt, die bis in das 3. Jahrhundert n. Chr. fortgeführt wird. Es ist dort auch die offizielle Korrespondenz mit Rom im 1. Jahrhundert v. und n. Chr. eingeschrieben. Zu Ehren des thasischen Athleten Theagenes werden im nordwestlichen Bereich der Agora Stufenaltar und Statue errichtet.
Nach Südosten entsteht zu etwa derselben Zeit ein etwa 140 m langes und 10 m tiefes, eingeschossiges Wirtschaftsgebäude, das nach Südwesten etwa 60 m über die Agora hinausreicht. Die von der Hauptverkehrsstraße her zugänglichen Räume beherbergen zahlreiche Geschäfte, Werkstätten, Lager- und Wohnräume. Zwei Passagen führen in die Agora, eine dritte direkt zum geschlossenen Hafen. Dort entsteht an der Verbindung von Stadt- und Hafenmauer mit drei Kasematten das Tor zum Meer.
Das Theater der Stadt besteht nach Hippokrates von Kos bereits in der 2. Hälfte des 5. Jahrhunderts v. Chr. Ein archäologischer Nachweis dafür liegt nicht vor, obwohl im Bereich des Bühnengebäudes archaische Reste vorzuliegen scheinen. Nach neueren Untersuchungen (1992–1995) wird als erster Bau das Bühnengebäude (Koilon) und die Zuschauertribüne am Ende des 4. bis erstes Viertel des 3. Jahrhunderts v. Chr. errichtet. Das Proszenium, Anfang des 3. Jahrhunderts v. Chr. von dem Bürger Lysistratos gestiftet, weist 12 dorische Säulen mit einer Schaftlängen von etwa 4,8 m zwischen zwei Pilastern auf und trägt ein Architrav mit einem Triglyphenfries.

Bauliche Entwicklung der Agora der Stadt Thasos vom 6. bis Ende 4. Jahrhundert v. Chr.

Hippokrates erwähnt das Dionysion bereits im 5. Jahrhundert v. Chr. Der Bezirk ist bis heute erst teilweise aufgedeckt. Am besten erhalten sind Partien der Umfassungsmauer aus Marmorquadern aus dem 4. Jahrhundert v. Chr. Der Votivsockel zwischen den Eingangspforten aus dem Ende des 4. oder Anfang des 3. Jahrhunderts v. Chr. hat mehrere Statuen, die die Personifikationen der Tragödie, der Komödie, der Dithyrambos und der Nocturne darstellen, getragen. In dem Monument im Nordwesten werden zwei Statuen, wahrscheinlich des Dionysos und einer Frauengestalt, aufgestellt. Im äußersten Nordosten des Platzes ist ein beachtliches Monument mit einer Gesamthöhe von 9 m mit einem Portikus von vier dorischen Säulen und einer großen halbkreisförmigen Basis im heiligen Bezirk errichtet. Die Namen der Künste und ihre Darsteller sind eingemeißelt, mittig steht ein überlebensgroßer Dionysos. Vor der Treppe des Monuments liegen zwei Altäre des 4. Jahrhunderts v. Chr., an denen man dem Guten Daimon und der Guten Tyche geopfert hat.
Ende des 4. Jahrhunderts v. Chr. entsteht in unmittelbarer Nähe des Herakleion das sehr bedeutende marmorne Monument des Thersilochos. Das Bauwerk misst 32 × 32 m. Der Zugang im Nordosten führt durch eine Vorhalle mit 8 dorischen Säulen. Im Inneren befinden sich 16 ionische Säulen von 6,5 m Schaftlänge auf massiven Sockeln in einem Karree von jeweils 15 m. Auf dem Fassaden-Architrav nennt eine Inschrift den Namen des thasischen Stifters Thersilochos.
Anfang des 3. Jahrhunderts v. Chr. entsteht die Begrenzung der Agora zum Hafen hin durch den Bau der monumentalen, marmornen Nordwest-Säulenhalle. Sie erreicht etwa 98 m Länge bei 14 m Breite und einer beachtlichen Deckenspannweite von etwa 12 m. Zum Platz hin stehen zwischen den Anten 35 dorische Säulen mit Schaftlängen von 5,2 m und einem unteren Durchmesser von 0,7 m. Der Triglyphenfries ist gekrönt von einer Skulpturenkette mit Akanthus-Ranken, darüber Traufziegel mit Löwenköpfen. Die nördliche Baulücke der Agora wird mit dem großen Tuffgebäude geschlossen. In der Südwestmauer dieses Bauwerks sind in hellenistischem Stil großblockige Orthostaten verarbeitet. Das im Inneren vorhandene halbrunde Fundament lässt vermuten, dass es sich um das Bouleuterion der Stadt handelt.
Die Südtrasse der Stadtmauer erfährt Mitte des 3. Jahrhunderts v. Chr. eine Verstärkung durch den Einbau von 13 mächtigen Türmen, sowie die Umgestaltung der Stadttore des Zeus, des Silen und des Hermes. Erstmals ist ab Mitte des 3. Jahrhunderts v. Chr. die Wohnbesiedlung der Stadt rückläufig, was sich weiter fortsetzt während der zwei letzten Jahrhunderte v. Chr. Bestimmte Stadtteile, die ehemals dicht bewohnt waren, werden aufgegeben oder sind nur noch ärmlich besiedelt.

### 2. und 1. Jahrhundert v. Chr.

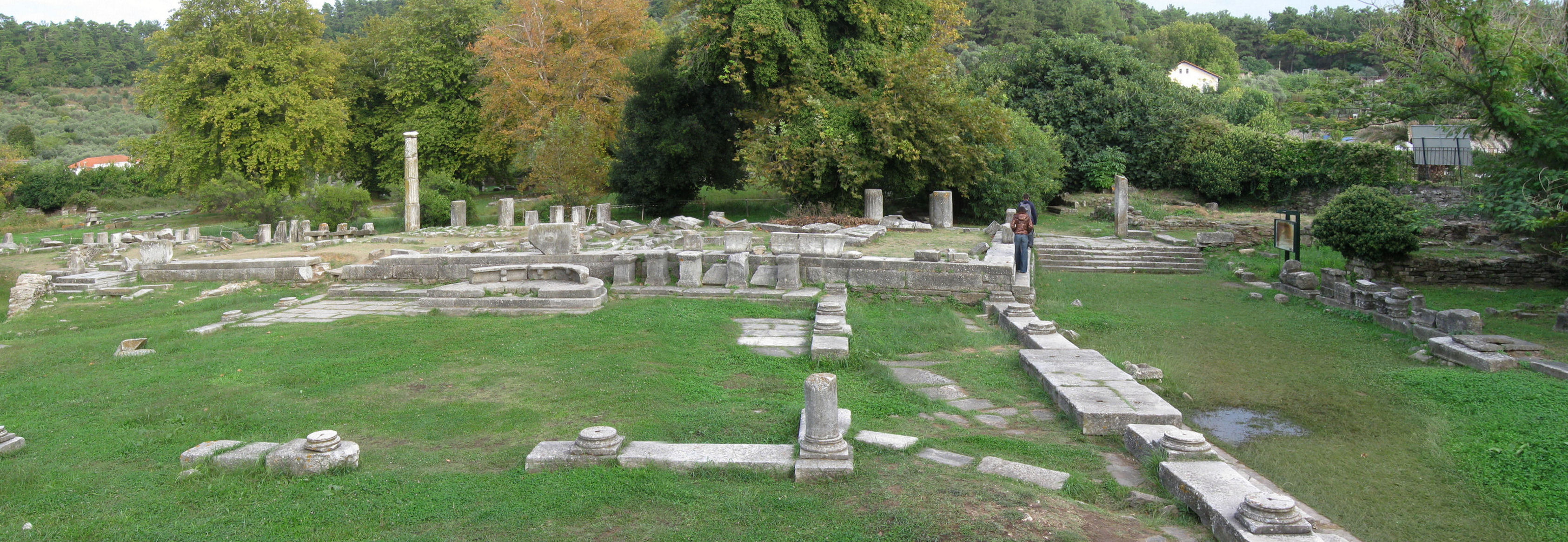
Agora, von rechts: Straße zum Tor am Meer, Propylaion, Platz mit Exedra, im Hintergrund Nordwest-Säulenhalle, aus Nordwest

In dieser Epoche nimmt die Agora mit dem Bau von Säulenhallen an drei Seiten ihre definitive Form an. Die Nordost-Säulenhalle schließt an das Paraskenia an und weist 12 monolithische dorische Säulen auf. Vor der Halle steht das hierher umgesetzte Monument des Glaukos aus dem Jahre 600 v. Chr. An der Hauptverkehrsstraße im Südosten, wird an die Gebäudezeile des 4. Jahrhunderts v. Chr. eine 90 m lange zweigeschossige Pfeilergalerie angebaut, die einen langen Saal von 9 m Breite beinhaltet. Davor entsteht zum Inneren des Platzes die Südost-Säulenhalle mit 33 monolithischen dorischen Säulen. Auf der Südwestseite wird die Agora abgeschlossen durch die ebenfalls dorische Südwest-Säulenhalle mit wiederum 32 Säulen. Der Portikus verläuft in direkter Richtung der Straße vom Meerestor zur Westecke der Agora. Dieser Zugang wird über eine breite Treppe und durch ein auf der Westseite mit zwei Säulen, zur Agora mit einem zweiflügeligen Tor versehenes Vestibül auf. Den Abschluss der Agora nach Südwest bildet ein Gebäudetrakt mit 3 Sälen und einer monumentalen Passage von der Südecke der Agora auf einen großen, von Gebäuden umgebenen öffentlichen Platz außerhalb der Agora.

### 1. bis 3. Jahrhundert: Römische Epoche

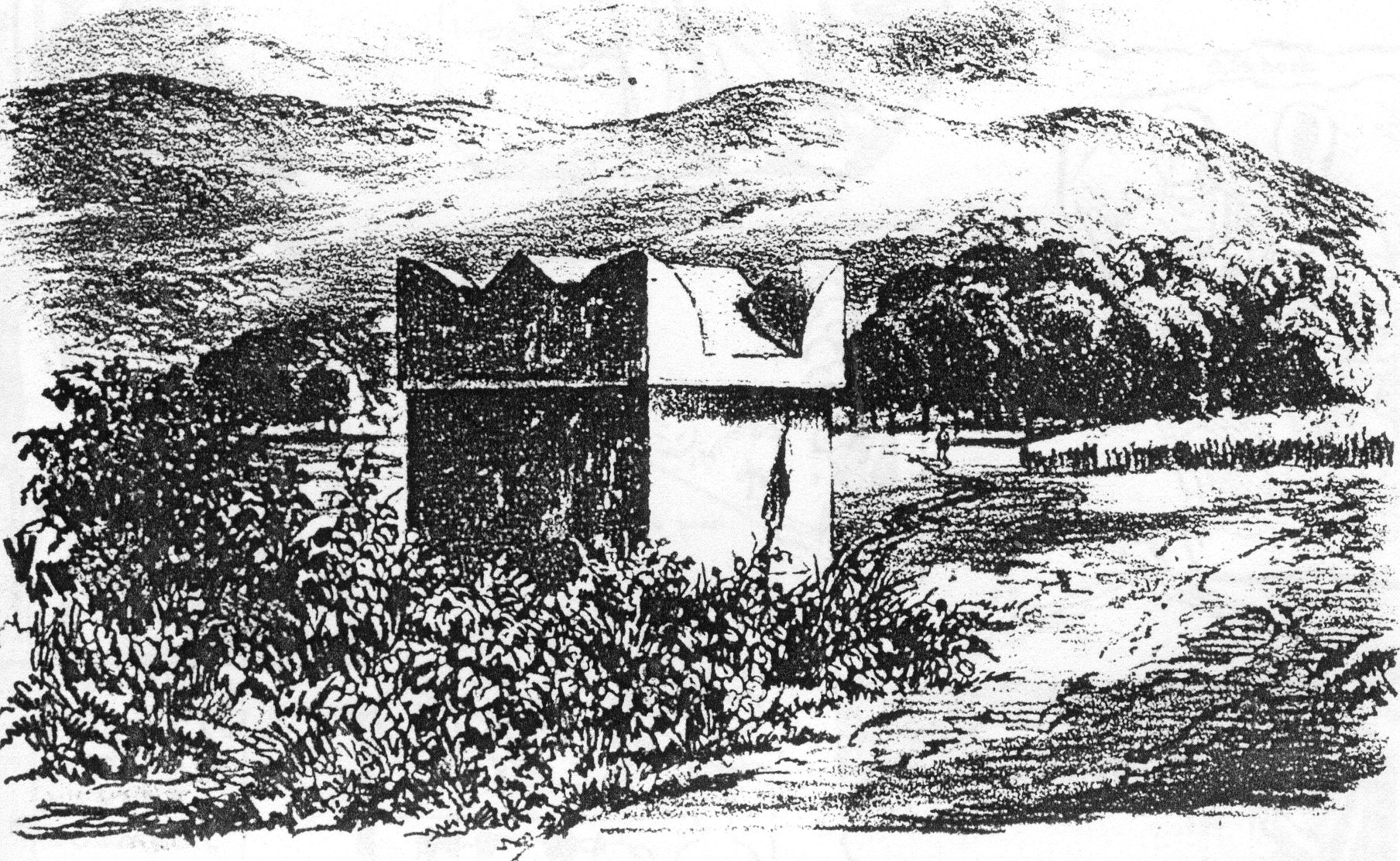
Sarkophag des Poliadis Sosionos (Πολιάδης Σωσίωνος) vor dem Stadttor des Zeus und der Hera, aus WSW (1858)

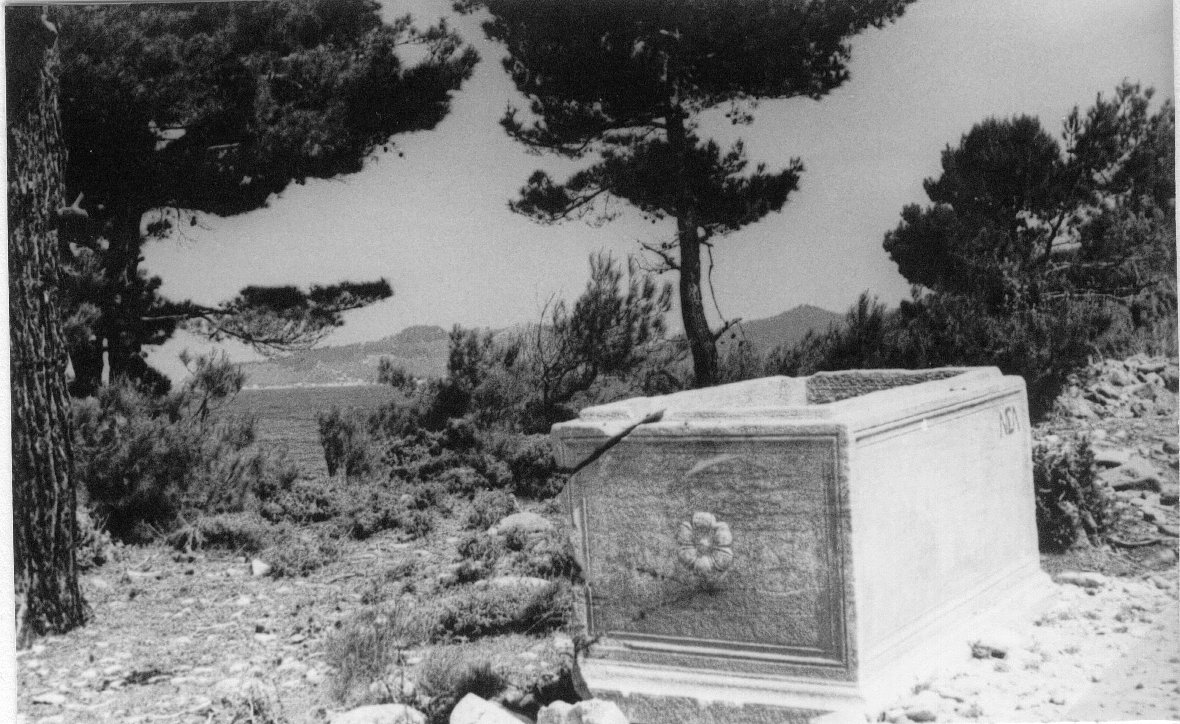
Sarkophag bei Glyfada (1956)

Im 1. Jahrhundert n. Chr., insbesondere unter Kaiser Hadrian, vollzieht sich eine nochmalige Periode der Erneuerung quer durch die Stadt. Dieser Kaiser machte bei seinen Reisen durch die Provinzen des Reiches vermutlich auch auf Thasos Station. In der folgenden Zeit wird das Theater, dem neuen Geschmack entsprechend, für Schauspiele mit wilden Tieren und für Gladiatorenkämpfe umgebaut: Die Orchestra wird in eine Arena verwandelt. Um 140 n. Chr. lässt der Thasier Heragoras am Fuße der Tribüne eine Balustrade, umgeben von einem Schutzgitter anbringen. Das Bühnengebäude wird erneuert. Im Zentrum der Agora entsteht ein Monument geweiht dem Kaiser Augustus und seiner Familie, insbesondere seinem Sohn Lucius Caesar. An der Westecke des Platzes, mit Anbindung an die Straße zum Meer, entsteht der Platz mit Exedra, ein marmorbelegter, peristyler Platz, mit dreiseitigen Kolonnaden, zur Straße hin mit ionischen Säulen, korinthischen Kapitellen und einem monumentalen Eingang, an der Hinterseite steht die Exedra. Eine Inschrift weist als Spender auf den Thasier Komis hin. Im Südwesten des öffentlichen Platzes werden die Fünf Exedren, halbrunde marmorne Sitzbänke mit mittig erhöht stehenden Bronzestatuen, errichtet. Nicht weit von der Südecke des öffentlichen Platzes, auf der Südostseite der großen Straße, lässt der Thasier Tiberius Claudius Cadmos vom Bildhauer Limendas eine weitere monumentale Exedra mit ionischem Fries und Statuen seiner Familie errichten.
Innerhalb und außerhalb der antiken Stadt konnte eine lokal definierte Nekropole bisher nicht festgestellt werden. Es haben sich jedoch besonders durch die Aussagen der frühen Reisenden deutliche Hinweise darauf ergeben, dass die Nekropole in der Ebene vor den westlichen und südwestlichen Toren der Stadt vermutet werden kann. In diesem Bereich sowie am Hafen und an den Ausfallstraßen wurden zu Beginn des 19. Jahrhunderts noch mehr als 50 Sarkophage und zahlreiche Grabstelen beschrieben.
In der 2. Hälfte des 2. Jahrhunderts haben sich die Wohnbereiche der Stadt innerhalb der Mauern wieder ausgebreitet, ebenso außerhalb nach Westen hin. Hier müssen Lagerhallen und Magazine des 1. Jahrhunderts n. Chr. Platz machen. Weiter im Süden, am Ende der Hauptstraße, erhebt sich in der 2. Hälfte des 2. Jahrhunderts ein monumentaler Bogen, der etwas später dem römischen Kaiser Caracalla und dessen Familie gewidmet wird. Das 3-bögige Triumphtor misst eine Breite von 17 m, Tiefe von 2 m, der Mittelbogen eine Höhe von 10 m, die Seitenbögen von 7,5 m. Architrav und Fries sind einfach gestaltet, der einzige Schmuck besteht aus Blumenranken an den zentralen korinthischen Bogenstützen und Kapitellen, sowie einer Inschrift zu Ehren des Kaisers am Architrav des Hauptbogens.
In den letzten Jahrzehnten des 2. Jahrhunderts erfolgt eine Neugestaltung und Verschönerung der Sektoren südlich der Agora, des so genannten römischen Viertels: Anschließend an die Bauten des 4. Jahrhunderts v. Chr. wird nach Süden der Platz mit den hundert Bodenplatten erbaut. Mit einer 20-säuligen ionischen Kolonnade und zwei Portiken nach Nordwest zum Meer und nach Südost zur Hauptverkehrsstraße. Auf der anderen Straßenseite entsteht in einem ursprünglichen Wohnbereich der letzte Prunkbau, das Odeon, bestimmt für Schauspiele, Konzerte und Konferenzen. Dieses Bauwerk mit einer Fassade von 52 m zeigt den Charakter eines griechischen Theaters in seiner zwei-Drittel-runden Orchestra. Im Übrigen herrscht bei dem geschlossenen Gebäude römische Bauweise vor.
Als letzter bisher identifizierter griechischer Kultbau entsteht am Kap Evraiokastro, über dem antiken Thesmophorion, in der ersten Hälfte des 3. Jahrhunderts ein Gebäude mit vorgesetzter Säulenhalle. In der 2. Hälfte des 3. Jahrhunderts n. Chr. führt wahrscheinlich der Einfall der Heruler zu großen Zerstörungen und Plünderungen in der Stadt.

### 3. bis 7. Jahrhundert: Christianisierung und Zerstörung

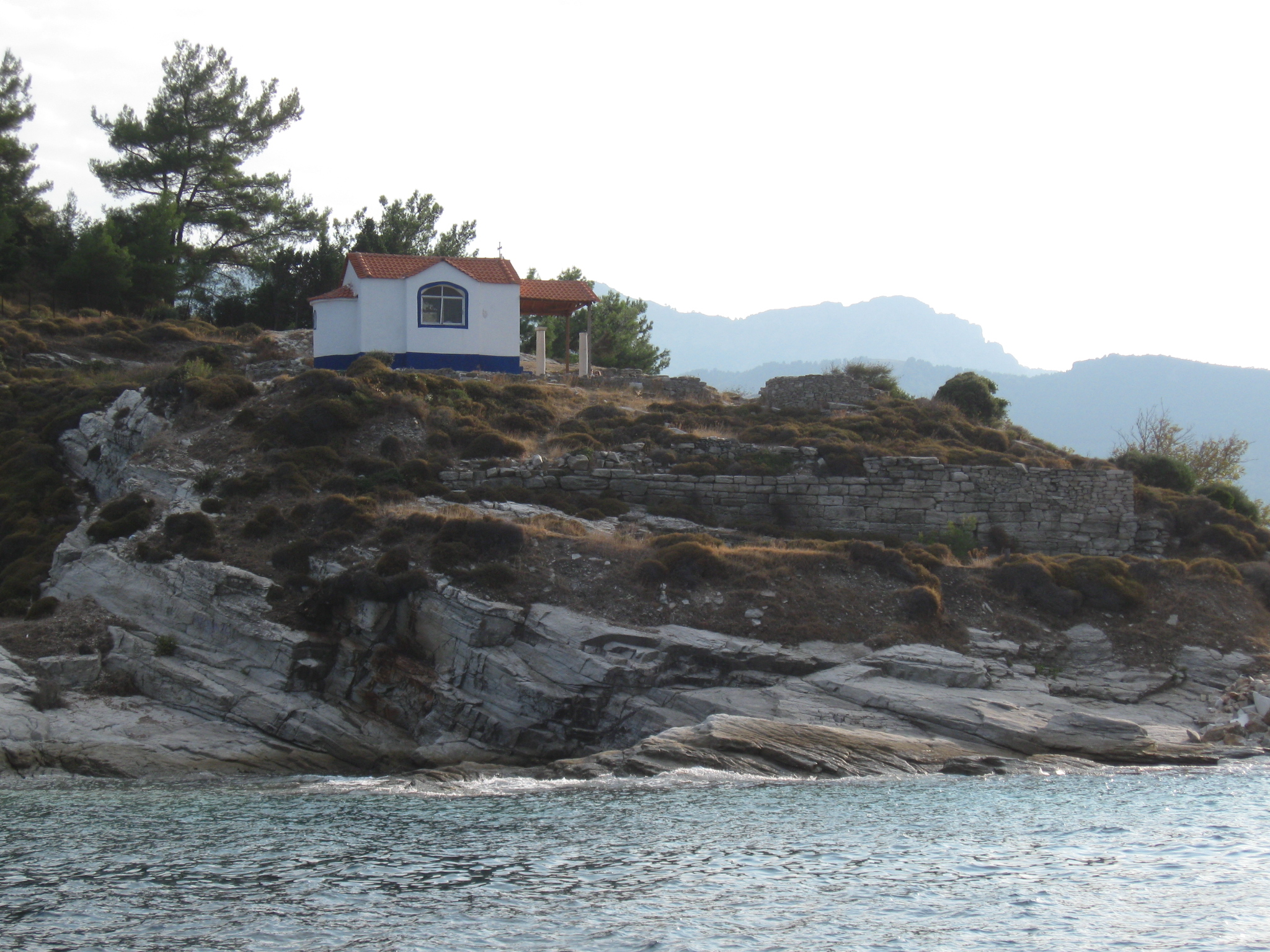
Thesmophorion-Stützmauern und Kapelle über frühchristlicher Basilika, aus Nord

Die Plünderungen in der zweiten Hälfte des 3. Jahrhunderts n. Chr. führten zur Zerstörung zahlreicher Gebäude. Bei dem Wiederaufbau zeigten sich die gewandelten Prioritäten. Während öffentliche Bauten im Vergleich an Bedeutung verloren, nahmen einzelne reiche Privatbauten und bald auch die Kirchenbauten des aufstrebenden Christentums einen zunehmend prominenten Platz ein. Dies führte zu wesentlichen Einschnitten und Änderungen im Stadtbild im 4. / 5. Jahrhundert. Ohne Bezug auf das antike Raster wurde nach einer neuen Planung umgestaltet. Die Ruinen nicht mehr benötigter Verwaltungsgebäude und Heiligtümer wurden abgerissen, das Steinmaterial für Kirchen oder Privatbauten verwendet. Auf dem zerstörten Gerichtsgebäude in der nordöstlichen Agora platzierte man im 5. Jahrhundert die dreischiffige Akakios-Basilika (23 × 15 m) mit Narthex und Diakonikon. Am Kap Evraiokastro entstanden im 5. / 6. Jahrhundert eine dreischiffige Basilika mit Narthex und Baptisterium (25 × 15 m), mehrere Grabmäler und ein Friedhof. Im 6. Jahrhundert wurde im südwestlichen Strandbereich außerhalb der Mauer eine mächtige dreischiffige Kirche im Stil einer frühbyzantinischen Basilika (44 × 17 m) über einem römischen Wohnviertel aufgerichtet.
Im frühen 7. Jahrhundert kam es wohl zur Aufgabe der antiken Stadt durch die Ereignisse der Völkerwanderung. Die antiken und die frühchristlichen Bauwerke lagen schließlich über Jahrhunderte in Trümmern und wurden in den folgenden Jahrhunderten für verschiedene Bauwerke des Mittelalters und der Neuzeit wiederverwendet.

## Priesterschaft und Kultfeiern
Die Priesterschaft zählt als eine der oberen Magistraturen und wird normalerweise jährlich gewählt. In der klassischen Zeit sind es die Priester des Herakles, des Dionysos, der Aphrodite und des Asklepios. Ohne Zweifel gibt es auch eine Priesterin der Demeter.
Im 4. Jahrhundert v. Chr. ist als Verwalter aller religiösen Budgets der Hierope eingesetzt, der am Ende des 4. Jahrhunderts v. Chr. ersetzt wird durch den Hieromnemon. Im 1. Jahrhundert n. Chr. sind die Neokoren, die Tempelwächter der Aphrodite, der Artemis, der Athena und eine Priesterin des Zeus Eubouleos bekannt. Für die Kaiserzeit wird eine Priesterin der Kybele, ein Priester des Helios-Serapis und eine Anthophore erwähnt. Bedeutende Persönlichkeiten übernehmen auf Lebenszeit die Dienste als Priester des Herakles und des Poseidon. Im Laufe des 1. Jahrhunderts n. Chr. ist die höchste religiöse Ehre die Priesterschaft des Kaiserkults.
Die archaischen und antiken Kulte auf Thasos sind aufgrund des herrschenden Reichtums bedeutend und finden Ausdruck in zahlreichen Kultstätten, Weihegaben, Votivinschriften, Münzprägungen und Amphorenstempeln. Gegen Ende des 4. Jahrhunderts v. Chr. waren innerhalb des thasischen Jahres die folgenden Kultfeste etabliert:
Das thasische Jahr begann im November–Dezember mit dem Apatouria-Herbstfamilienfest zu Ehren des Zeus Patroos und der Athena Patroie. Letztere wurde von den parischen Ansiedlern bereits im 7. Jahrhundert v. Ch. auf der Akropolis als Beschützerin der Stadt verehrt. Es wurde im Dezember–Januar mit dem Maimakteria-Winterfest fortgesetzt, im Januar–Februar mit dem Posideia-, im Februar–März dem Anthesteria-Wein- und Blumenfest und im März–April dem Dionysia-Fest. Es folgten im Mai–Juni die Reinigungs- oder Großen Herakleia-Feste zu Ehren des melkartischen Herakles. Er soll nach Herodot bereits vor der parischen Kolonisation auf der Insel im Herakleion von den Tyrern verehrt worden sein. Auch Dionysos, Gott des Weines und des Theaters, wird schon seit archaischer Zeit in diesen Monaten mit Satyrn und Mänaden in den „Choria“ gefeiert. Im Juli–August folgt das Alexandraia-Fest, im August–Oktober die Thesmophorien, die Großen Asklepieia-, Demetrieia-, Heroxeinia- und das Dioskouria-Fest mit dem Großen Komeia-Fest und zum Jahresabschluss das Badromia-Fest zu Ehren des Apollo.

## Währungen und Münzen im alten Thasos
In der Blütezeit des Edelmetall-Bergbaus auf der Insel Thasos und in ihrer Peraia war gegen Ende des 6. Jahrhunderts v. Chr. ein jährlicher Edelmetallertrag von etwa 200 Talenten (etwa 7.200 kg Silber) erreicht. Auf der Insel, vermutlich in der antiken Stadt Thasos, und in ihrer Peraia, vermutlich in Neapolis, bestanden thasische Münzstätten, die zu den frühesten in der griechischen Welt zählten. Bei ihren über nahezu 100 Jahre andauernden Grabungen auf Thasos wurden von den Archäologen der École française d’Athènes mehr als 10.000 Münzen aller geprägten thasischen Serien ergraben.

### Stater-Währung Ende des 6./5. Jahrhunderts v. Chr.
Das Motiv des Avers der allerersten Münzperiode ist in der thasischen Prägung dem Dionysos-Kult entlehnt: Es stellt einen Silen dar, der eine sich wehrende Mänade trägt. Auf dem Revers erscheint eine vierteilige Punze. Die etwa gleichzeitige neapolitanische Prägung weist hier ein Gorgonenhaupt auf.
Die erste Gruppe der Serie ist dadurch gekennzeichnet, dass die Mänade die rechte erhobene Hand mit gespreizten Fingern (Y) zeigt. Grundwert der Silberwährung ist der Stater, mit Triten und Hekten als den wichtigsten Ausprägungen bei mittleren Gewichten von 10–8,6, 3,9–3,6 und 1,8 g. Die Münzen wurden von Anfang an in einer ganz beträchtlichen Zahl geschlagen. Die Prägung dieser Münzen erfolgte bis in das frühe 5. Jahrhundert v. Chr. Im Schatzfund von Pistyros fanden sich 10 Stateren und 29 Hekten thasischer und neapolitanischer Prägung aus der ersten Stater-Gruppe, die etwa in die Jahre 520 bis 500 v. Chr. datiert werden. Auch im Hort von Asyut / Ägypten, dessen Deponierung man vor 475 v. Chr. datiert, finden sich zahlreiche thasische Münzen dieser Gruppe.
Aufgrund des thasischen Aufstands und dem Austritt aus dem Seebund erobert Kimon 463 v. Chr. die Stadt Thasos. Das Jahr markiert einen Bruch in der monetären Geschichte der Insel. Der sich ergebende Wegfall der Einkünfte aus der Peraia führt zur Ausgabe einer zweiten Gruppe von Silber-Stateren mit hohem Kupfergehalt. Sie weist die Prägung eines bärtigen Silens und der protestierenden Mänade mit jetzt fünf-fingeriger Hand auf. Es finden sich in dieser Periode zahlreiche, häufig sehr grobe Imitationen im thrakischen Stil, was die Münzfunde im Emporium Evros bestätigen. Die Prägung dieser zweiten Gruppe findet auch in späterer Zeit noch statt.
Die Athener führen die demokratische Staatsform ein und kontrollieren die Insel und die Peraia bis 447/446 v. Chr. In dieser Zeit beginnend erscheint die dritte und letzte Silen-Gruppe, bemerkenswert ausgearbeitet in parthenonischem Skulpturenstil, mit einem kahlen Silen mit kräftigem Bart und Pferdeschwanz, die Mänadenhand befindet sich jetzt hinter dem Silenprofil. Stateren und Triten behalten auf dem Revers die eingeprägten Punzen, ab der Hekte sind diese ersetzt durch Prägungen von Kateren, Delphinen und den Legenden ΘΑΣΙ, ΘΑΣΙΩΝ, ΘΑ. Es werden alle Werte des Systems geprägt: Stateren und Triten gegen 430 v. Chr., Hekten, Viertel-Hekten und Achtel-Hekten zwischen 412 und 405 v. Chr. Hekten und Hemihekten werden noch bis gegen 360 v. Chr. geschlagen.

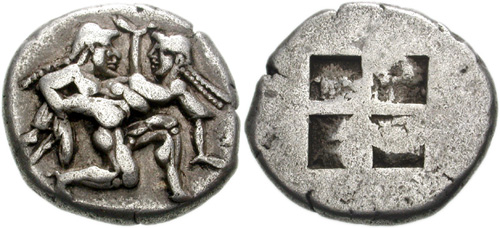
Thasischer Silber-Stater: Silen und Nymphe, etwa 520–463 v. Chr. (Le Rider: Thasiennes 2), SNG Copenhagen (20 mm, 9,31 g), erste Silenprägung
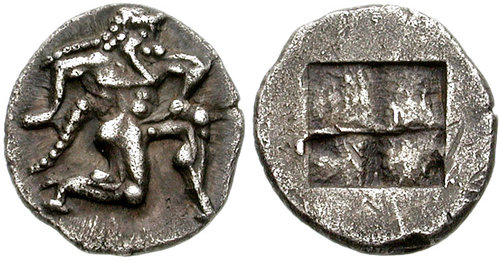
Thasischer Achtel-Stater (Silber): Satyr, etwa 500–463 v. Chr. (Le Rider: Thasiennes 4), SNG Copenhagen 767395 (11 mm, 1,12 g)
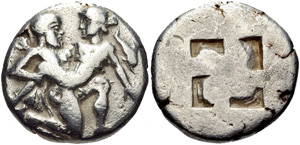
Thasischer Silber-Stater: Silen und Nymphe, etwa 435–411 v. Chr. (Le Rider: Thasiennes 6), SNG Copenhagen 209034 (21 mm, 8,57 g), dritte Silenprägung

### Drachmen-Währung des 4. Jahrhunderts v. Chr.

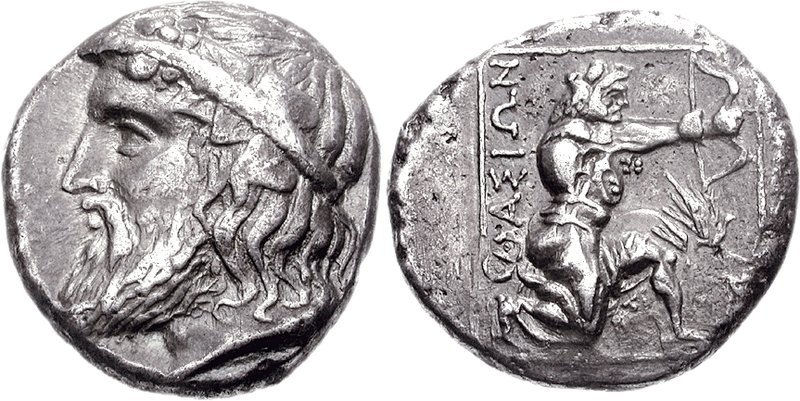
Thasische Silber-Tetradrachme: Dionysos/ Herakles, etwa 411–340 v. Chr. aus Pixodarus-Schatzfund (Le Rider: Thasiennes 23), SNG Copenhagen 750107 (15,7 g)

Nach der zweiten Revolte gegen die Athener 389/388 v. Chr. folgt die Einnahme der Stadt durch Thrasyboulos und der Eintritt in den zweiten Attischen Seebund. Die Wirtschaft der thasischen Peraia wird neu belebt und blüht wieder auf. Es setzt eine radikale Reform des Wertesystems ein, die zweite Münzperiode, mit neuer Stückelung, neuen Metallen und Legierungen und mit neuen Prägebildern: Die Drachmenwerte werden eingeführt, außer Silber- werden auch Bronze- und Goldmünzen emittiert. Als Prägemotive sind das Bildnis eines meist bärtigen und mit Efeu bekränzten Dionysos auf dem Avers und eines Herakles als Bogenschützen sowie der Legende ΘΑΣΙΩΝ auf dem Revers verwendet. Die Stückelung der neuen Währung bringt als Silbermünzen die Drachme und die Tetradrachme (Gewicht von 15 g), die Obolus-Werte Trihemiobolus, Hemiobolus und Triobolus. Mehrere Emissionen von Drachmen und Didrachmen in verschiedenen Epochen des 4. Jahrhunderts v. Chr. erfolgen in Gold. Aus 150 Schatzfunden in Griechenland, Ungarn, Serbien, Bulgarien und Rumänien, sowie aus Sammlungen, tauchen etwa 5000 Tetradrachmen und Drachmen-Stückelungen aus zwei thasischen Prägestellen auf.

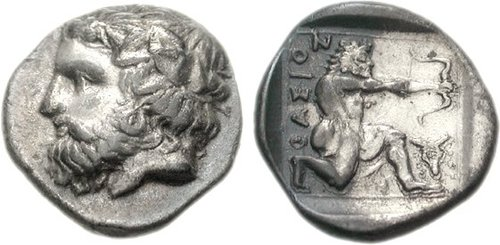
Thasische Drachme, Silber: Dionysos/Herakles, etwa 411-340 v. Chr. (Le Rider: Thasiennes 19), SNG Kopenhagen 780285, (15 mm, 3,61 g)
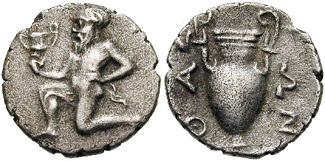
Thasischer Trihemiobolus, Silber: Satyr/Amphore, etwa 411-350 v. Chr. (Le Rider: Thasiennes 27), SNG Kopenhagen 729586, (0.77 g)
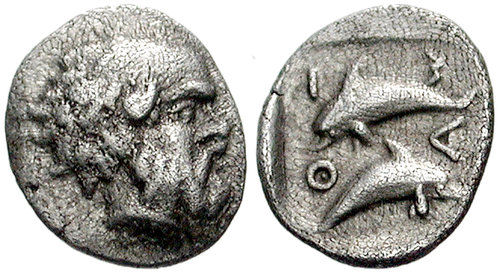
Thasisches Tritartemorion, Silber, etwa 411-340 v. Chr. (Le Rider: Thasiennes 12), SNG Kopenhagen 192010, (8 mm, 0.41 g)
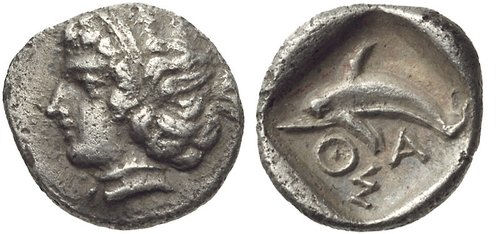
Thasischer Hemiobolus, Silber, etwa 411-340 v. Chr. (Le Rider: Thasiennes 13), SNG Kopenhagen 213039, (7 mm, 0.28 g)

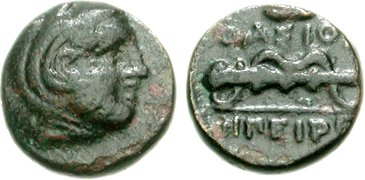
Krenidischer Bronze-Stater: Herakles /Stab und Bogen, 360-356 v. Chr. (Le Rider: Thasiennes 29), SNG Copenhagen 820401 (1,48 g)

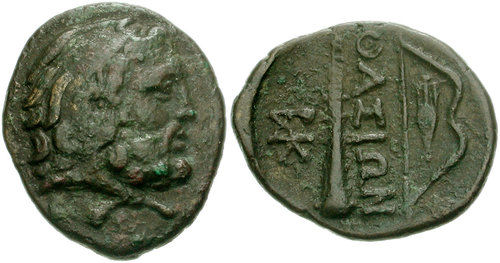
Thasischer Obolus, Bronze: Herakles/Keule, ΘΑΣ-ΙΩΝ, Bogen, Amphore, etwa 340-300 v. Chr. (Le Rider: Thasiennes 25), SNG Kopenhagen 173030, (3,62 g)

Um etwa 360 v. Chr. werden zusätzlich Bronzemünzen in sehr großer Zahl als Oboloi (9–10 g) und den Teilwerten Trioboloi, Hemioboloi und Vierteloboloi oder Quart, sowie die kleinste Münzsorte, Chalkoi, emittiert (335–310 v. Chr.) Auf dem Revers findet sich bei den Bronzemünzen meist nur Bogen und Keule des Herakles, und die Legende ΘΑΣΙΩΝ.
Zur selben Zeit tauchen aus der thasischen Peraia neue Gold- und Bronzemünzen als Statere und Bronzemünzen in Form von Chalkoi mit dem bartlosen Herakles auf, rückseitig mit verschiedenen Motiven und der Prägung ΘΑΣΙΩΝ ΗΠΕΙΡΟΥ.

### Obolus-Währung des 3. Jahrhunderts v. Chr.

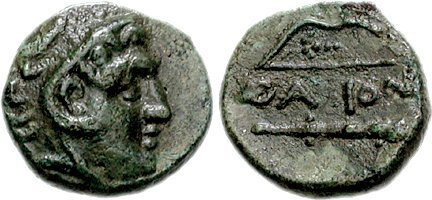
Thasischer Obolus, Bronze: Herakles/ Bogen mit Weintraube, ΘΑΣ-ΙΩΝ und Keule, 3. Jh. v. Chr. (Le Rider: Thasiennes 45), SNG Kopenhagen 760233, (11 mm, 1,63 g)

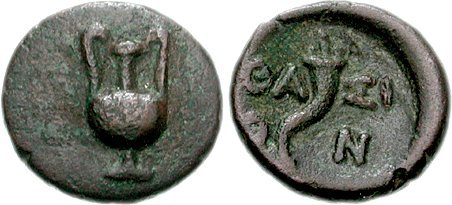
Thasische Bronzemünze: Amphore / Füllhorn, ΘΑΣ-ΙΩΝ, 3. Jh. v. Chr. (Le Rider: Thasiennes 54), SNG Kopenhagen 760234 (12 mm, 1,23 g)

Aufgrund einer kurzen Tyrannei gegen 310 v. Chr. beginnt eine Episode der Isolation in der monetären Geschichte der Insel. Die Emissionen gehen stark zurück und die vorlaufende Währung bricht zusammen. Es erscheint eine neue Münzgruppe: Besonders geformte Bronzemünzen, Oboloi mit einem Gewicht von 13 g, auf dem Avers mit dem Kopf der verschleierten Demeter und auf dem Revers mit von Weinranken umwundenen Dioskuren.
Auch unter den Makedonen zeigen sich trotz des Ausfalls von Silberprägungen keine Anzeichen wirtschaftlicher Schwäche. Erst gegen Ende des Jahrhunderts kommt es zu einer Emission von Hemiobolen, die die vorherigen Münztypen ersetzen: Mit dem Kopf des Herakles ohne Bart auf der Avers, seine Waffen die Legende ΘΑΣΙΩΝ auf dem Revers. Selbst wenn man annimmt, dass eine Münzprägung in bis zu 30.000 Stück erfolgt ist, so ist zu vermuten, dass die wirtschaftliche Bedeutung einer solchen Emission nach Jahrzehnten ohne Neuprägungen nur minimal gewesen war.

### Drachmen-Währung des 2. und 1. Jahrhunderts v. Chr.

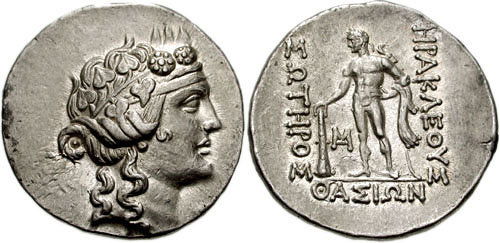
Thasische Silber-Tetradrachme: Dionysos / Herakles mit Keule und Löwenfell, nach 148 v. Chr. (Le Rider: Thasiennes 52), SNG Kopenhagen 152523 (30 mm, 16,69 g)

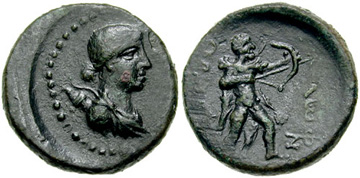
Thasische Bronze-Münze: Artemis / Herakles als Bogen-schütze mit Löwenfell, Legende: ΘΑΣΙΩΝ, etwa 2.–1. Jh. v. Chr. (Le Rider: Les Monnaies Thasiennes in Guide de Thasos, 1968), SNG Kopenhagen 731828 (20 mm, 7,25 g)

Nach der Niederlage von Philipp V. im Jahre 197 v. Chr. wird Thasos wieder unabhängig. Bereits im Jahre 196 v. Chr. werden neue Silbermünzen als Hemidrachmen von 1,6 bis 1,7 g mit dem bärtigen Dionysos auf der Avers und der Lorbeer-umgrenzten Herakles-Keule und der Legende ΘΑΣΙΩΝ auf der Revers, sowie eine vergleichbar große Zahl von Bronzemünzen mit gleicher Revers und dem Kopf eines jungen Satyr auf der Avers geprägt.
Nach der Allianz mit Rom erscheinen zwischen 180 und 170 v. Chr., nach 130 Jahren, wiederum Dionysos und Herakles auf Silber-Drachmen und -Tetradrachmen: Dionysos efeubekränzt und bartlos, Herakles verjüngt, nicht mehr als Bogenschütze, mit der Legende: ΗΡΑΚΛΕΟΥΣ ΣΩΤΗΡΟΥΣ ΘΑΣΙΩΝ (Herakles, Retter der Thasier). Eine wichtige Änderung ist die Tatsache, dass die Stadt das attische Eichmaß mit Hinblick auf eine große externe Verbreitung gewählt hat. Die Nachbarstadt Maroneia prägt zur selben Zeit sehr ähnliche Stücke, was auf eine monetäre Allianz hinweist.
Auch Bronzemünzen werden in großer Zahl als Hemiobolen von etwa 3 g mit dem Typ „bärtiger Herakles und die Waffen des Heroen“ emittiert. Ein höherer Wert wird mit einer Büste der Artemis und rückseitig mit dem Bogenschützen Herakles versehen.
Die größte Zahl von thasischen Tetradrachmen und ihrer thrakischen Imitate wird in den Jahren 160 bis 80 v. Chr. geprägt. Sie gelten als die Hauptwährung im antiken Thrakien, bei den Geten und Dakern und wurden in großer Zahl in Südbulgarien (4.221 Stück), Rumänien, Serbien und Ungarn aufgefunden.

### Römische Währung des 1. Jahrhunderts n. Chr.
Die Münzreform des römischen Kaisers Augustus hat die Regeln des Geldumlaufs radikal verändert: Die Sesterz wird wertbestimmend. Im Umlauf befinden sich auf Thasos auch die römischen Aureus-, Denar- und As-Werte. Die thasischen Bronzestücke, deren Prägung die römischen Autoritäten akzeptieren, werden ebenfalls im römischen Münzwerten emittiert. Auf der Insel erfolgen noch vier Bronze-Prägungen in der Regierungszeit von Hadrian, Mark Aurel, Septimius Severus und unter der Herrschaft von Caracalla bis zum endgültigen Emissionsende im Jahre 212.

## Landwirtschaft

### Weinbau
Die Geschichte des Weinbaus in Griechenland beinhaltet die herausragende Stellung der Weine aus Thrakien zwischen Evros und der Halbinsel Chalkidiki. Im Wesentlichen handelt es sich dabei um den „Biblin“, eine Rebsorte und einen Wein, möglicherweise nach der Küstenregion des Symvolon-Gebirges (antiker Name Biblina) im Gebiet von Antisara und Oisyme in der thasischen Peraia benannt.
Dieser Wein wurde mit großem Erfolg bereits im 5. Jahrhundert v. Chr., insbesondere aber im 4. und 3. Jahrhundert v. Chr., auf der Insel Thasos angebaut und exportiert. Der Weinexport hatte für Thasos in der Antike eine enorme wirtschaftliche Bedeutung. Im 4. Jahrhundert v. Chr. kamen die drei besten Weine Griechenlands aus Chios, Lesbos und Thasos.
Der thasische Rotwein galt in der griechischen Welt als der qualitätsvollste, gleichgestellt dem von Chios. Er wird erwähnt und beurteilt von:
- Aristophanes: man schätzt ihn seines Duftes wegen[16]
- Aristophanes: Die Athener Klatschbasen schätzen die kleinen thasischen Amphoren[17]
- Aristophanes: auf einer Schale thasischen Weins haben sich die Genossinnen der Lysistrata geschworen, sich den Männern für die Dauer des Krieges zu verweigern[18]
- In einem Dialog des Xenophon führt ein Teilnehmer thasischen Wein als Beispiel eines Luxusprodukts für Genießer an, erklärt aber zugleich, dass der Grad des Genusses auch situationsabhängig sei und eben weniger hoch, wenn man „so wie ich jetzt, da ich zufällig thasischen Wein bekomme, ihn trinke, ohne Durst zu haben.“[19]
- Theophrast berichtet in seiner Schrift Über die Gerüche, dass der im Prytaneion von Thasos gereichte Wein besonders wohlschmeckend war, da man ihn mit Gewürzen versehen hatte. Man bereitete nämlich aus Weizen und Honig einen Teig und gab diesen ins Weinfass. Dadurch sollte der Wein einerseits sein Bukett bewahren, gleichzeitig aber auch die Süße des Teigs aufnehmen.[20]
- In seiner Pflanzenkunde überliefert Theophrast auch, dass die Thasier zweierlei Wein produzierten: einen, der schläfrig macht, und einen andern, der die Trinker wachhält.[21]
- Archestratos: „Und wenn irgendwelche Hohlkopfdumpfbacken  behaupten, der Phönizier sei der beste Wein von allen, dann achte ich gar nicht darauf. Der Thasier ist auch gut zu trinken, wenn er nur richtig schön lang gelagert ist. (…) Aber die anderen sind nichts im Vergleich mit dem lesbischen Wein, auch wenn manche Leute gern das loben, was bei ihnen wächst.“[22]
- Hermippos: „Den Wein von Thasos, der den Duft von Äpfeln verströmt, halte ich mit Abstand für den besten, abgesehen nur von dem tadellosen von Chios.“[23]
- Vergil erwähnt thasische Reben in einer Aufzählung zur Veranschaulichung der Sortenvielfalt von Weintrauben.[24]

Thasos erlässt 480–470 v. Chr. das älteste griechische Wein-Handelsgesetz, das für bestimmte Fälle die Konfiszierung von Wein sowie Geldstrafen vorsieht. Ein zweites Gesetz (425 v. Chr.) stellt den Verkauf der Traubenernte auf dem Stock vor dem Ersten des Monats Juni unter Strafe, und das dritte untersagt jedem thasischen Schiff, fremden Wein in die territorialen Gewässer zwischen dem Athos im Westen und dem Kap Paxi im Osten einzuführen.
Unvermischt war der Wein von Thasos nahezu schwarz. Man trank ihn gewöhnlich gemischt mit einer gleichen Menge Wasser. Seine Qualitäten hingen ab von der nötigen Sorgfalt und besonderen Rezepten.
Ein antikes Rezept der Herstellung eines stark alkoholhaltigen thasischen Likör-Weines ist von Florentinus überliefert: Man setzt die reifen Trauben, indem man sie Rebe für Rebe  ausbreitet, für fünf Tage der Sonne aus, in der Mitte des sechsten Tages sammelt man sie wieder auf und taucht sie – so warm wie sie sind – in eine Mischung je zur Hälfte aus Most und gekochtem Meerwasser. Dann holt man die Trauben heraus und gibt sie für eine Nacht und einen Tag in die Kelter, zerquetscht sie und sammelt den Saft in Gefäßen. Nach der Fermentation und Vorklärung fügt man ein fünfundzwanzigstel gekochten Mosts hinzu und zieht den Wein nach der Frühlings-Tagundnachtgleiche in dafür vorgesehene Gefäße ab.
Für die Autoren der römischen Kaiserzeit behielt der Wein von Thasos seinen guten Ruf. Wenn ihn Plinius der Ältere für aus der Mode geraten hält, wird er noch lobend erwähnt bei Dion Chrysostomos, währenddessen Clemens von Alexandria den Feinschmeckern seiner Zeit vorhält, dass sie sich zu sehr von ihm verführen lassen. Die thasischen Rebsorten, die zur Zeit Vergils bekannt waren für ihre Qualität und Anpassungsfähigkeit an leichte Böden, wurden in anderen Anbaugebieten akklimatisiert, von Ägypten und Italien importiert. Noch im 3. Jahrhundert ist von ihnen bei Flavius Philostratos die Rede.

## Antikes Handwerk

### Keramik
Die in das 8. Jahrhundert v. Chr. datierten Keramik-Scherben aus dem Artemision, dem Dionysion und vom Hermes-Tor sind im makedonischen Stil, überwiegend handgetöpfert und ohne Dekor. Erst Vasen, Schalen und Kratere des 7. Jahrhunderts v. Chr. stammen aus thasischen oder parischen Töpfereien, gefertigt aus rotem Ton, mit polychromem Dekor und schwarzem Firnis. Aus hellem Ton mit schwarzen figürlichen, floralen oder geometrischen Mustern und Darstellungen sind die Bruchstücke von Schalen, Lekanen, Kantharoi, Skyphoi und Vasen, die lokal im 7. und 6. Jahrhundert v. Chr. gefertigt, im Artemision, im Athenaion und zahlreich in Phari gefunden wurden.
Die Ausgrabungen von Töpferei, Brennofen und Scherbenhalde in Phari (1978) erbrachten eine große Zahl unterschiedlicher Vasenarten attischen und kykladischen Stils aus der Produktion vom Ende des 6. bis Anfang des 5. Jahrhunderts v. Chr. Im Wesentlichen handelt es sich um zwei Typen: Gefäße mit einem Durchmesser von 20 bis 28 cm, konzentrisch eingekerbten Linien oder konzentrisch angeordneten Punkten.
Die Keramik des 4. Jahrhunderts v. Chr. ist auf Thasos in großer Zahl untersucht worden, insbesondere Gebrauchskeramik und attisch rotfigurige bzw. Schwarzfirnis-Lekanen. Sie stammen aus zwei Fundstellen in der Stadt Thasos: aus runden Gruben im Bereich von Valma, gegenüber dem Artemision, und aus dem Wohn- und Werkstättenbezirk am Silen-Tor.
Auch im 3. Jahrhundert v. Chr. werden noch im großen Maßstab bestimmte Schwarzfirnis-Vasen und das gesamte Repertoire der Gebrauchskeramik produziert. Allerdings ist bereits ab dem 4. Jahrhundert v. Chr. eine Importzunahme zu beobachten und ab der frühchristlichen Periode keine lokale Herstellung von Keramik erkennbar.

### Terrakotten
In Kunstwerkstätten von Bildhauern, Töpfern und Koroplasten wurden Statuetten und Figurinen als Unikate und in Serie, in der Größe von 15 bis 65 cm gedreht, handgeformt und/oder formgepresst, bemalt und gebrannt. Die meisten Terrakotten dienten als Weihgaben für die Götter. Sehr zahlreich ausgegraben wurden archaische Statuetten im Athenaion. Im Artemision und im Thesmophorion konnten 20.000 Terrakotten und 10.000 Bruchstücke aus dem 6. bis Ende des 2. Jahrhunderts v. Chr. aufgenommen werden, auch aus den Wohnbezirken am Hermes- und am Silen-Tor, in der Agora und in den Nekropolen. Im 4. Jahrhundert v. Chr. waren die höchsten Produktionszahlen erreicht. Vorwiegend aus Formen, seltener modelliert, wurden in Größen von 25–45 cm Darstellungen von Göttern, Tänzern, profanen Gestalten und Tieren hergestellt.

## Entdeckung und Erforschung der antiken Stadt

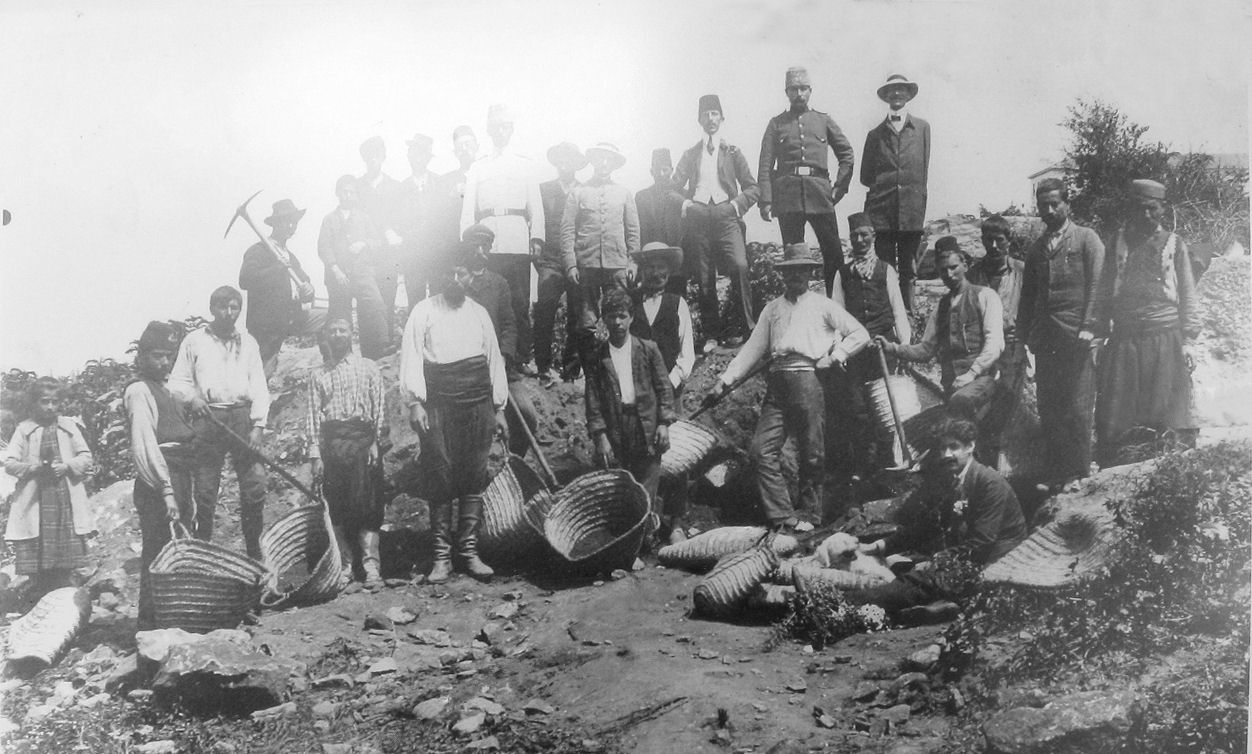
Ausgrabungen auf der Akropolis durch die École française d’Athènes im Jahre 1911

Die Insel Thasos und die in Trümmern liegende antike Stadt Thasos werden ab dem 15. Jahrhundert von den frühen Reisenden beschrieben. Der Ort war verfallen und über sieben Jahrhunderte verlassen geblieben. Die Einwohner hatten sich infolge der andauernden Piratenüberfälle in die Berge – hauptsächlich in die Orte Panagia und Potamia – zurückgezogen. Genutzt wurde weiterhin eine Anlegestelle westlich des versandeten antiken Kriegshafens, bezeichnet als Hafen (Σκάλα) von Panagia. Eine vermutlich erste, jedoch im und um den Bereich der Akropolis beschränkte Wiederansiedlung, erfolgte ab 1204 infolge des Erscheinens der venezianischen Kreuzfahrer auf der Insel. Noch 1831 war das eigentliche Stadtgebiet verödet und von Bäumen und wildem Wein überwachsen. Erst in der 2. Hälfte des 19. Jahrhunderts kehrten die Einwohner in den Ort zurück. In dieser Zeit erwachte das internationale Interesse an den antiken Ruinenstätten der Insel. Archäologen und Wissenschaftler durchforschten Stadt und Insel, dokumentierten ihre Funde und verbrachten die wertvollsten und leicht zugänglichen Artefakte in die Museen von Istanbul, Paris und London.
Systematische Ausgrabungen wurden 1911, noch zu Zeiten der Osmanischen Herrschaft, von der École française d’Athènes aufgenommen und mit Unterbrechung durch die beiden Weltkriege bis heute durchgeführt. Seit 1969 geschieht dies in Zusammenarbeit mit der Ephorie für Prähistorische und Klassische Altertümer in Kavala.

### Museum der Stadt

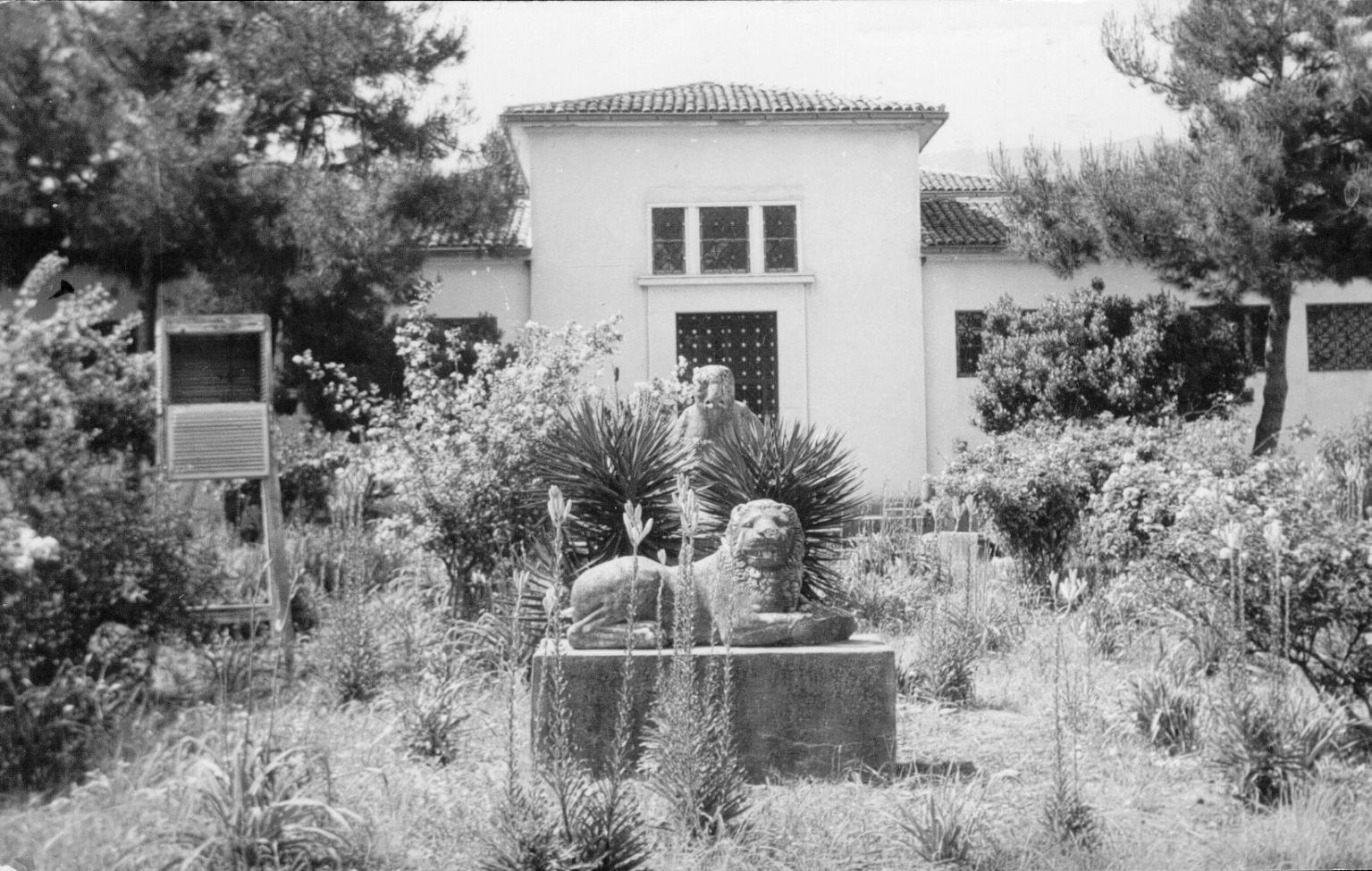
Museum Limenas, erbaut 1911/1912, umgebaut 1934 (1957)
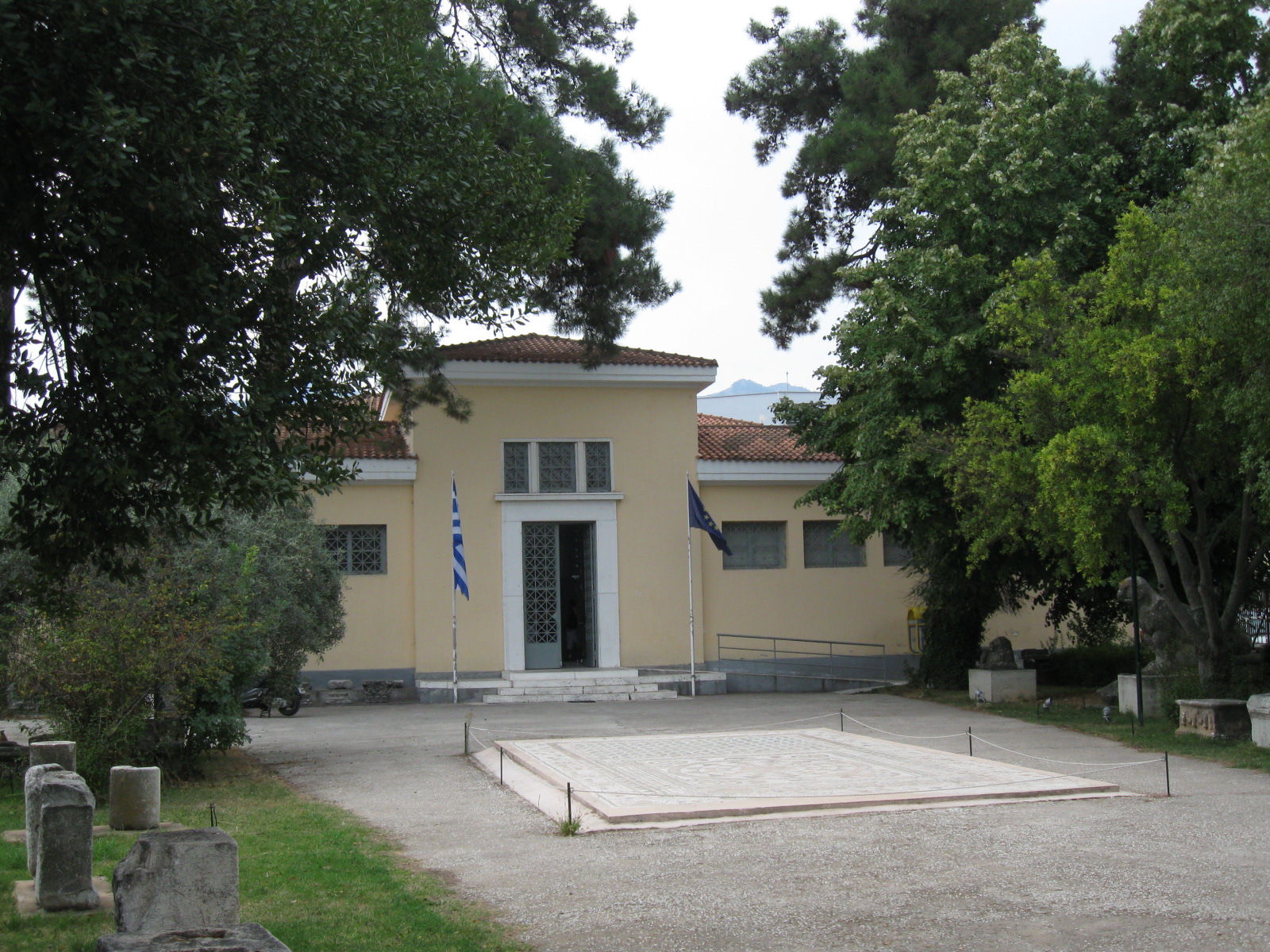
Museum Limenas (2008)
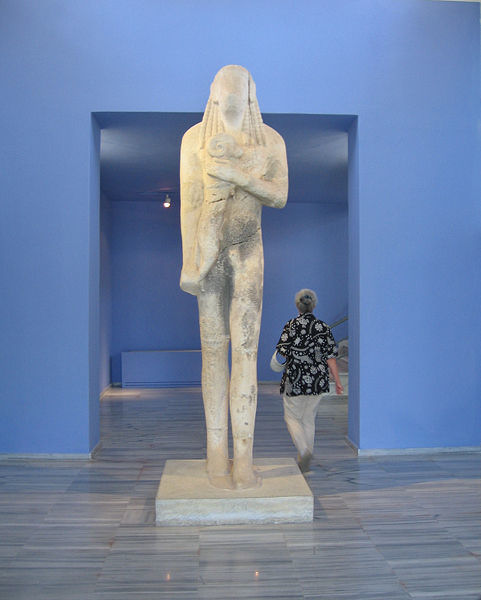
Unvollendeter Kouros, etwa 600 v. Chr., Eingangshalle des Museums Limenas
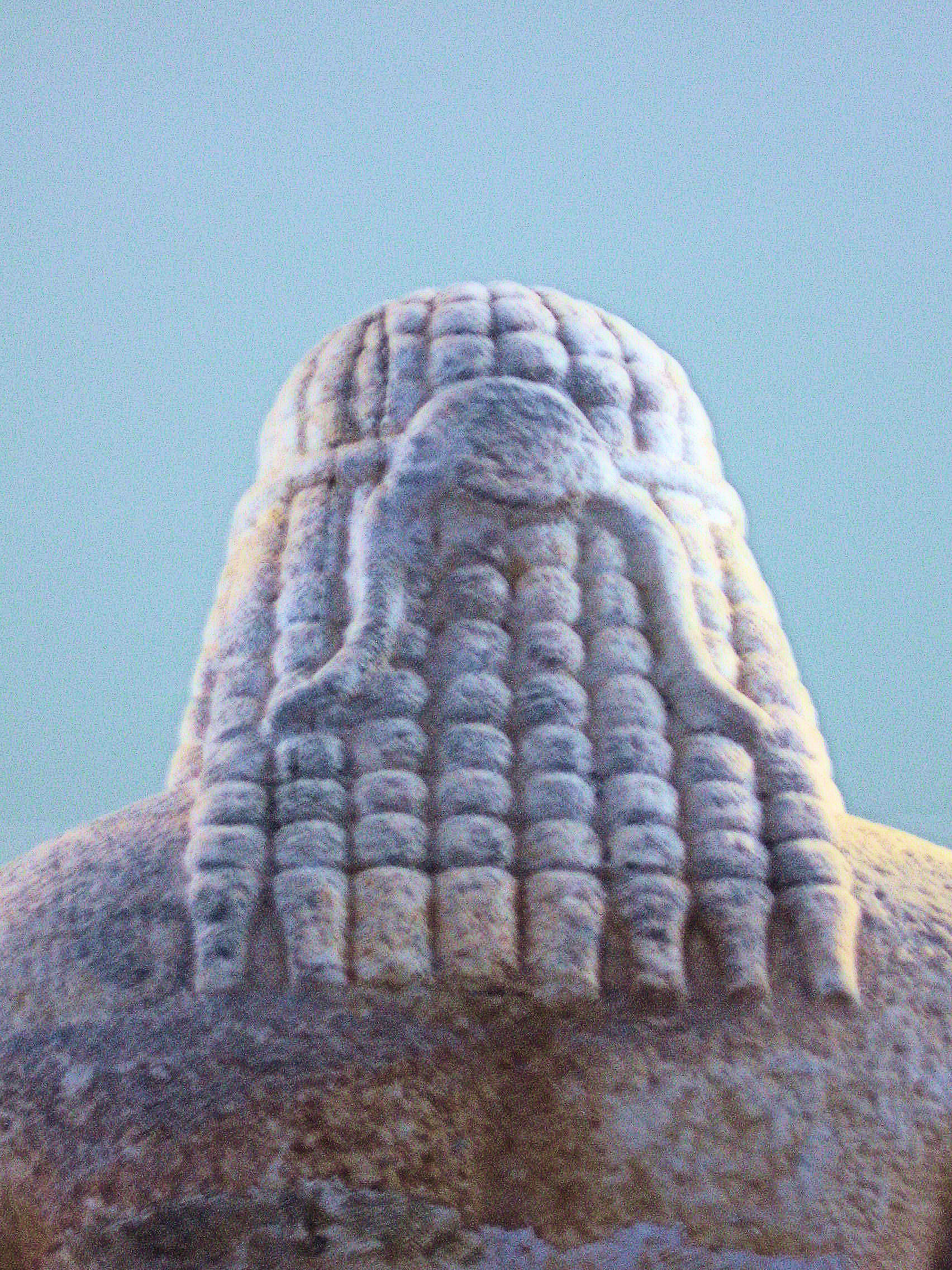
Haarpracht des Kouros

### Museen im Ausland

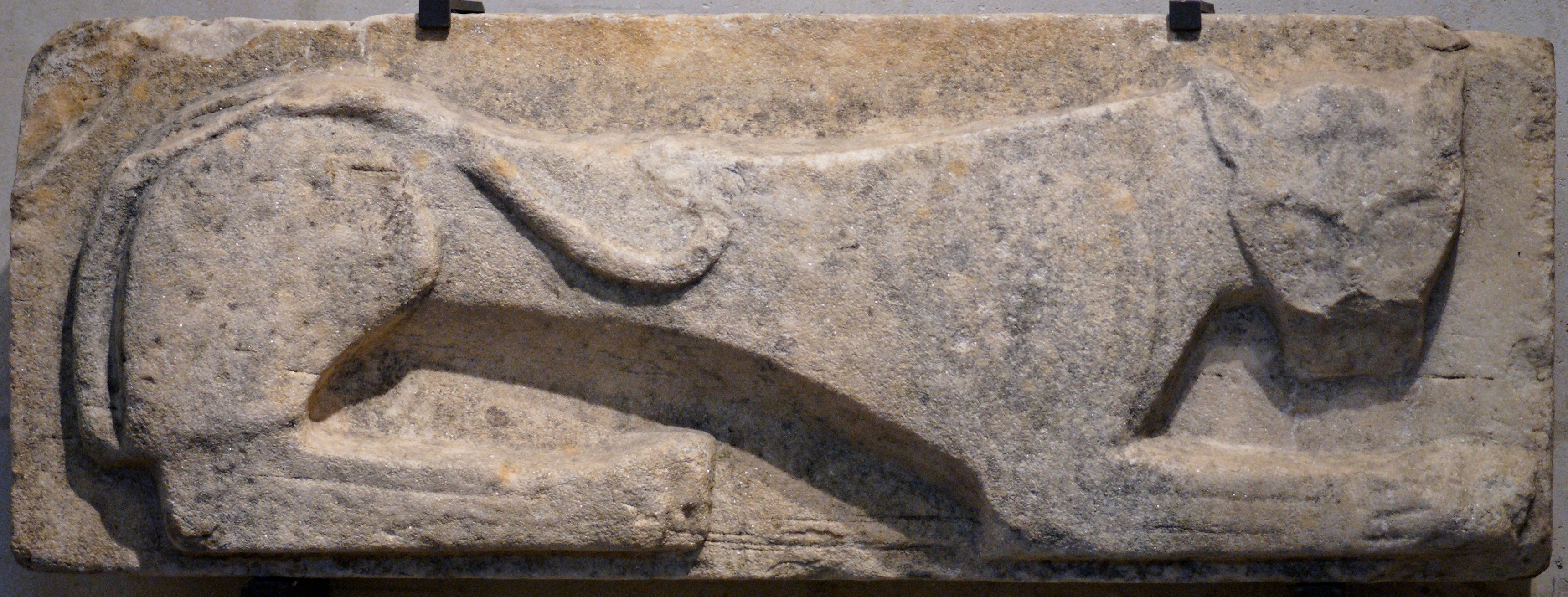
Relief eines Panthers, Zugang zum Temenos, Tempel des Pythischen Apollo, Akropolis Thasos, um 640 v. Chr., ergraben von Miller (1864), Louvre Paris
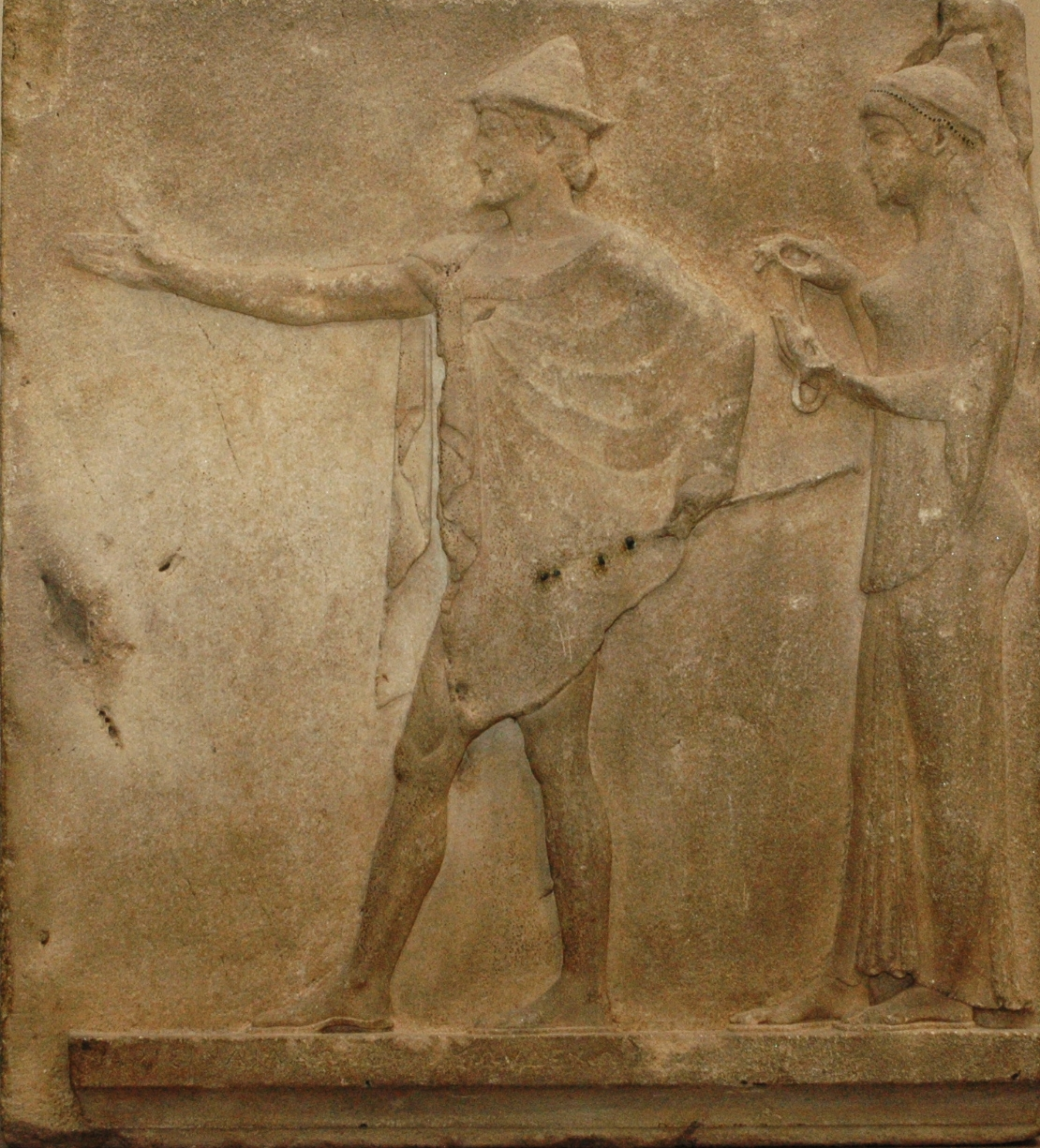
Relief Hermes agoraios und die Chariten, Passage der Theoren, Agora Thasos, um 480 v. Chr., ergraben von Miller (1864), Louvre Paris
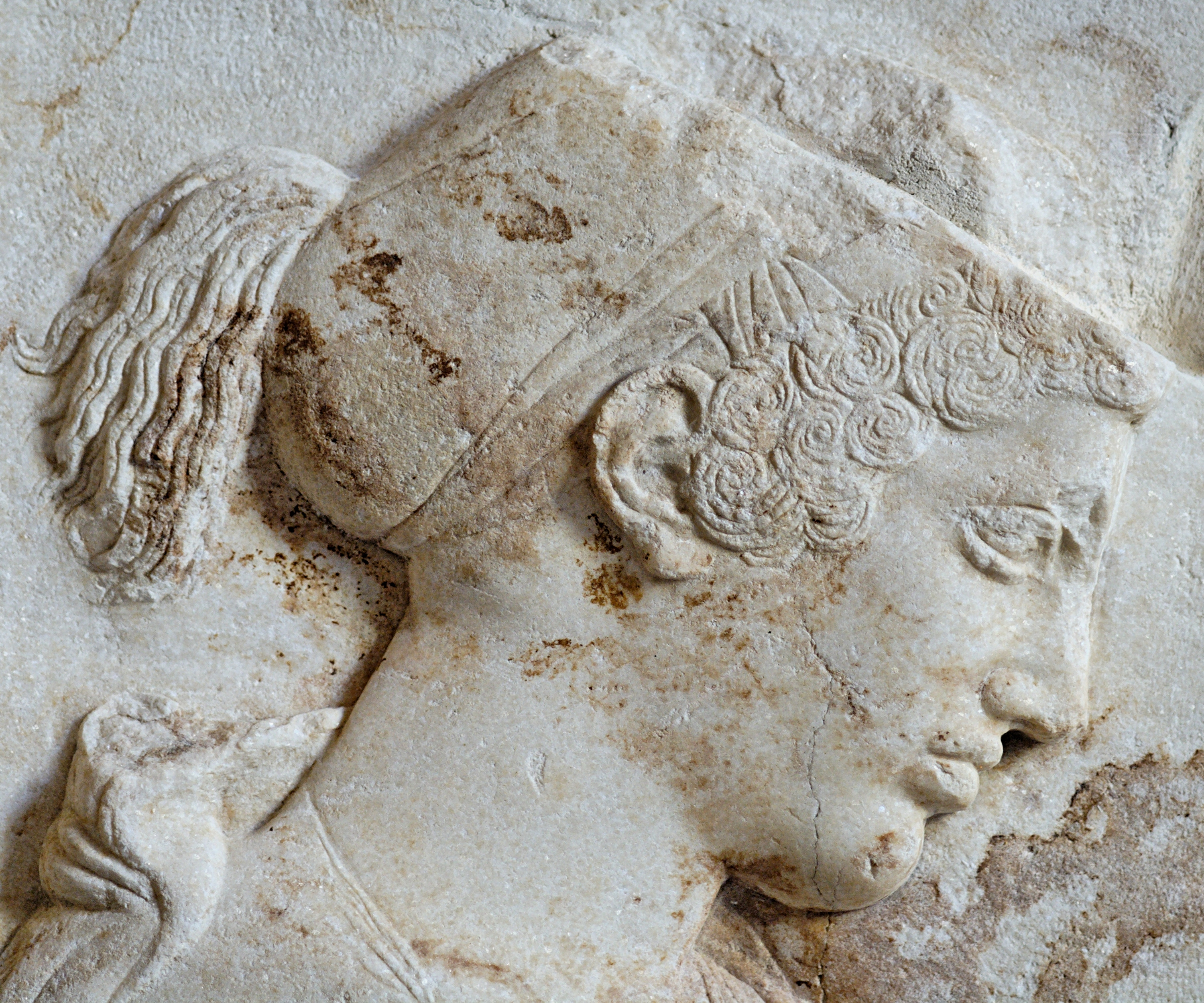
Detail einer Grabstele: Porträt der Philis, Tochter des Kleomenes, um 450 v. Chr., ergraben von Miller (1863), Louvre Paris
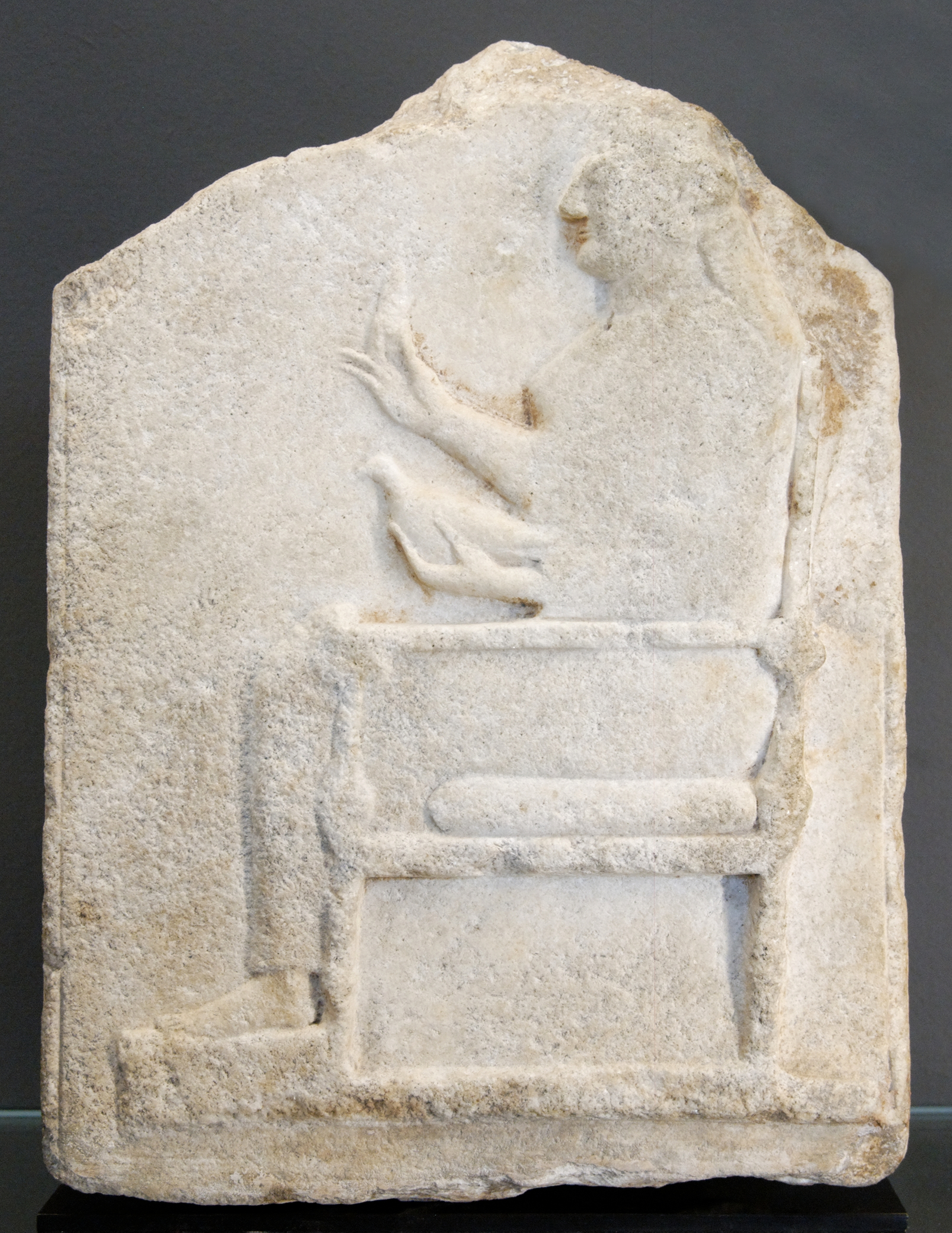
Grabstele mit sitzender Frau um 620–610 v. Chr. Louvre Paris
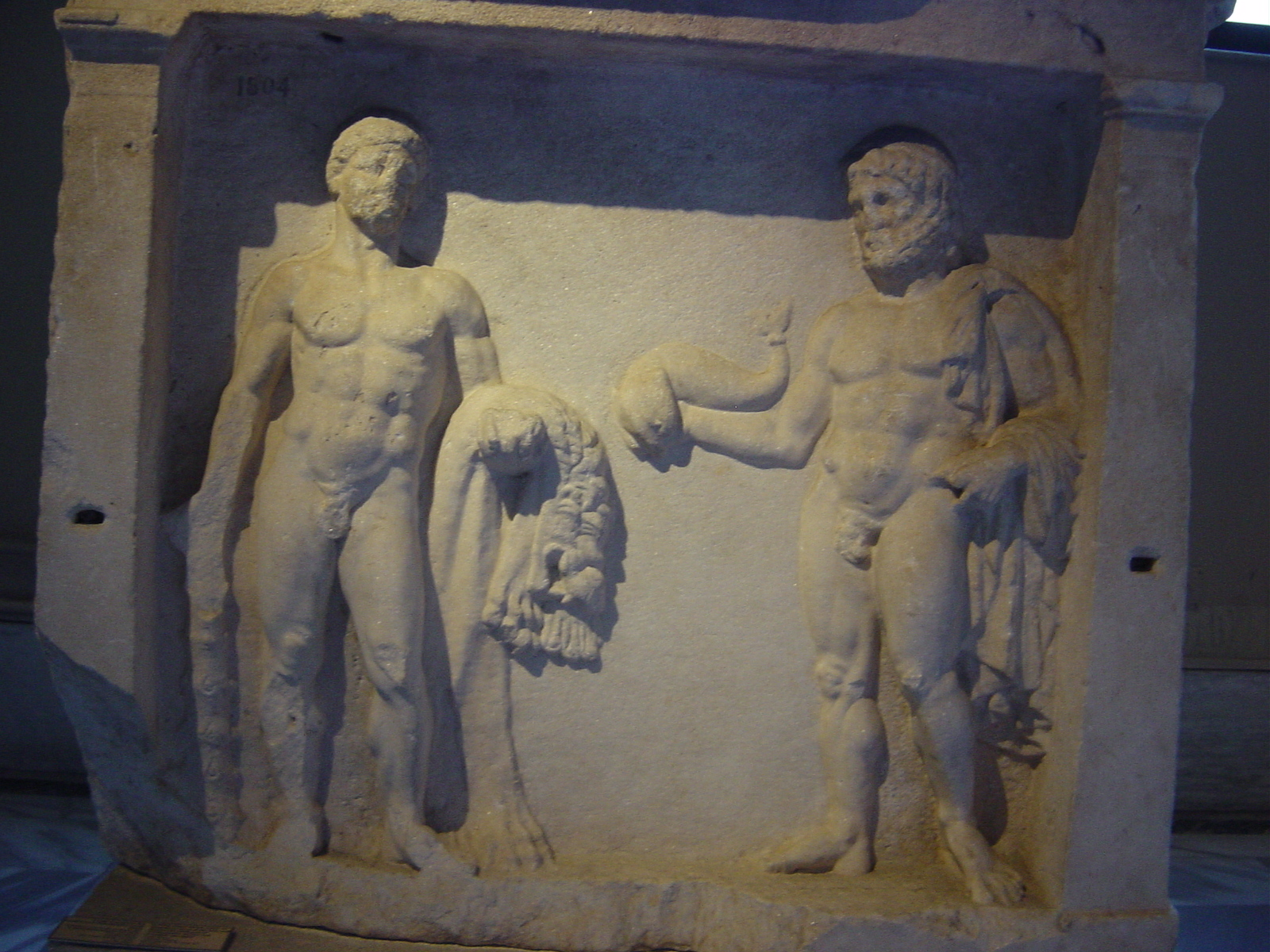
Votivstele für Poseidon und Herakles. 4. Jh. v. Chr. Archäologisches Museum Istanbul
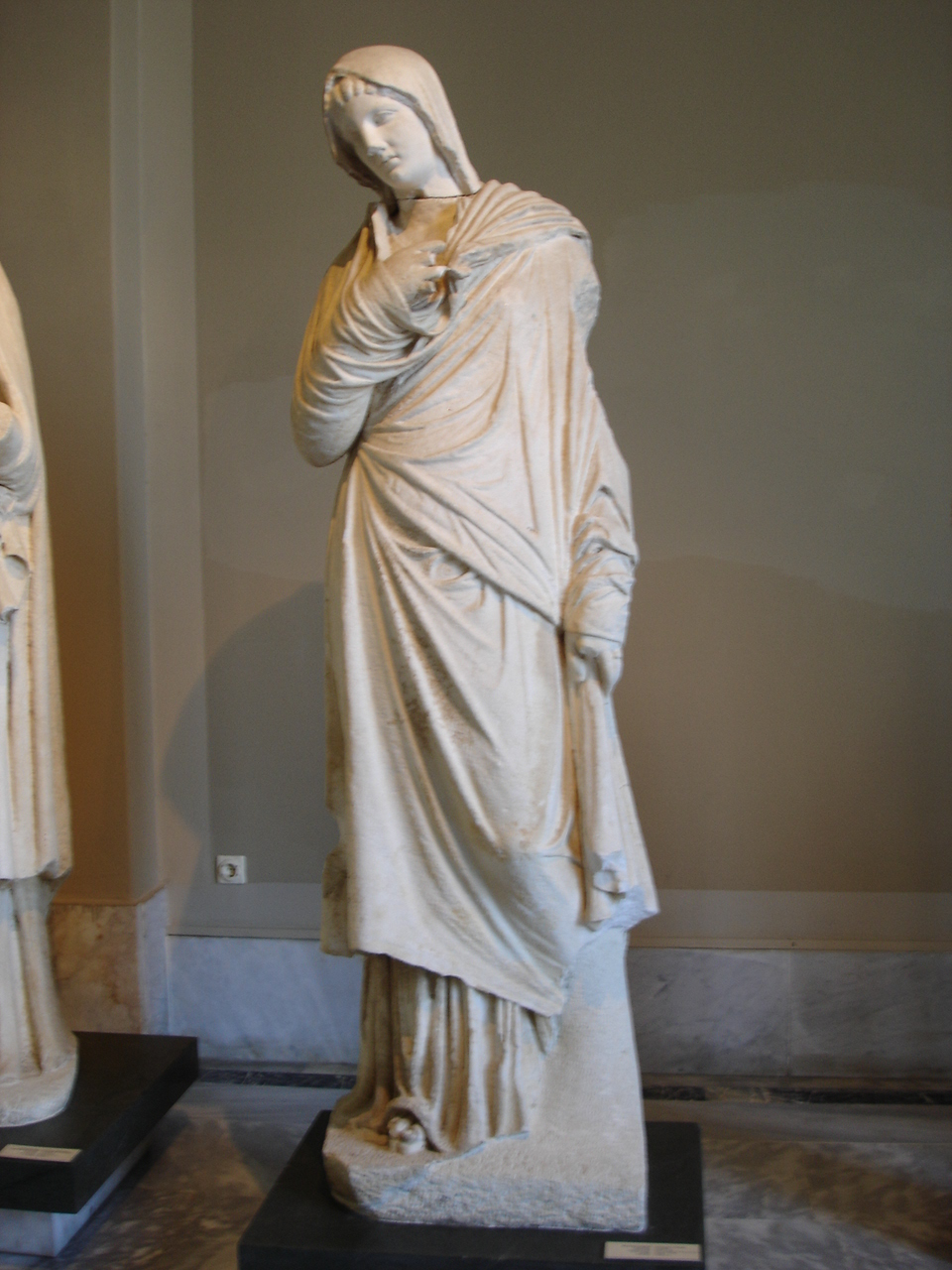
Statue der Vibia Sabina, die als Pudicitia posiert. Römische Kopie aus dem 2. Jahrhundert n. Chr. nach einem Original aus dem 4. Jahrhundert v. Chr. Archäologisches Museum Istanbul.

### Etudes thasiennes
Diese vom Verlag De Boccard Édition-Diffusion, Paris, vertriebene Reihe der École française d’Athènes beinhaltet die Ergebnisse der archäologischen Arbeiten und wissenschaftlichen Studien des Institutes zum antiken Thasos aus der Zeit von 1911 bis heute.
- 1: Marcel Launey: Le sanctuaire et le culte d’Héraklès à Thasos. 1944.
- 2: Apostolos E. Bakalopoulos: Thasos. Son histoire, son administration de 1453 à 1912. 1953.
- 3: Jean Pouilloux: Recherches sur l’histoire et les cultes de Thasos I: De la fondation de la cité à 196 avant J.-C. 1954.
- 4: Anne-Marie Bon, Antoine Bon: Les timbres amphoriques de Thasos. 1957.
- 5: Jean Pouilloux, Christiane Dunant: Recherches sur l’histoire et les cultes de Thasos II: De 196 avant J.-C. jusqu'à la fin de l’antiquité. 1958.
- 6: Roland Martin: L’Agora (Premier fascicule). 1959.
- 7: Lilly Ghali-Kahil: La céramique grecque (Fouilles 1911–1956). 1960.
- 8: Charles Picard: Les Murailles I: Les portes sculptées à images divines. 1962.
- 9: Aliki I. Jean Servais: Les deux sanctuaires; Jean-Pierre Sodini, Anna Lambraki, Tony Koželj: Les carrieres de marbre a l’epoque paleochretienne. 1980
- 10: Jean-Pierre Sodini, Konstantinos Kolokotsas: Aliki II: La basilique double. 2 Teilbände, 1984.
- 11: Nicole Weill: La plastique archaique de Thasos. Figurines et statues de terre cuite de l’Artemision I: Le haut archaisme. 2 Teilbände, 1985.
- 12: Yves Grandjean: Recherches sur l’habitat thasien à l’époque grecque. 2 Teilbände, 1988, ISBN 2-86958-008-8.
- 13: Catherine Abadie-Reynal, Jean-Pierre Sodini: La céramique paléochrétienne de Thasos. Aliki, Delkos, fouilles anciennes. 1992, ISBN 2-86958-043-6.
- 14: Hervé Duchêne: La stèle du port (= Fouilles du port I: Recherches sur une nouvelle inscription thasienne). 1992, ISBN 2-86958-044-4.
- 15: Bernard Holtzmann: La sculpture de Thasos I: Reliefs à thème divin. 2 Teilbände, 1994.
- 16: Véronique François: La céramique byzantine à Thasos. 1995, ISBN 2-86958-070-3.
- 17: Arthur Muller: Les terres cuites votives du Thesmophorion. De l’atelier au sanctuaire. 2 Teilbände, 1996, ISBN 2-86958-080-0.
- 18: Yvon Garlan: Les timbres amphoriques de Thasos I: Les timbres protothasiens et thasiens anciens. 1999, ISBN 2-86958-190-4.
- 19: Anne Coulié: La céramique thasienne à figures noires. 2002, ISBN 2-86958-148-3.
- 20: Francine Blonde: Les céramiques d’usage quotidien à Thasos au IVe siècle avant J.-C. 2 Teilbände, 2007, ISBN 978-2-86958-211-8.
- 21: Stéphanie Huysecom-Haxhi: Les figurines en terre cuite de l’Artémision de Thasos. Artisanat et piété populaire à l’époque de l’archaïsme mûr et récent. 2 Teilbände, 2009, ISBN 978-2-86958-209-5.
- 22: Yves Grandjean: Le rempart de Thasos. 2010, ISBN 978-2-86958-228-6.
- 23: Clarisse Prêtre: La fibule et le clou. Ex-voto et instrumentum de l’Artémision. 2016, ISBN 978-2-86958-257-6.
- 24: Jean-Pierre Sodini, Tony Koželj, Manuela Wurch-Koželj: Le nymphée d’une maison de l’antiquité tardive à Thasos (terrains Tokatlis/Divanakis/Voulgaridis). 2016, ISBN 978-2-86958-268-2.
- 25: Bernard Holtzmann: La sculpture de Thasos II: Reliefs à thème héroïque. 2 Teilbände, 2018, ISBN 978-2-86958-311-5.
- 26: Patrice Hamon: Corpus des inscriptions de Thasos III: Documents publics du quatrième siècle et de l’époque hellénistique. 2019, ISBN 978-2-86958-305-4.
- 27: Deux ensembles votifs reconsidérés. Bernard Holtzmann: Le grand monument votif du Dionysion; Guillaume Biard, Marjolaine Imbs: Le portique aux statues de l’Artémision. 2 Teilbände, 2020, ISBN 978-2-86958-523-2.
- 28: Julien Fournier: Corpus des inscriptions de Thasos V: Documents publics d’époque romaine, Ier s. av. J.-C.–IVe s. apr. J.-C. 2023, ISBN 978-2-86958-587-4.

### Sonstige Literatur
- Michèle Brunet, Anne Coulié, Patrice Hamon, Bernard Holtzmann, Jean-Yves Marc, Arthur Muller, Olivier Picard: Thasos. Aufstieg und Niedergang einer griechischen Polis (Zaberns Bildbände zur Archäologie). Wissenschaftliche Buchgesellschaft, Darmstadt 2019, ISBN 978-3-8053-5180-5.
- Alexander Conze: Reise auf den Inseln des thrakischen Meeres. Hannover 1860 (Digitalisat).
- Georges Daux (Hrsg.): Guide de Thasos. Paris 1968.
- Julien Fournier: Entre Macédoine et Thrace: Thasos à l’époque de l’hégémonie romaine. In: Marie-Gabrielle Parissaki (Hrsg.): Thrakika Zetemata 2. Aspects of the Roman province of Thrace (= Μελετήματα. Band 69). De Boccard, Paris/Athen 2013, ISBN 978-960-9538-18-3, S. 11–63.
- Yvon Garlan: Vin et amphores de Thasos. Athen 1988, ISBN 2-86958-016-9.
- Marion Geis: Die Stadttore von Thasos. Ikonographie und Funktion der mythologischen Reliefs. VDM Verlag Dr. Müller, Saarbrücken 2007, ISBN 978-3-8364-1868-3.
- Yves Grandjean, François Salviat: Guide de Thasos. École française d’Athènes, Athen 2000, ISBN 2-86958-176-9 (guter Überblick über die Geschichte und die Monumente des antiken Thasos).
- Andreas Külzer: Thasos. In: Der Neue Pauly (DNP). Band 12/1, Metzler, Stuttgart 2002, ISBN 3-476-01482-7, Sp. 244–246.
- Friederike Kyrieleis: Kunstdenkmäler in Griechenland. Band 2: Peloponnes und die Inseln, Deutscher Kunstverlag, München 1984, ISBN 3-422-00376-2, S. 489–492.
- D. Lazaridis: Thasos. Thessaloniki 1958 (Touristenführer).
- Hartmut Matthäus: Thasos im Altertum. In: Antike Edel- und Buntmetallgewinnung auf Thasos (= Der Anschnitt Beiheft 6). Vereinigung der Freunde von Kunst und Kultur im Bergbau e. V., Bochum 1988, ISBN 3-921533-40-6, S. 13–39.
- Olivier Picard: Thasos et sa monnaie (= Bulletin de correspondance hellénique. Supplementband 67). École Français d’Athènes, Athen 2023, ISBN 978-2-86958-607-9.
- Ilya Prokopov: Die Silberprägung der Insel Thasos und die Tetradrachmen des „thasischen Typs“ vom 2.–1. Jahrhundert v. Chr. (Griechisches Münzwerk). Akademie-Verlag, Berlin 2006, ISBN 978-3-05-004040-0.
- Günther A. Wagner, Gerd Weisgerber: Antike Edel- und Buntmetallgewinnung auf Thasos (= Der Anschnitt. Beiheft 6). Selbstverlag des Deutschen Bergbau-Museums, Bochum 1988, ISBN 3-921533-40-6.